# Église Saint-Aubin d'Ennery
L'église Saint-Aubin est une église catholique située à Ennery, en France.
Elle fait cohabiter de façon peu harmonieuse les éléments et adjonctions des différentes époques, contrairement à la plupart des autres églises réunissant de divers styles architecturaux. En l'occurrence, les styles roman, gothique primitif et Renaissance sont représentés ; le style flamboyant bien répandu dans la région manque par contre. L'ensemble Renaissance édifié entre 1565 et 1588 est d'une grande homogénéité, mais surtout l'élégant clocher roman de deux étages du second quart du XIIe siècle peut être considéré comme un chef-d'œuvre. Les grandes arcades de la nef, de la seconde moitié du XIIe siècle, sont un bel exemple du gothique primitif d'Île-de-France.
L'église est classée monument historique depuis 1911.

## Localisation
L'église est située en France, en région Île-de-France et dans le département du Val-d'Oise, sur la commune d'Ennery, rue du Moutier. L'église ne jouxte pas directement la rue mais est précédée par un parvis engazonné, représentant l'ancien cimetière. C'est ici que se situe le portail principal du sud, sous un porche moderne. L'on peut faire le tour complet de l'édifice, mais les murs de clôture des propriétés privées avoisinantes s'approchent de près du chevet et du mur septentrional. La façade occidentale donne sur une autre voie, l'allée du château, encore longtemps propriété privée. En raison d'une légère différence de niveau entre l'église et l'allée, située plus bas, la façade bute presque immédiatement sur un muret couronnant un mur de soutènement, et un escalier est aménagé au nord-ouest, en direction du château.

## Historique

### Histoire de la paroisse
Sous tout l'Ancien Régime, la paroisse d'Ennery dépend de l'archidiocèse de Rouen, et la cure est à la présentation de l'archevêque de Rouen. D'après une tradition, constatée devant notaire à Pontoise le 3 août 1595, Ennery aurait fait partie de ce qui est appelé l'exemption de Pontoise : un territoire formé par les trois paroisses de Pontoise (Saint-Maclou, Saint-Mellon et Notre-Dame) et cinq paroisses des environs (Ennery, Génicourt, Livilliers, Osny et Puiseux-Pontoise), et relevant uniquement de l'archidiacre désigné par le chapitre de Saint-Mellon, et non de l'archevêque de Rouen. L'église Saint-Mellon aurait été la paroisse primitive de tout ce territoire, et les sept autres paroisses auraient été fondées par le chapitre de Saint-Mellon. Les chanoines prétendent en outre avoir été les curés primitifs de toutes ces paroisses. Or, aucun acte authentique prouvant l'existence réelle de cette exemption n'est connu, et une certaine réserve vis-à-vis de l'exactitude des prétentions des chanoines de Saint-Mellon est de mise.
Les origines des huit paroisses sont très anciennes et restent obscures. Curieusement, le chapitre de Saint-Mellon ne possédait que le patronage d'une seule cure, celle de Saint-Maclou, et ne touchait la grosse dîme d'aucune des autres sept paroisses dans le périmètre de l'exemption. Aucun lien matériel ou spirituel n'existait donc entre Saint-Mellon et les autres paroisses. À Ennery, quatre établissements religieux se partageaient la dîme : la moitié revenait à la collégiale Saint-Honoré de Paris ; un tiers à l'hôtel-Dieu de Pontoise ; la neuvième part au prieuré Saint-Pierre de Pontoise ; et la dix-huitième part au couvent des Trinitaires de Pontoise.

### Histoire de l'édifice

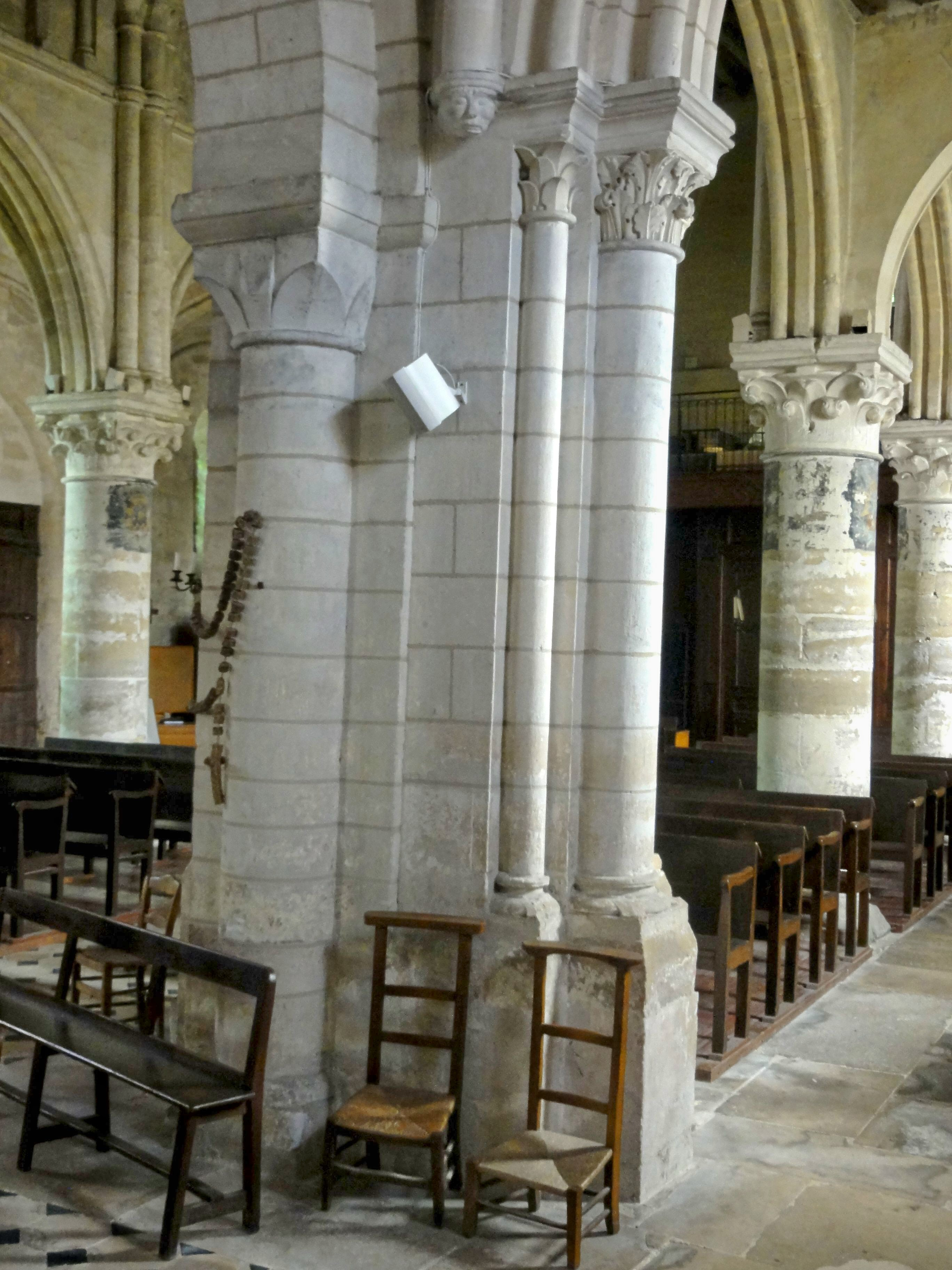
Pile nord-ouest du clocher, vue depuis l'ancien croisillon nord : à gauche, chapiteau roman de 1080 / 1120.

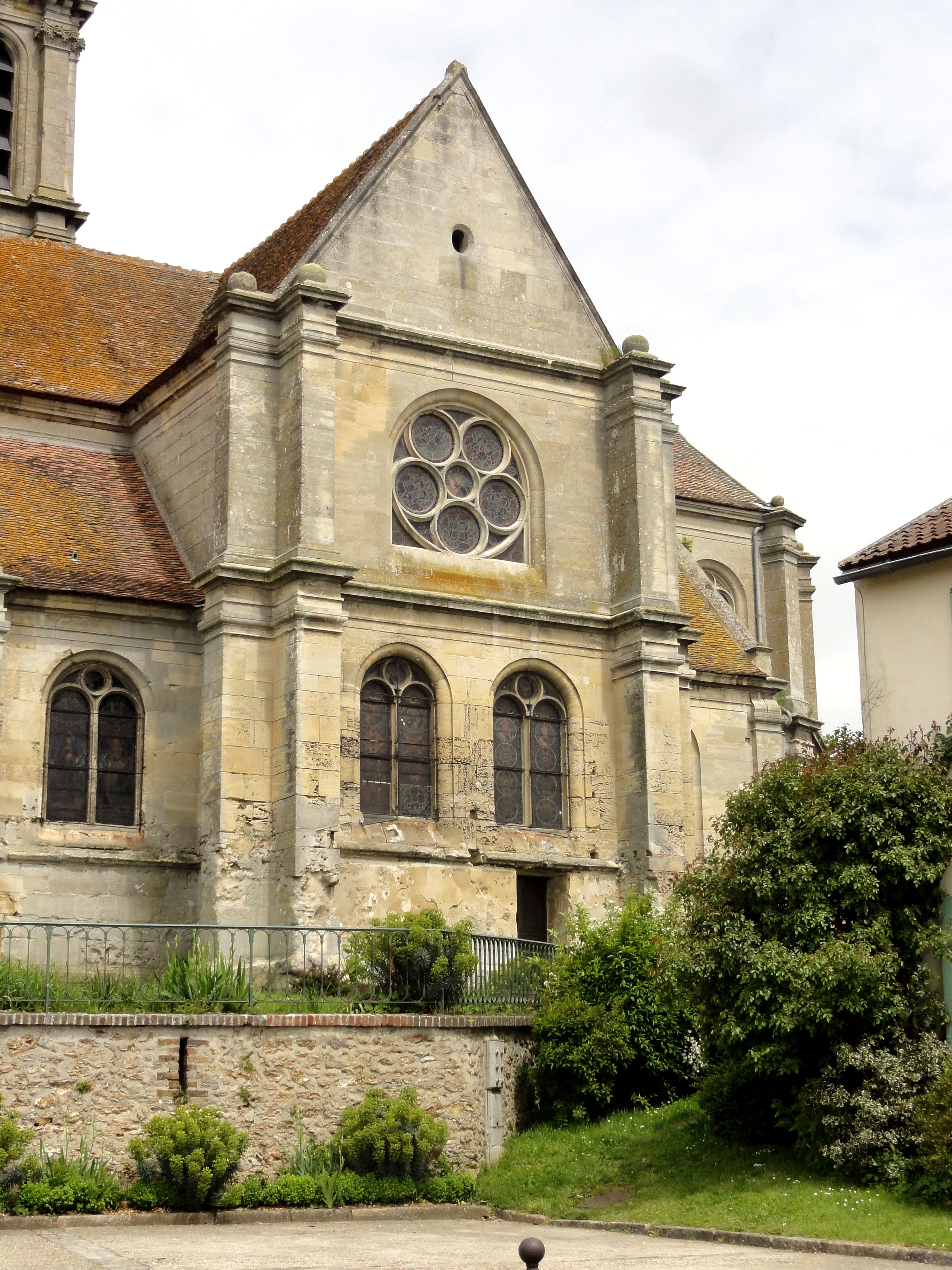
Le croisillon sud Épiais-Rhus : seule la table sur le pignon manque, et la petite porte n'existe pas à Ennery.

La construction de l'église initiale romane commence vers la fin du XIe siècle ou au début du XIIe siècle, entre 1080 et 1120. Il n'en reste que les quatre piles du clocher, délimitant la croisée du transept, et ses deux arcades latérales nord et sud vers les croisillons, avec leurs chapiteaux. La voûte initiale de la croisée a disparu, mais ses traces auraient encore été visibles à la fin du XIXe siècle. S'organisant autour de la base du clocher, la première église est certainement de plan cruciforme, mais sa physionomie exacte reste incertaine. Elle ne possède vraisemblablement pas de bas-côtés, car les arcades entre les croisillons et les bas-côtés sont plus récentes que les arcades déjà citées. Le clocher primitif est remplacé dès le second quart du XIIe siècle par deux étages toujours romans, coiffés d'une flèche en pierre. Ce clocher aux proportions particulièrement heureuses et d'une facture élégante a été imité sur plusieurs églises des environs. Le chœur roman est remplacé à partir du milieu du siècle par une construction gothique. À cette occasion, les croisillons romans sont remaniés ; la nef est dotée de bas-côtés afin d'augmenter la capacité de l'église ; et la hauteur des arcades faisant communiquer la croisée avec le chœur et la nef est dédoublée. Les murs de cette époque subsistent au moins au bas-côté sud et sans doute partiellement au nord. Le vaisseau central du chœur gothique est par contre démoli vers 1578 pour relier le nouveau chœur Renaissance à la base du clocher. Seuls les murs extérieurs des collatéraux subsistent, situés sur une même ligne avec ceux des bas-côtés de la nef. Avec les hautes arcades à l'est et à l'ouest de la base du clocher, ils indiquent que le chœur gothique devait avoir à peu près la même élévation que la nef actuelle,.
À partir de 1170 / 1175, la vieille nef est finalement remplacée elle aussi par un vaisseau de style gothique primitif. Afin de tenir compte de sa largeur plus importante, les chapiteaux et colonnettes à l'ouest de la base du clocher sont déplacés vers les extrémités des piles (si l'on rejoint Bernard Duhamel), et reçoivent la retombée des grandes arcades nouvellement construites. Les murs extérieurs des bas-côtés construits peu de temps avant sont conservés, et leur largeur se trouve ainsi réduite. L'analyse stylistique montre que les travaux pour cette nouvelle nef ne sont apparemment pas achevés avant le début du XIIIe siècle. Contrairement à l'usage de l'époque influencé par la cathédrale Notre-Dame de Paris, l'on renonce à une élévation sur trois niveaux avec des fenêtres hautes afin de pouvoir faire l'économie d'arcs-boutants. De ce fait, les formerets des voûtes délimitent directement les grands arcs de décharge du triforium. Cette solution s'avère problématique pour la stabilité des murs. Conscient de cette faille, le maître d'œuvre a peut-être renoncé à voûter la nef, ou bien les voûtes ont été supprimées ultérieurement afin de réduire la poussée exercée sur les murs : les amorces des voûtes toujours en place permettent l'une ou l'autre des options. Toujours est-il que les murs hauts ne présentent aucun signe de déversement et que la nef est simplement plafonnée. Dans la partie médiévale de l'église, seuls les croisillons du transept et la seconde, la troisième et la quatrième travées du bas-côté sud sont aujourd'hui voûtés d'ogives, présentant un profil monotoriques assez primitif,.
Vers le milieu du XVIe siècle, une reconstruction totale de l'église est envisagée. Les travaux commencent vers 1565 et sont confiés aux maîtres-maçons pontoisiens Denis et Nicolas Le Mercier. Denis, moins connu que Nicolas et Pierre, est probablement le frère ou neveu de Nicolas Le Mercier. Ce dernier dirige en même temps la reconstruction de l'église voisine Notre-Dame d'Épiais-Rhus. Il s'inspire apparemment du chœur de l'église Saint-Martin de Triel et crée deux édifices assez semblables à Ennery et Épiais-Rhus. Maurice Lotte fait observer que les terres des deux villages appartenaient fréquemment aux mêmes seigneurs, ce qui peut également expliquer ce rapprochement. Les travaux commencent à l'est de l'ancien chœur (maintenu dans un premier temps), et portent sur un nouveau transept ; un nouveau chœur de deux travées au chevet à pans coupés ; une petite chapelle à l'est du croisillon nord ; et sur la sacristie à l'est du croisillon nord. Ces éléments sont achevés en 1578. L'un des très rares documents retrouvés concernant l'histoire de l'église porte sur deux piliers construits en cette année. La reconstruction complète de l'église paraît alors trop onéreuse et l'on décide de conserver l'église ancienne hormis le chœur. Ce dernier doit être sacrifié pour établir la liaison entre la base du clocher et le nouveau transept. Il est remplacé par deux travées de nef dans le même style que le nouveau chœur et le nouveau transept. Les voûtes des bas-côtés sont en partie abattues en vue d'une reconstruction, mais cette dernière est différée et les travaux s'arrêtent en 1588 avec la consécration des nouvelles parties,,.
La nef et les bas-côtés se délabrent successivement, ce qui est déjà acté en 1710. En 1763 enfin, la première travée de l'église est entièrement refaite et le bas-côté nord reconstruit. Bien entendu, le style classique est appliqué, ce qui vaut également pour la nouvelle façade occidentale avec sa porte surdimensionnée. Comme elle ne donne que sur une ruelle étroite, elle reste longtemps condamnée et l'entrée principale se fait depuis le portail latéral dans la troisième travée du bas-côté sud. En 1779, des réparations de couverture sont effectuées : un autre document retrouvé sur l'histoire de l'église porte sur ce sujet,. Les deux travées de la courte nef Renaissance sont voûtées en 1902 seulement, et la voûte de la base du clocher est restaurée. L'édifice est classé au titre des monuments historiques par arrêté du 19 janvier 1911.

## Description

### Aperçu général

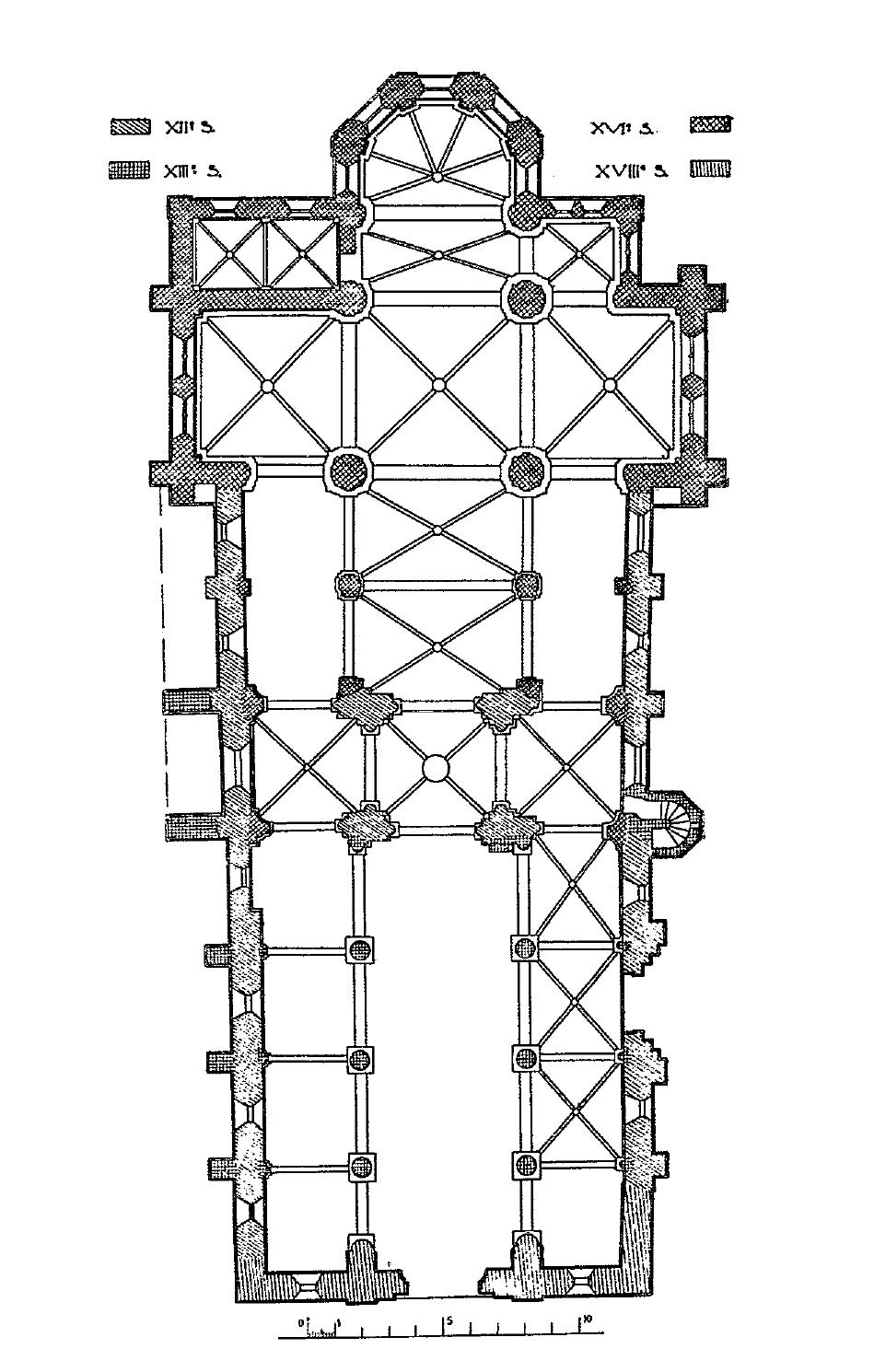
Plan de l'église.

L'église Saint-Aubin combine une église romane et gothique de la période comprise entre la fin du XIe siècle à la fin du XIIe siècle, à laquelle l'on a soustrait le chœur, à une vaste extension Renaissance de la seconde moitié du XVIe siècle. Un court segment de style classique à l'extrémité occidentale apporte une rupture de style brutale, mais cette partie de l'église est peu exposée aux regards. L'église actuelle présente donc un plan en croix de Lorraine avec deux transepts, dont le premier n'est pas saillant. Le clocher se dressant au-dessus de la croisée du premier transept paraît quelque peu écrasé par les vastes toitures et les adjonctions Renaissance. L'on peut considérer que la nef actuelle comporte sept travées barlongues, dont la première est classique, la deuxième à la quatrième gothique, la cinquième (le carré du premier transept) romane, et la sixième et septième Renaissance. Les bas-côtés sont par contre plus homogènes, avec une alternance d'oculi et de baies plein cintre. Un porche moderne s'élève devant le portail latéral dans la troisième travée du bas-côté sud, également moderne et sans intérêt, et une tourelle d'escalier ronde flanque le croisillon sud du premier transept. Le complexe Renaissance se compose d'un transept largement saillant de trois travées carrées de dimensions identiques, nettement plus grandes que les travées de la nef ; d'une première travée du chœur représentant la moitié d'une travée d'une transept ; d'une seconde travée du chœur deux fois plus profond mais à pans coupés ; d'une chapelle de deux petites travées devant le croisillon nord, n'étant pas plus profond que la première travée du chœur ; et d'une sacristie du côté opposé, représentant la moitié de la chapelle précitée,,. La nef gothique et son bas-côté nord sont plafonnés en bois avec des poutres apparentes, et la première travée de son bas-côté sud, ainsi que les deux bas-côtés de la nef Renaissance, possèdent des plafonds plats recouverts de plâtre. Toutes les autres travées sont voûtées d'ogives simples, sauf bien sûr l'abside à pans coupés, nécessitant une voûte sexpartite. — Dans sa totalité, l'église atteint une longueur de 44,50 m, le transept Renaissance est long de 17,50 m du nord au sud, et la nef avec ses bas-côtés est large de 12,85 m.

### Intérieur

#### Nef gothique

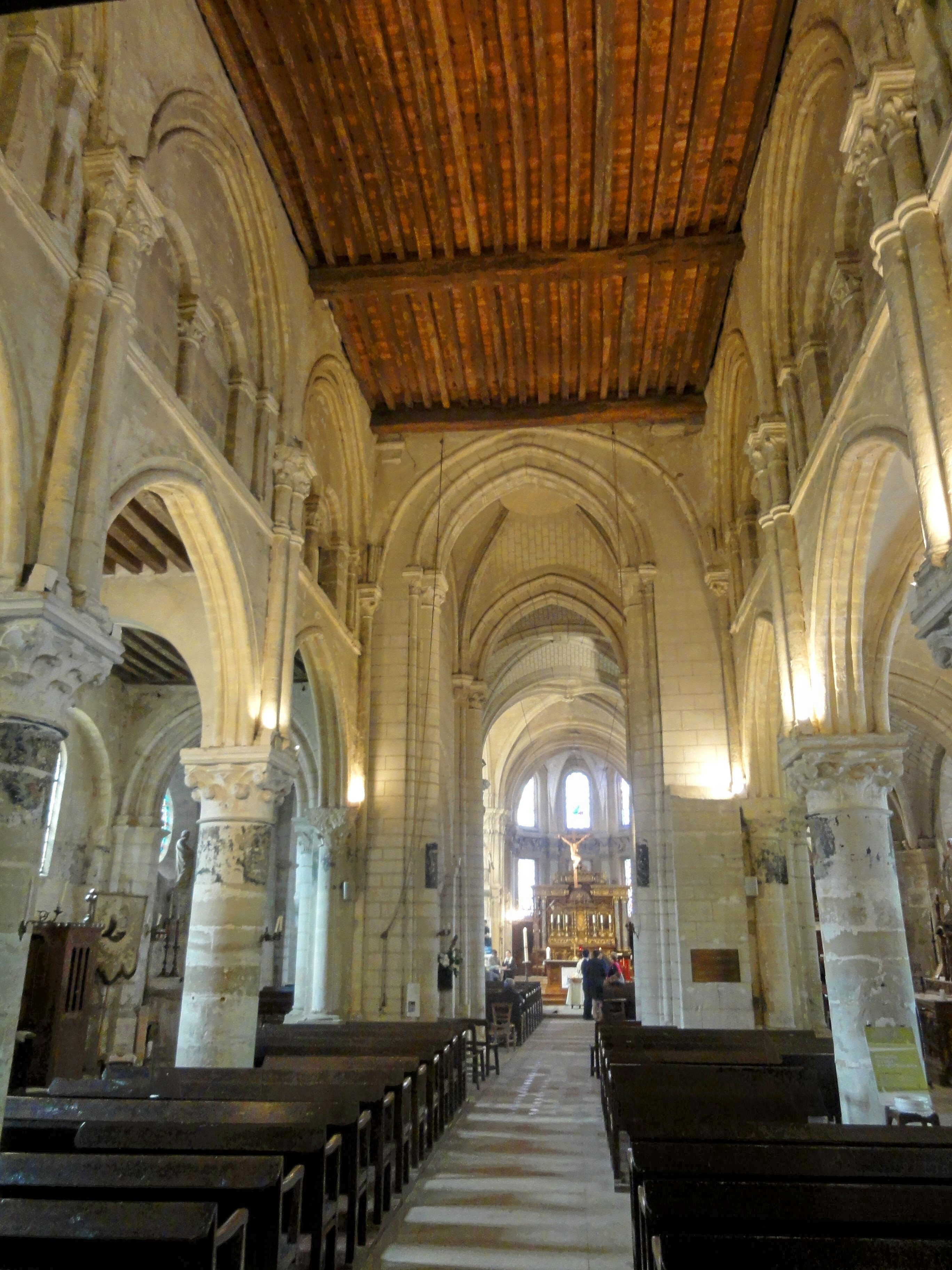
Nef, vue vers l'est.

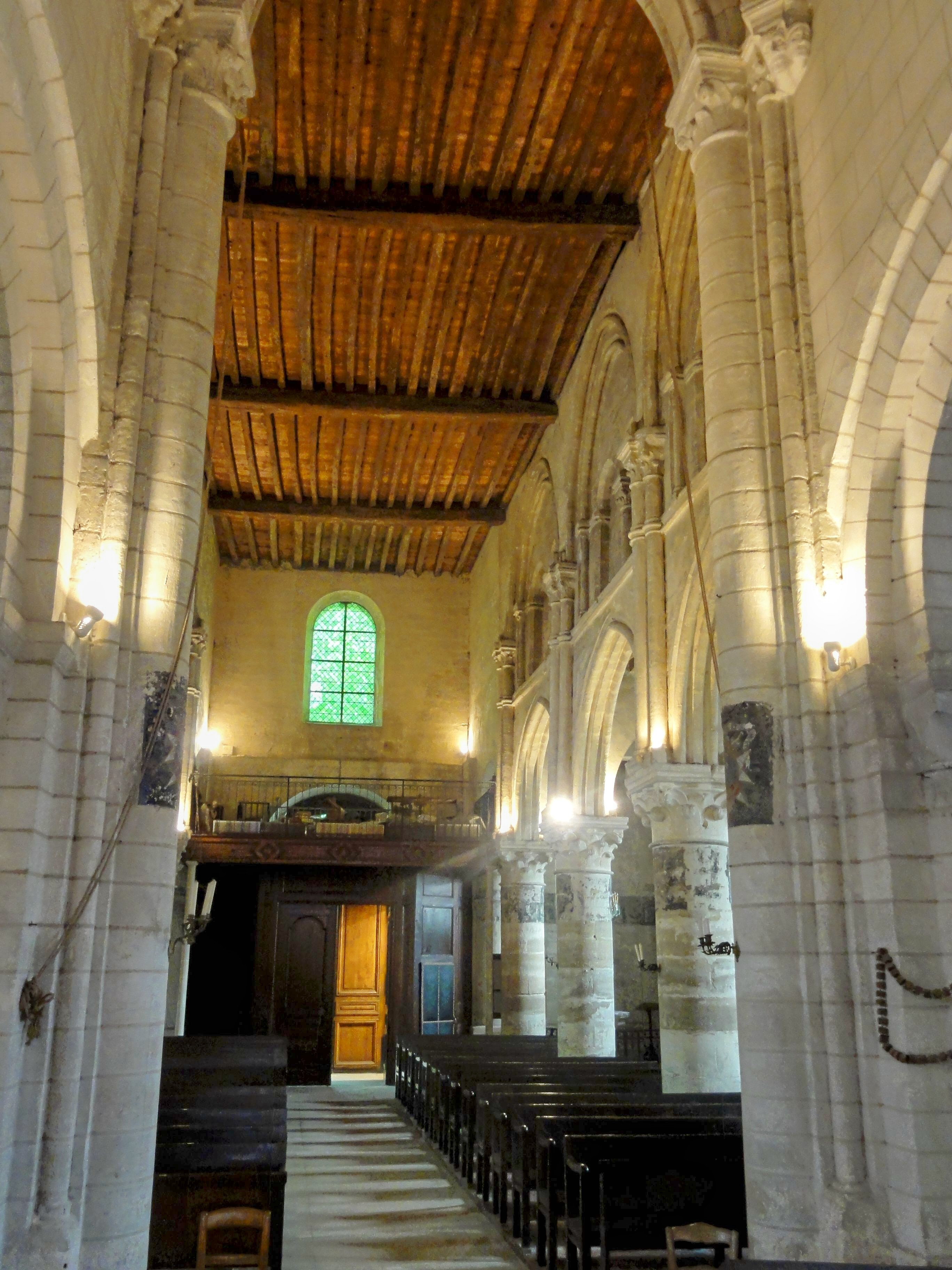
Nef, vue vers l'ouest.

La nef gothique de quatre travées et ses bas-côtés légèrement plus anciens construits subsistent toujours en grande partie, hormis la première travée largement remaniée au XVIIIe siècle et la plupart des voûtes, si l'on admet qu'elles ont bien été construites dans un premier temps. La nef communique avec les bas-côtés par de larges arcades en tiers-point, retombant sur de grands chapiteaux de feuillages et de bourgeons placés sur de grosses colonnes cylindriques de 70 cm de diamètre. Pour Louis Régnier, les travées de la nef sont d'une élégante légèreté, les colonnes sont bien proportionnés, et les chapiteaux de forme et de décor heureux, sans lourdeur. Il y voit l'œuvre d'un homme de goût et d'expérience. Le soin apporté à la décoration des arcades du triforium souligne que le maître d'œuvre voulut créer un édifice agréable à l'œil, alors que les moyens étaient limités comme le montre le renoncement aux fenêtres hautes. Malgré ses qualités esthétiques indéniables, la nef est donc très sombre, éclairée seulement par une baie dans la façade occidentale (pratiquement obturée par les arbres de l'allée du château), ainsi que par les sept étroites lancettes et oculi des bas-côtés, qui sont trop petites pour laisser entrer suffisamment de jour. Aucune de ces baies n'est plus d'origine.
Les six grosses colonnes, trois au nord et trois au sud, reposent sur des bases plates munies de larges griffes. Les corbeilles des chapiteaux sont clairement séparées des tailloirs, qui, sous leur mince tablette, sont moulurés d'un tore et d'un cavet dégagé. Pour Bernard Duhamel, les chapiteaux sont de beaux spécimens du premier art gothique. Leur sculpture se distingue à la fois par l'harmonie des contours, par la vigueur des feuillages et par la hardiesse et l'originalité des compositions décoratives, tout en restant sobre. Contre les piles occidentales du clocher, des faisceaux de trois colonnettes reçoivent la retombée des grandes arcades. Les bases de ces colonnes renvoient au milieu du XIIe siècle, avec un profil constitué d'un tore et d'un cavet alors largement répandu dans la région : il s'agit de vestiges des arcades ouvertes dans la nef romane au moment de l'ajout des bas-côtés. Si ces vestiges sont encore empreints de l'art roman, ce sont bien les seuls éléments romans conservés dans la nef, les murs des bas-côtés étant sans style particulier. — Grâce à des grandes arcades de faible épaisseur, les chapiteaux des grosses colonnes peuvent également accueillir les faisceaux de trois colonnettes en délit contre les murs hauts de la nef, correspondant aux voûtes de la nef. Au niveau du larmier qui sépare visuellement l'étage des grandes arcades de l'étage du triforium, des bagues consolident ces colonnettes. Leurs chapiteaux de crochets se situent à une hauteur moindre que ceux du triforium. Les tailloirs sont en partie abîmés et ont été réparés à force de plâtre. Sauf dans la seconde travée de la nef où les tailloirs des chapiteaux du second ordre reproduisent ceux des grosses colonnes, leur profil se compose d'un cavet, d'un tore dégagé et d'un court méplat. Ils sont également carrés, et celui de la colonnette centrale fait un peu saillie devant les deux autres. Tous ces tailloirs ne portent plus que l'amorce des voûtes. Le profil des ogives était assez mince et comportait deux tores séparés par un étroit filet, comme dans la base du clocher.
Les formerets des voûtes de la nef sont toujours intacts, et ils dédoublent les arcs de décharge en tiers-point du triforium, avec lequel ils partagent également le profil d'un tore dégagé. Les arcs de décharge retombent sur de fines colonnettes engagées, aux chapiteaux seulement ébauchés, et partagent leurs tabliers avec les arcades aveugles du triforium. Au nombre de deux par travée, ces dernières sont encore en plein cintre, et un biseau qui se poursuit sur les piédroits extérieurs forme leur seul décoration. Au centre, les arcades jumelles retombent sur les chapiteaux de crochets de colonnettes assez trapues, moyennant des tailloirs correspondant une fois de plus à ceux des grosses colonnes au rez-de-chaussée. Ces colonnettes sont appareillées et non en délit, et Maurice Lotte prétend que leur appareil serait établi en continuité avec celui des murs bouchant les arcades, ce qui est pour lui la preuve que ces arcades auraient toujours été aveugles. Louis Régnier rappelle tout au contraire l'usage des architectes des petites églises des XIIe et XIIIe siècles, qui voulait que les arcades s'ouvraient sur les combles des bas-côtés. Un exemple toute proche de cette disposition constitue l'église de Livilliers, et dans le chœur de l'église Saint-Julien-le-Pauvre de Paris, ces mêmes arcades ont été transformées en fenêtres ultérieurement. Ennery et Saint-Julien-le-Pauvre sont les applications les plus anciennes connues des galeries ouvertes sur combles sans étage de fenêtres hautes. Louis Régnier admet tout à fait que rien des ouvertures n'est plus visible depuis les combles, mais le mur aurait de toute évidence été surépaissi, puis recouvert de plâtre. Rien n'indique à quelle époque les arcades ont été bouchées, au moment de la suppression des voûtes ou avant. En tout cas, il ne s'agit pas d'un triforium dans le sens propre du terme, mais de galeries. Par ailleurs, les combles de la nef et des bas-côtés n'auraient formés qu'un, comme dans les granges abbatiales, disposition qui se trouvait également dans l'ancienne nef de l'église Saint-Pierre-aux-Liens d'Osny.
La nef n'a jamais été pourvue d'arcs-boutants, et les contreforts au droit des doubleaux sont peu saillants. Scandés par plusieurs glacis mais sans larmiers, ils s'apparentent à ceux de la nef de l'église Saint-Symphorien de Nesles-la-Vallée. D'après Bernard Duhamel, les murs hauts de la nef ne portent pas de signe de déversement, ce qui indiquerait que les voûtes n'auraient pas existé longtemps si jamais elles ont été achevées. Louis Régnier ne se prononce pas sur d'éventuels désordres occasionnées par l'absence d'arcs-boutants, mais suppose que les voûtes ont bien existé. Maurice Lotte veut par contre voir les traces de multiples désordres, réparés un peu maladroitement : reprise de la partie haute de l'arcature (il ne précise pas laquelle) et des points de butée, et rejointoiement des colonnes engagées. Les murs hauts seraient toujours en faux aplomb et déversés hors nef. Il reste à ajouter que la première travée de la nef a perdu ses arcades aveugles lors de la réparation de 1763, qui lui a substitué des murs nus. La galerie occidentale remplit la majeure partie de cette première travée,,.

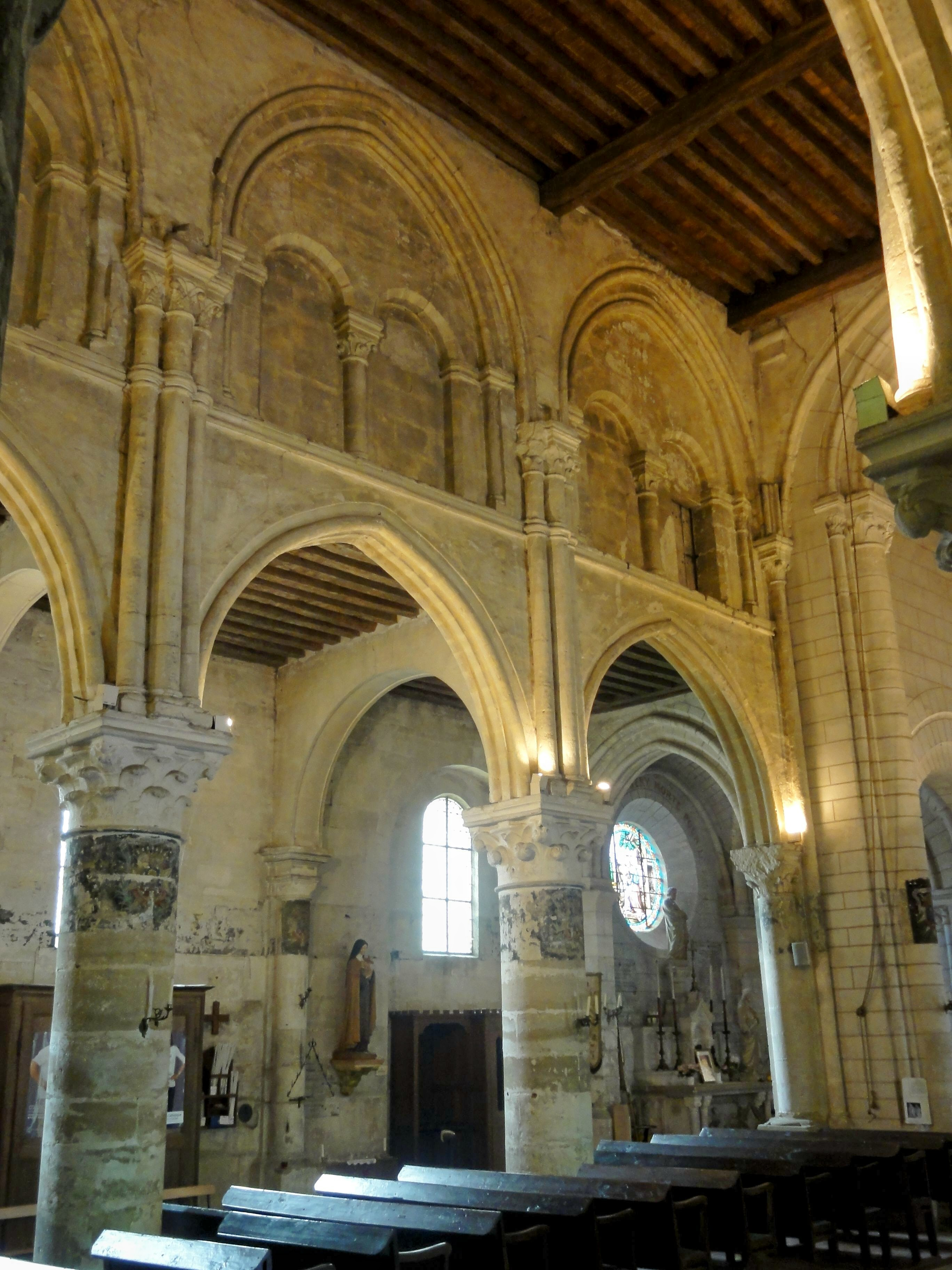
3e et 4e travée, côté sud.
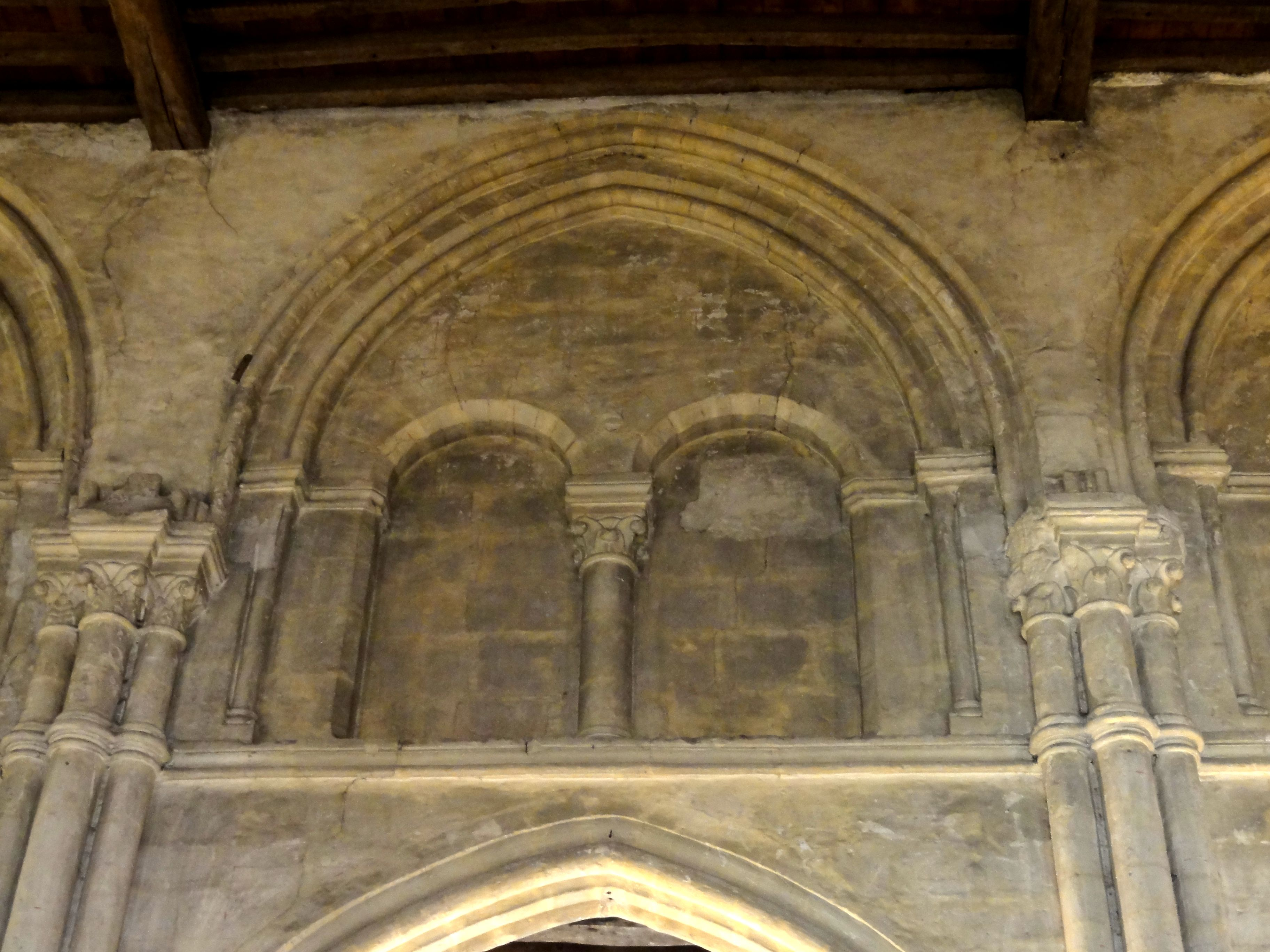
Triforium de la 4e travée, côté nord.
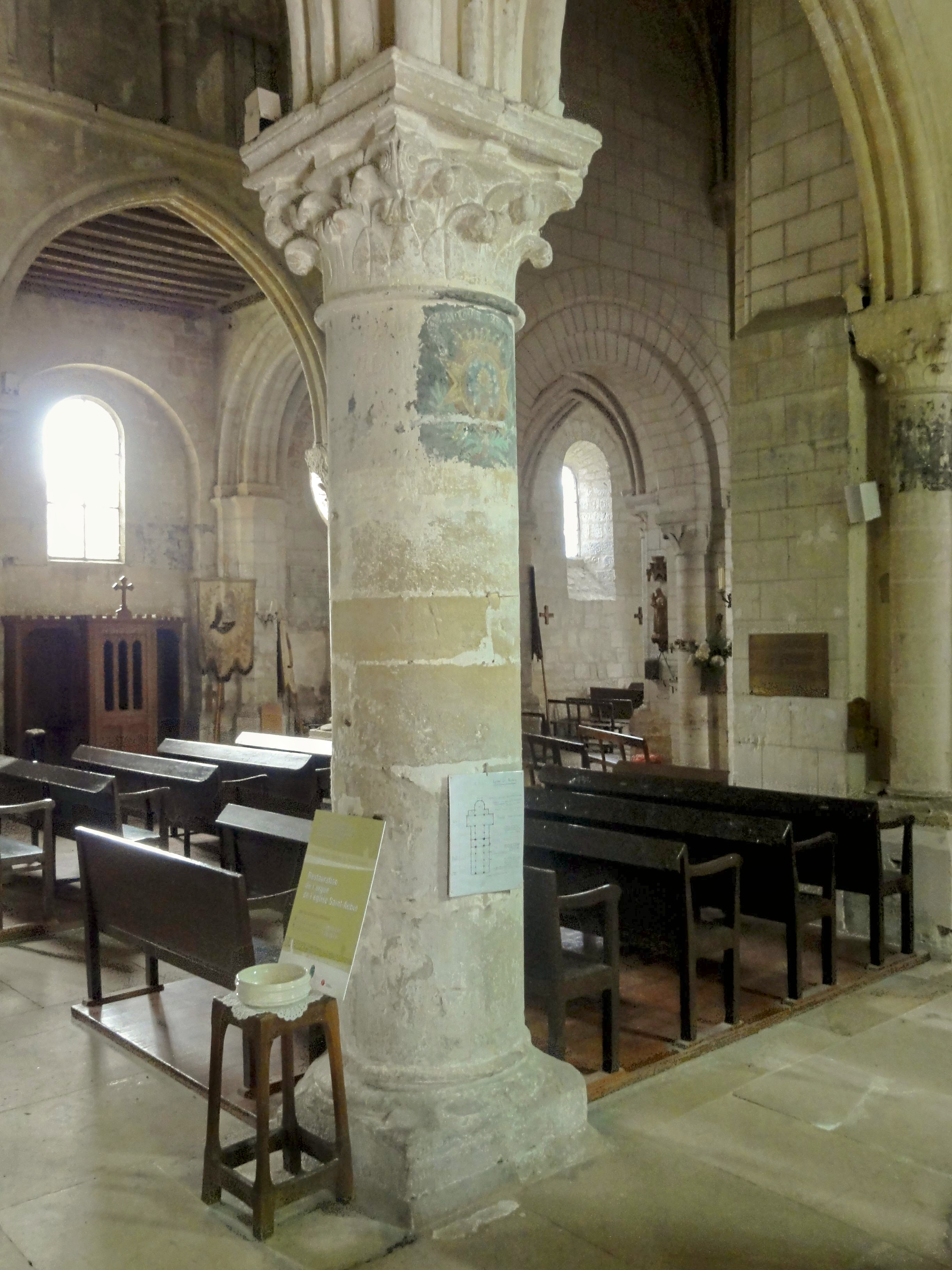
3e colonne isolée au sud.
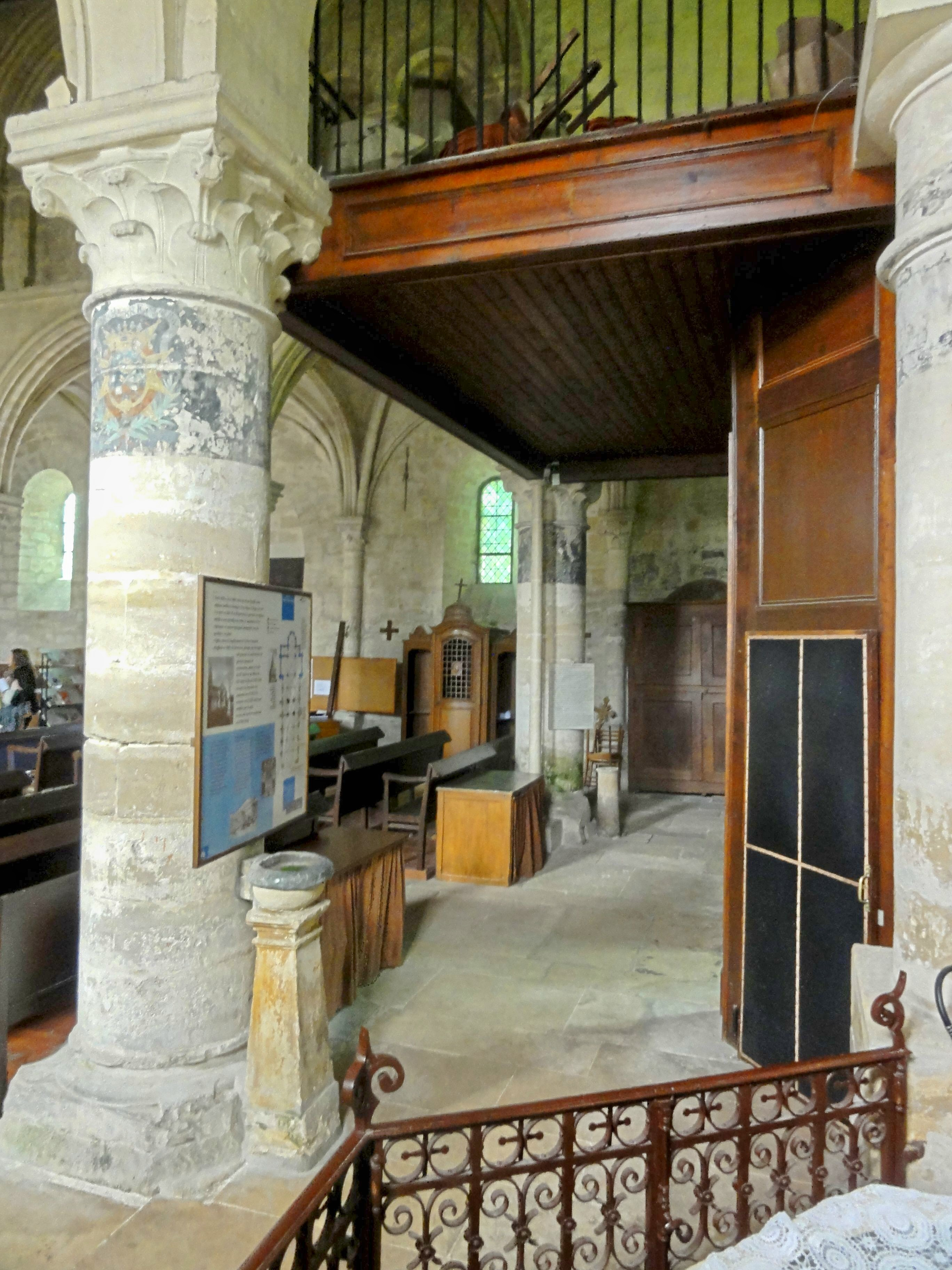
1re travée, vue nord-sud.
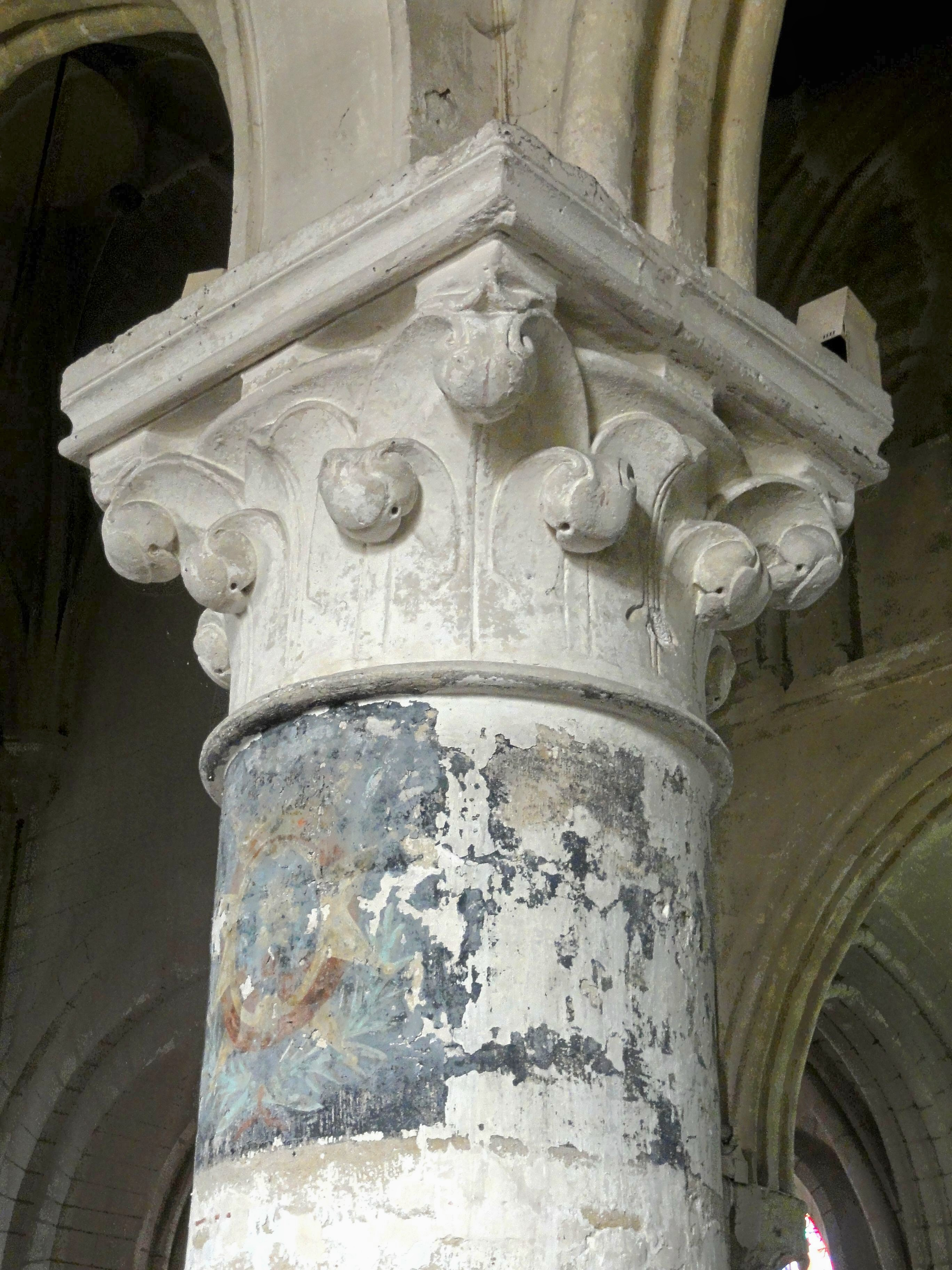
3e colonne isolée au sud.
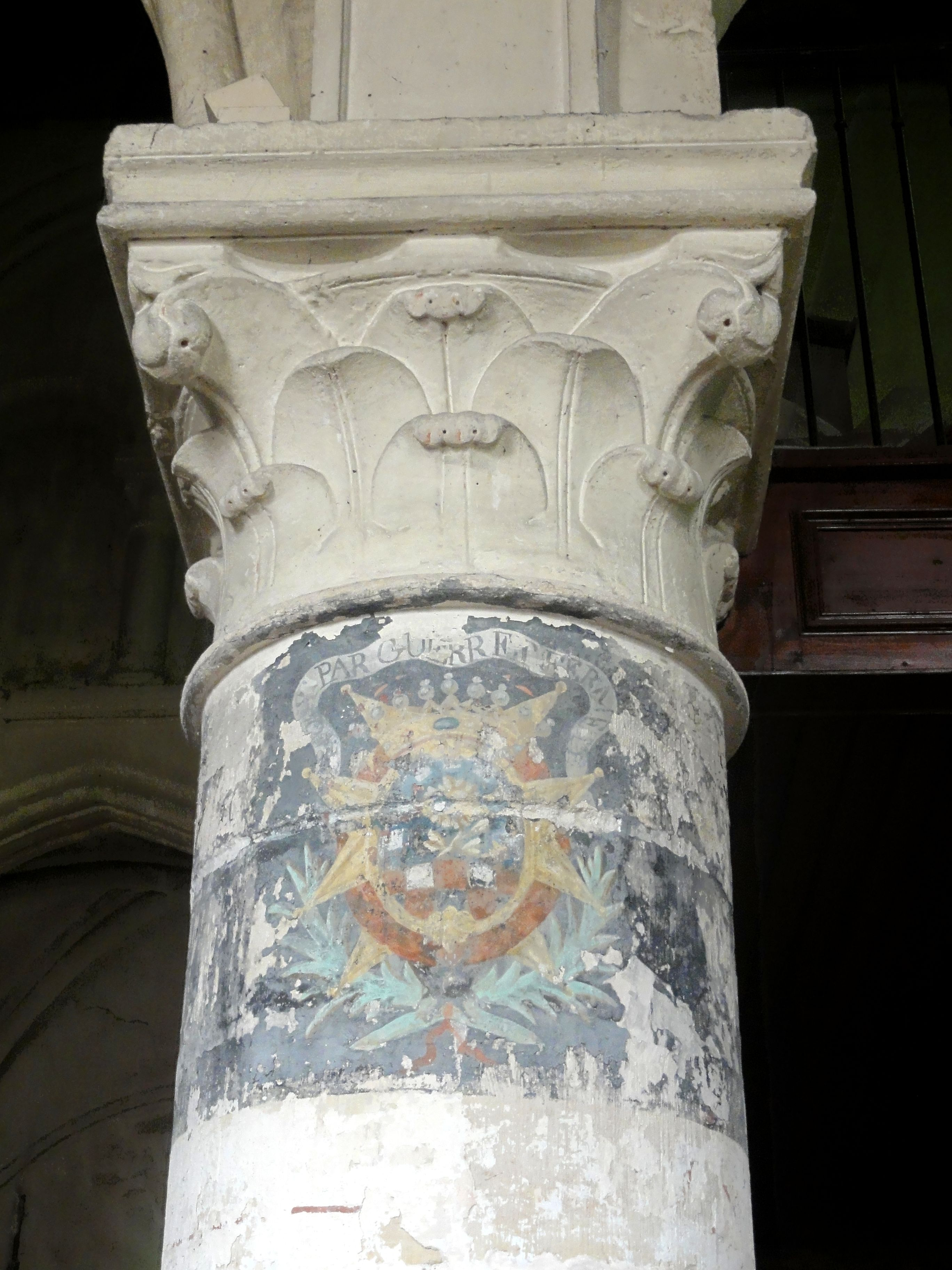
2e colonne isolée au sud.

#### Bas-côtés de la nef gothique

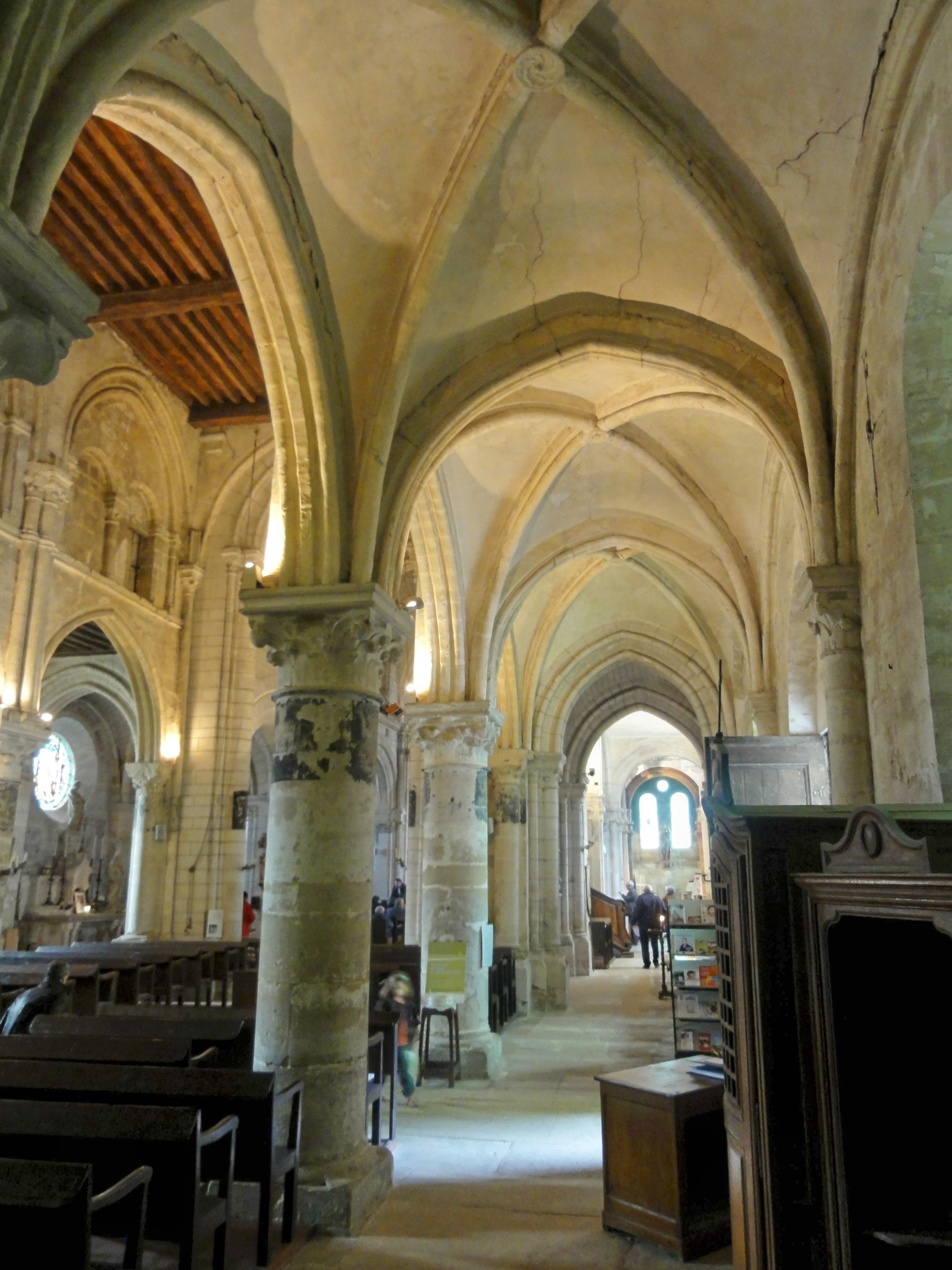
Bas-côté sud, vue vers l'est.

Les auteurs sont unanimes que les bas-côtés sont un peu antérieurs à la nef, mais ils n'ont été voûtées qu'au moment de la construction de cette dernière : en effet, les tailloirs des demi-colonnes engagées dans le mur extérieur du sud sont semblables à ceux des grosses colonnes vers la nef. Leurs chapiteaux sont sculptés en feuilles d'acanthe et de feuilles plates, avec quelques légers crochets. Cependant, un seul de ces chapiteaux peut être considéré comme intact. Les tailloirs des chapiteaux reçoivent à la fois les doubleaux, les ogives et les formerets, le long des murs. Il est à noter que les formerets sont encore en plein cintre, alors que les ogives des voûtes sont surhaussées. Le profil des ogives est très simple : il est constitué d'un tore unique. Le profil des doubleaux en tiers-point montre deux tores séparés par une arête. Au sommet des voûtes, les clés sous la forme de petites rosaces végétales sont petites et se font très discrètes.
Au nord, les voûtes ont été supprimées sans doute en même temps que celles de la nef principale. Si Maurice Lotte voit juste et que les colonnes engagées du nord ne datent que du XIIIe siècle, l'on pourrait situer l'écroulement ou la suppression des voûtes à quelques décennies après l'achèvement de la nef gothique. Des arcs diaphragme en plein cintre se substituent aux doubleaux en tiers-point. Ils datent de la réfection de 1763, mais leur esthétique doit se rapprocher des doubleaux primitifs, qui ont coexisté avec la nef romane, et qui ont pu être en plein cintre à l'instar des formerets. Dans la première travée du sud, la voûte a été supprimée en 1763 dans le cadre de l'édification de la nouvelle façade occidentale. Les petites fenêtres en plein cintre sont toutes dépourvues de décoration. Louis Régnier ne les date pas, et pour Bernard Duhamel, aucune n'est d'origine. Le mur du nord ayant été en partie rebâti au XIIIe siècle avec des matériaux de réemploi, comme l'affirme Maurice Lotte, les fenêtres ont également pu être repercées à la même époque. Le même auteur croit voir au sud des fenêtres d'origine, du milieu du XIIe siècle. Une petite porte rectangulaire se situe par ailleurs en dessous de la baie de la seconde travée du nord. Au sud, la troisième travée ne comporte pas de fenêtre mais un portail en tiers-point, à la triple archivolte, mais ayant perdu pratiquement toute son ornementation gothique, remplacées par de lourdes moulures du XVIIIe siècle en haut des piédroits. Ce portail méridional s'ouvre sous un porche moderne sans intérêt, et a presque toujours servi d'accès principal à l'église. Après l'amélioration de l'accès par l'allée du château qui demeure pourtant une propriété privée au moins jusque dans les années 1920, le portail méridional et le porche sont condamnés vers le début du XXe siècle,,, opération neutralisée ultérieurement.

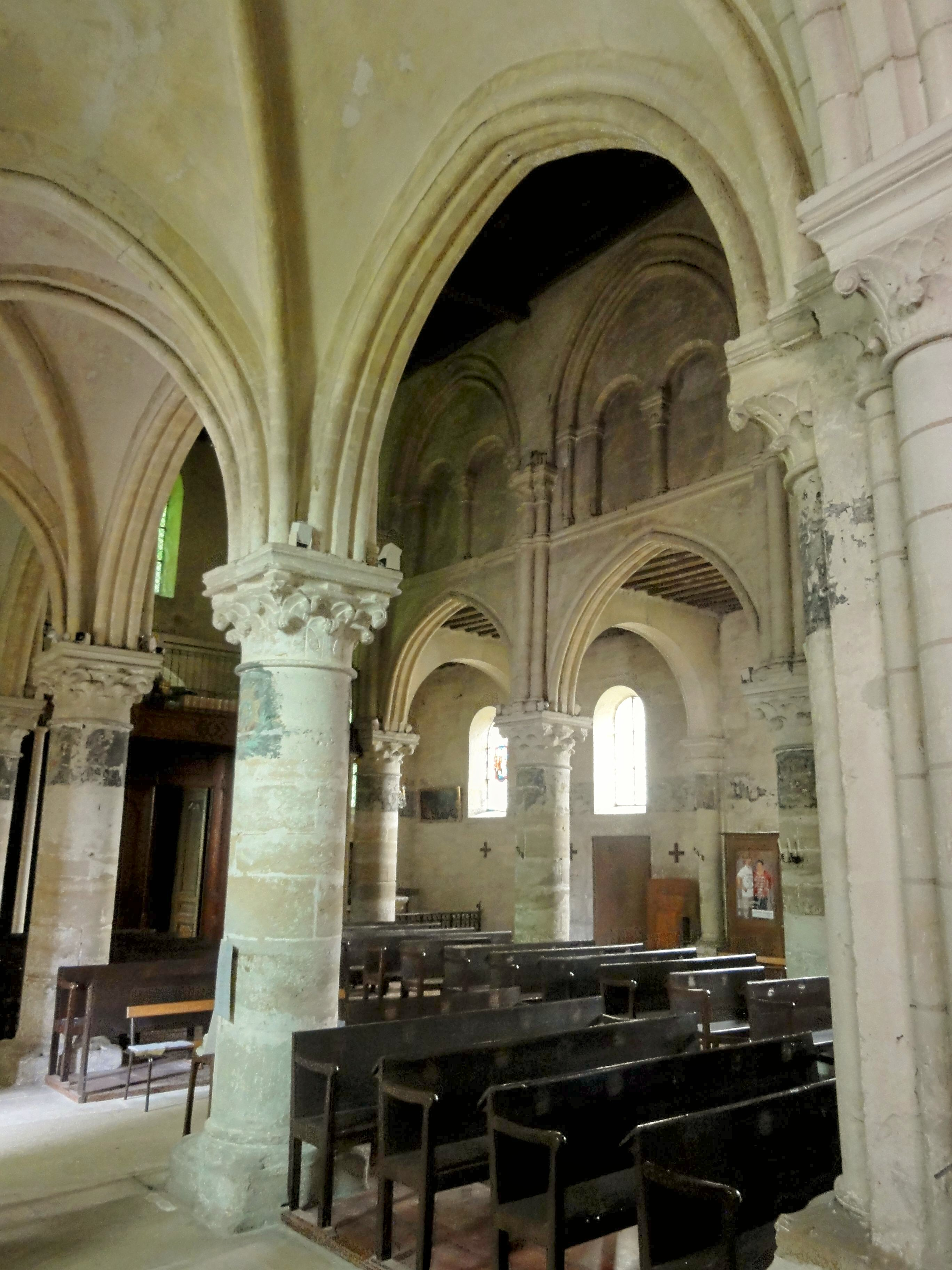
Grandes arcades du sud.
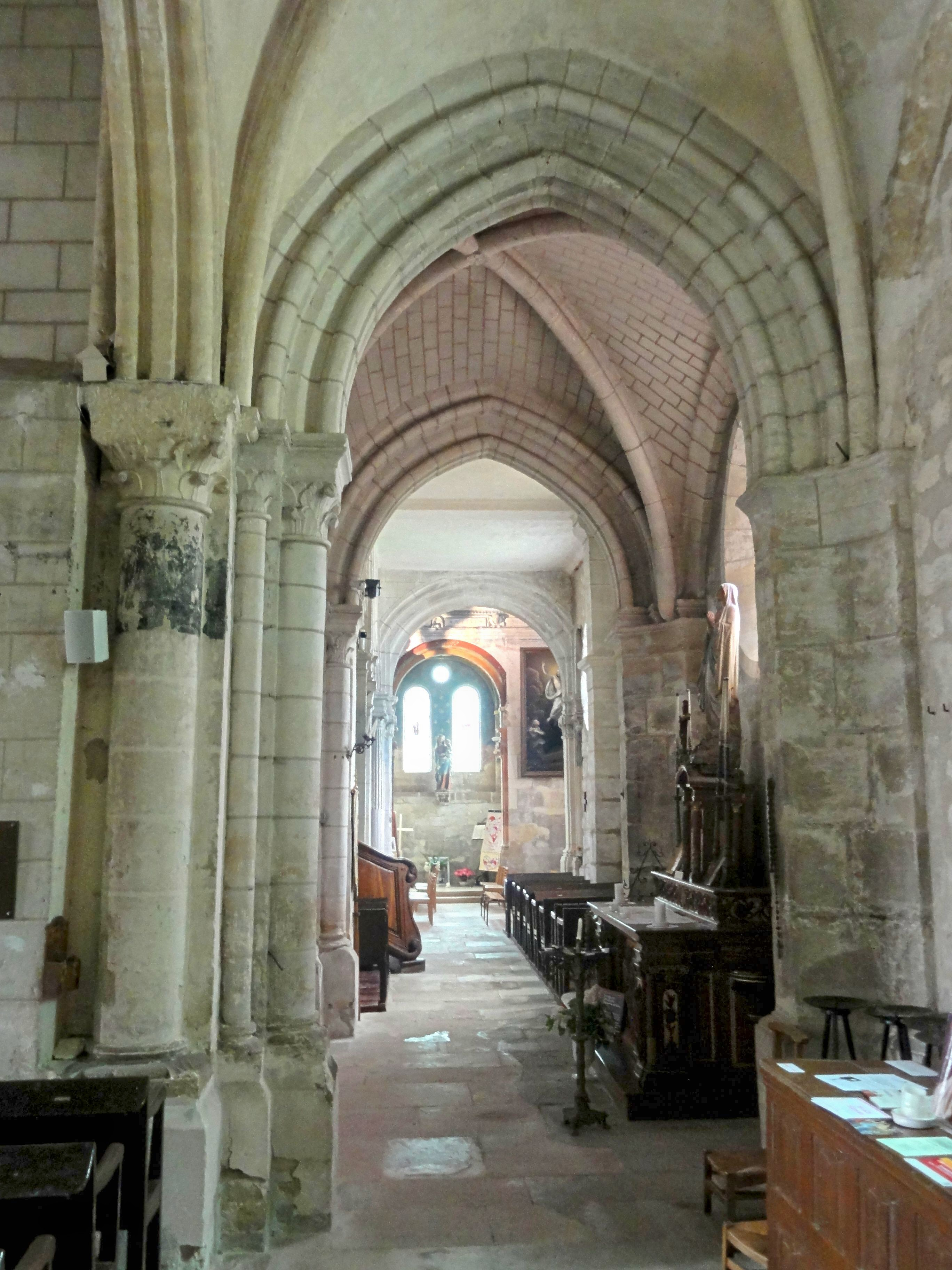
Bas-côté sud, vue vers l'est.
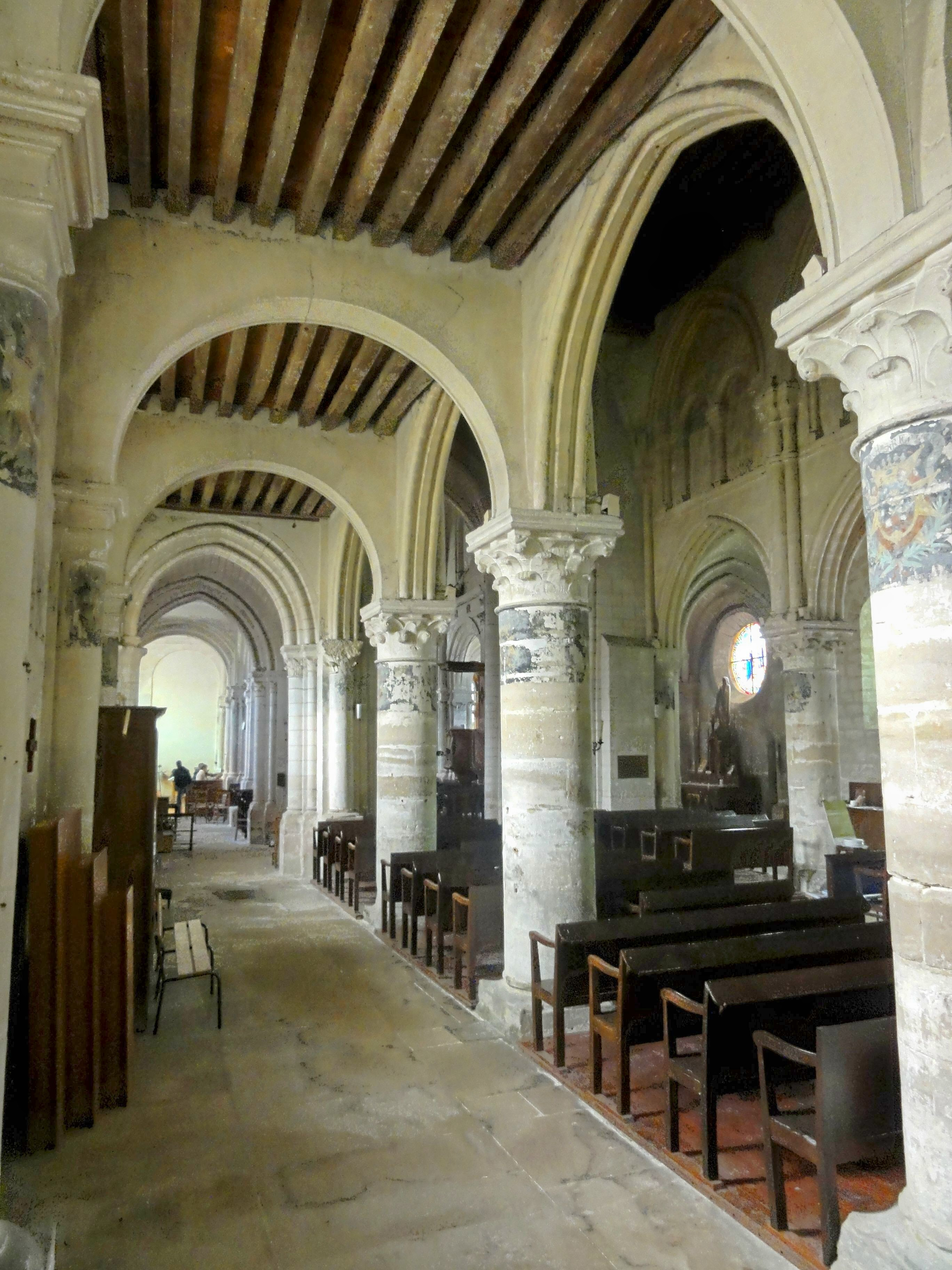
Bas-côté nord, vue vers l'est.
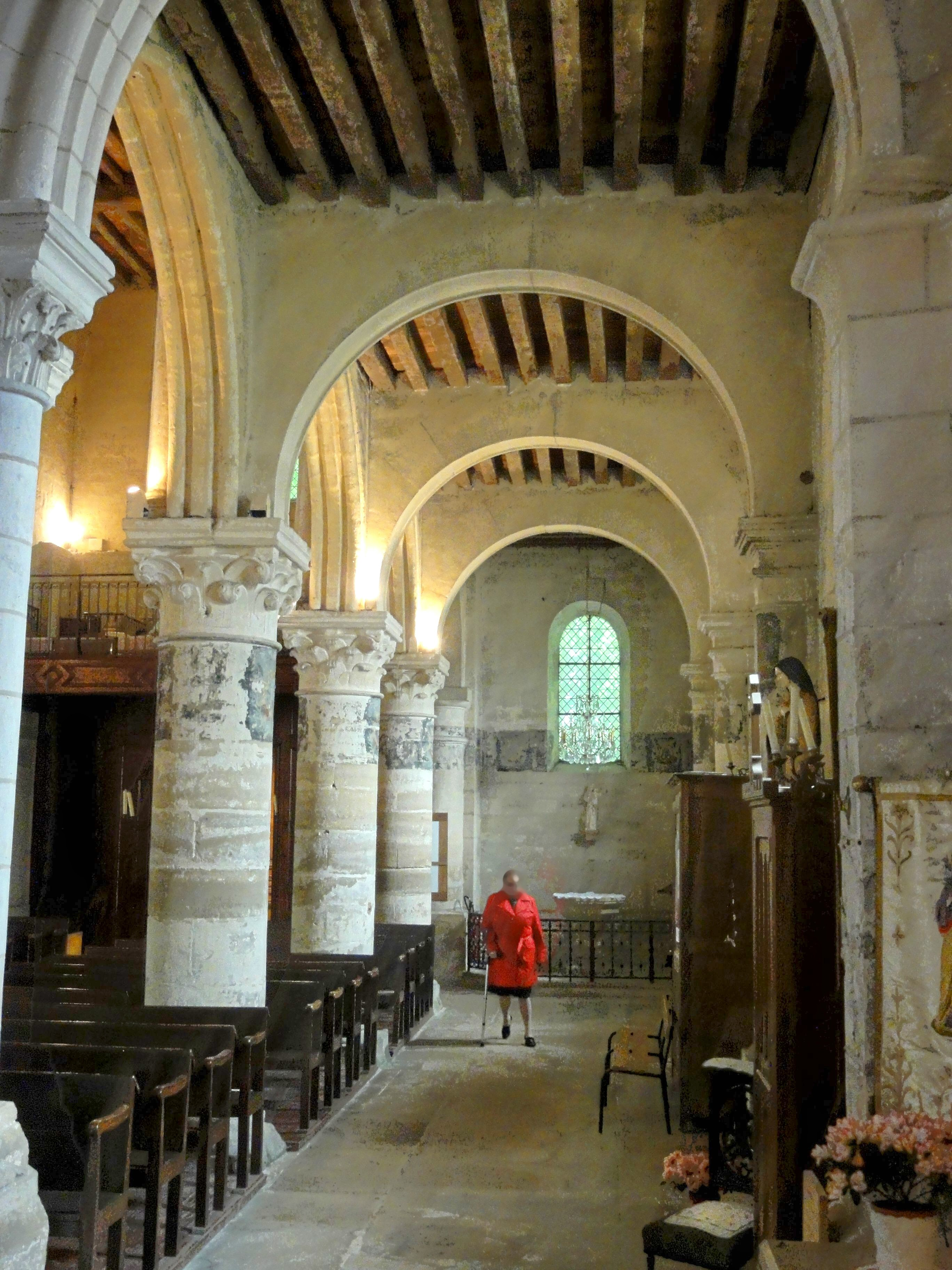
Bas-côté nord, vue vers l'est.
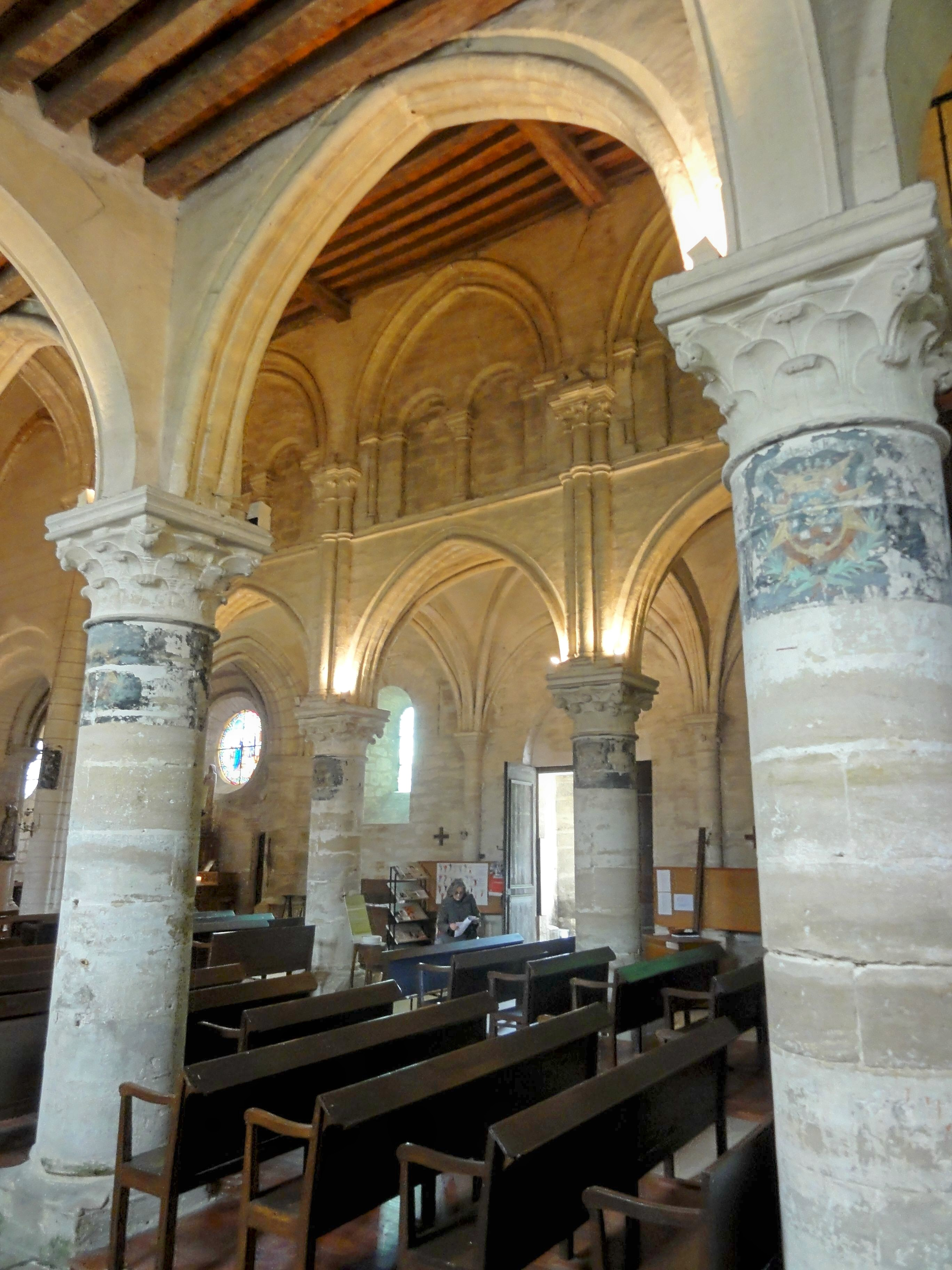
Bas-côté nord : 2e arcade.
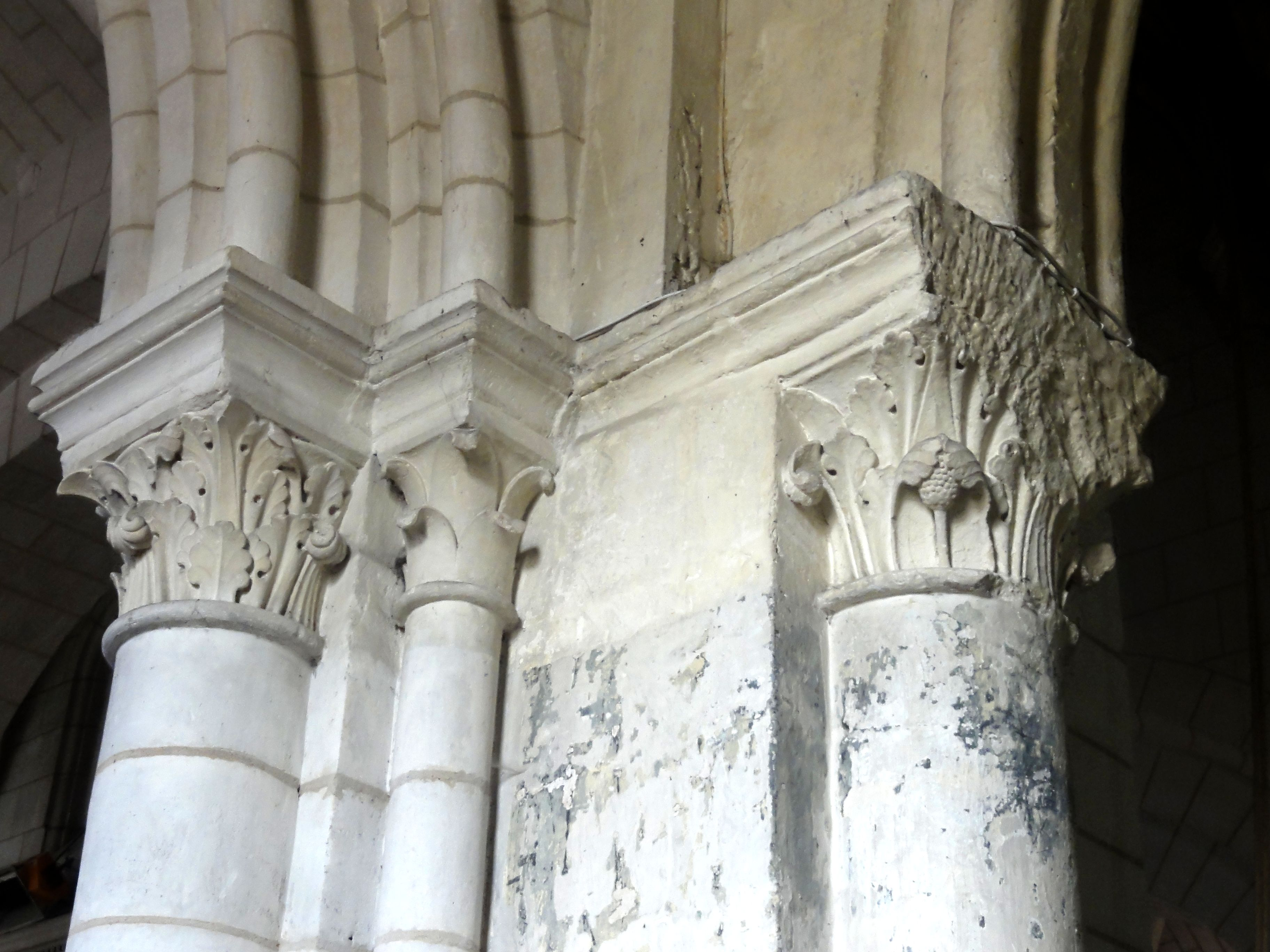
Chapiteaux sur la pile nord-ouest du clocher.

#### Base du clocher et anciens croisillons

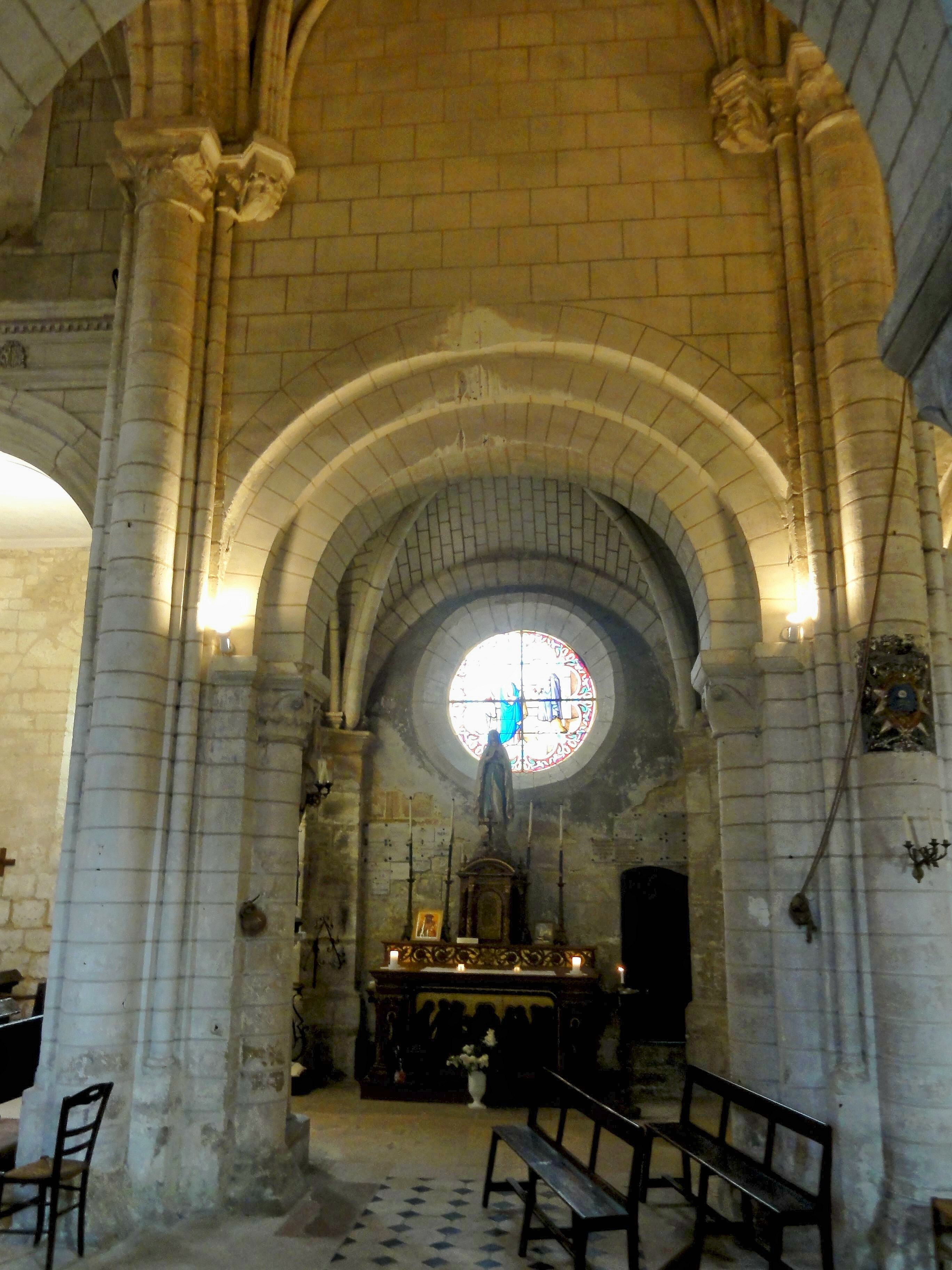
Transept, vue nord-sud.

La base du clocher, en même temps croisée du premier transept, communique avec les anciens croisillons par deux arcades en plein cintre formées par deux rangs de claveaux carrés non moulurées, reposant sur des chapiteaux décorés de grosses volutes d'angle retombant en palmette. Sur la moitié des chapiteaux, une collerette ou couronne de godrons assez grossière s'ajoute à ce décor, comme on peut en trouver dans l'église Saint-Martin de Cormeilles-en-Vexin ou dans la crypte de la Trinité de Caen. Les chapiteaux sont portés par de grosses demi-colonnes appareillées, adossées à un large pilastre. Les tailloirs sont communs aux chapiteaux et au pilastres. Les bases des colonnes sont toutes mutilées, et une seule permet de deviner la configuration initiale. C'est celle du sud-est, où l'on trouve également le chapiteau le mieux exécuté ; elle se compose de deux tores inégaux séparés par une gorge, le tore inférieur pourvu de griffes d'angle. Du côté de la nef, des demi-colonnes semblables sont adossées aux piles de la nef, accompagnées cette-fois ci par deux colonnettes. Louis Régnier estime qu'il ne peut faire de doute qu'elles datent de la même époque, tout en admettant ailleurs que les bas-côtés n'existaient pas d'origine, et sont antérieurs à la nef gothique. Pour l'édification des grandes arcades actuelles, les chapiteaux anciens auraient été supprimés et remplacés par de nouveaux chapiteaux situés un peu plus hauts. Bernard Duhamel n'est pas de cet avis ; comme déjà évoqué, il affirme que les chapiteaux et supports auraient été déplacés respectivement vers le nord et vers le sud. D'autre part, Louis Régnier attire l'attention sur le badigeonnage avec décor en faux appareil infligé tardivement à l'ancien transept, à la fin du XIXe siècle ou au début du XXe siècle. Les traces de la voûte d'arêtes primitive de la croisée ont ainsi disparu. La voûte d'ogives actuelle, munie de formerets toriques en tiers-point le long des murs latéraux, date de la seconde moitié du XIIe siècle, quand la croisée du transept a été surhaussée afin de tenir compte de la hauteur plus importante de la nef et du chœur gothiques. La trou pour l'ascension des cloches a été percé ultérieurement (des trous de cloche n'existant pas encore au XIIe siècle). Les ogives et les formerets retombent sur des culs-de-lampe sculptés en têtes humaines. Puisqu'il n'y a pas de formerets à l'est et à l'ouest, l'on trouve ainsi quatre paires de têtes en hauteur de la croisée.
Les deux croisillons ont été remaniés pendant la première moitié du XIIIe siècle, et alignés extérieurement sur les bas-côtés de la nef et du chœur gothiques. Les derniers éléments romans ont ainsi disparu. Seul l'épaisseur des doubleaux entre les anciens croisillons et les bas-côtés distingue encore ces travées des autres travées des bas-côtés. Ces doubleaux, à double rang de claveaux comme les arcades romans, sont bien entendu en tiers-point, et leur intrados est agrémenté de quatre tores. Le long des piles du clocher, les doubleaux sont supportés par des groupes de trois colonnettes, avec des chapiteaux de feuilles d'acanthe. On peut les dater de la seconde moitié du XIIe siècle, les doubleaux regardant les bas-côtés de la nef gothique ayant des chapiteaux d'une sculpture moins avancée que ceux regardant l'est. — Les voûtes d'ogives monotoriques datent également de la première moitié du XIIIe siècle, et il paraît que les croisillons romans n'ont jamais été voûtés d'ogives. Au revers des murs extérieurs, les voûtes sont renforcées par des doubleaux en arc brisé, et les nervures retombent sur de simples culots prenant appui sur des massifs de maçonnerie. Ces mêmes massifs accueillent également la retombée des doubleaux. Il doit s'agir d'une modification de l'époque moderne, dont le caractère purement utilitaire permet aussi bien une datation du XVIe siècle que du XVIIIe siècle. Au moins les deux massifs avoisinant les bas-côtés de l'ancien chœur gothique, devenus bas-côtés de la nef Renaissance, sont probablement le résultat de l'intervention des Le Mercier vers 1578. — Les oculi percés dans les murs peuvent être contemporains du remaniement gothique,.

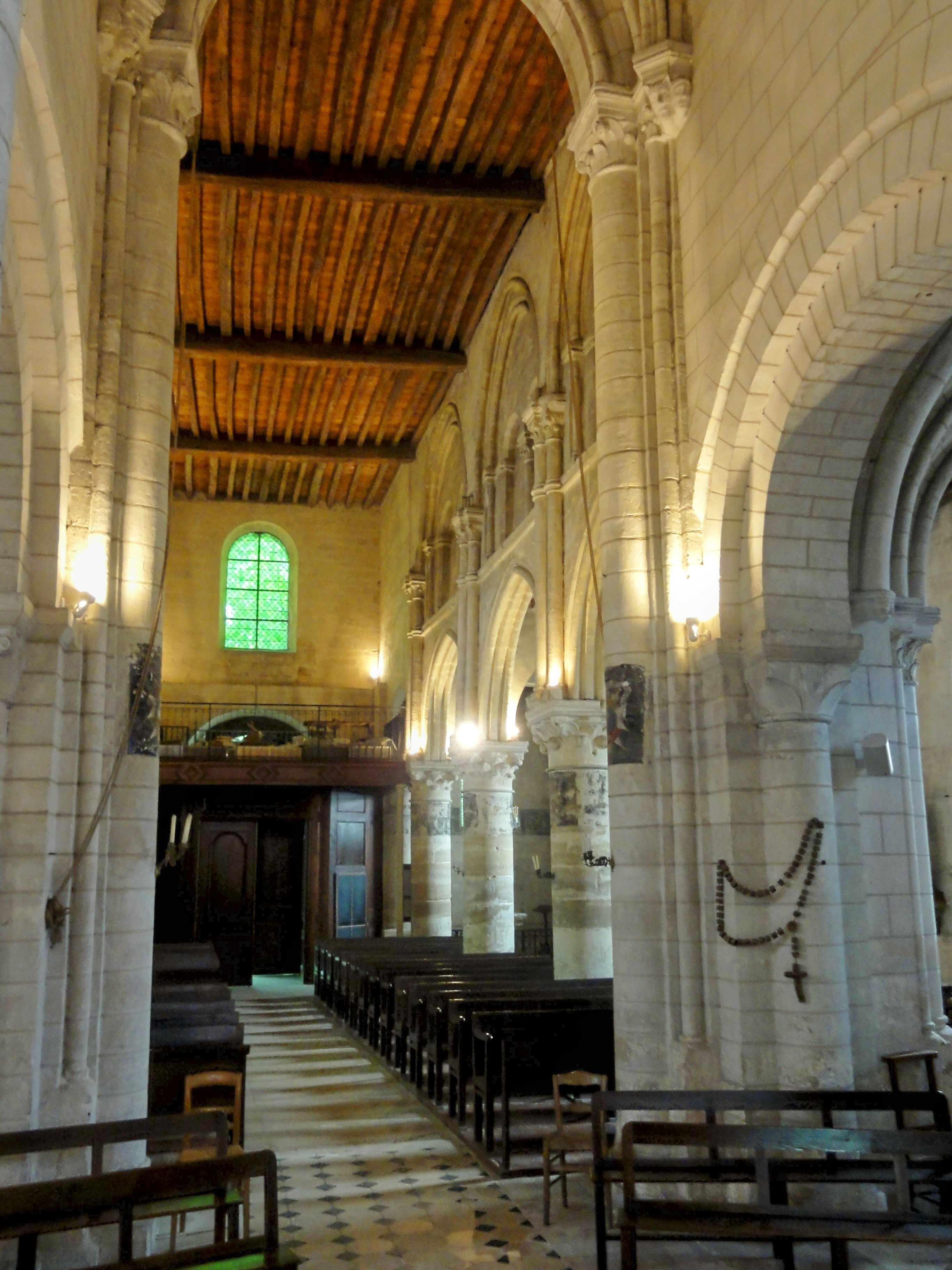
Croisée du transept ; vue dans la nef gothique.
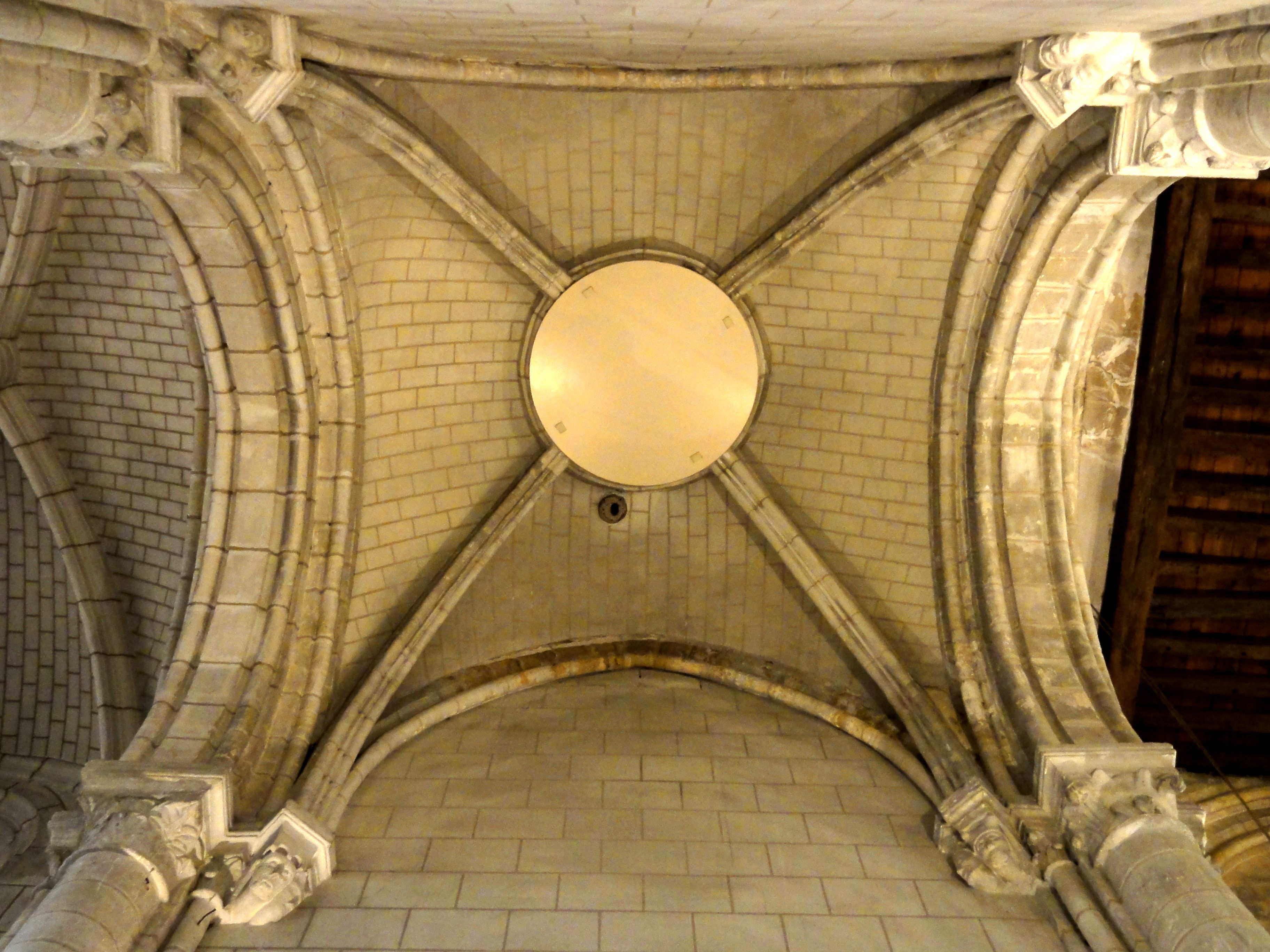
Voûte de la croisée, datant de la 2e moitié du XIIe siècle.
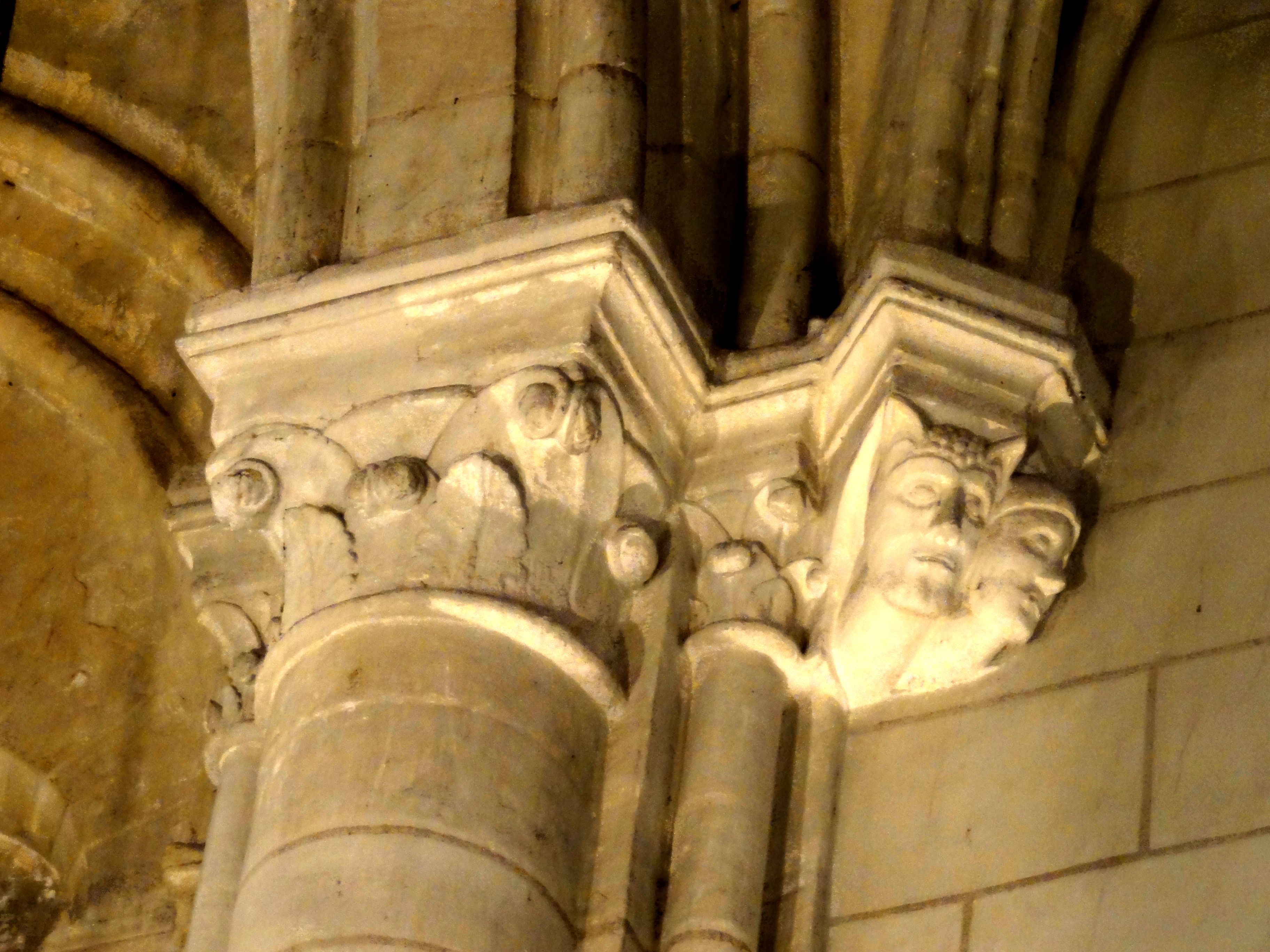
Chapiteaux hauts de la croisée et culs-de-lampe.
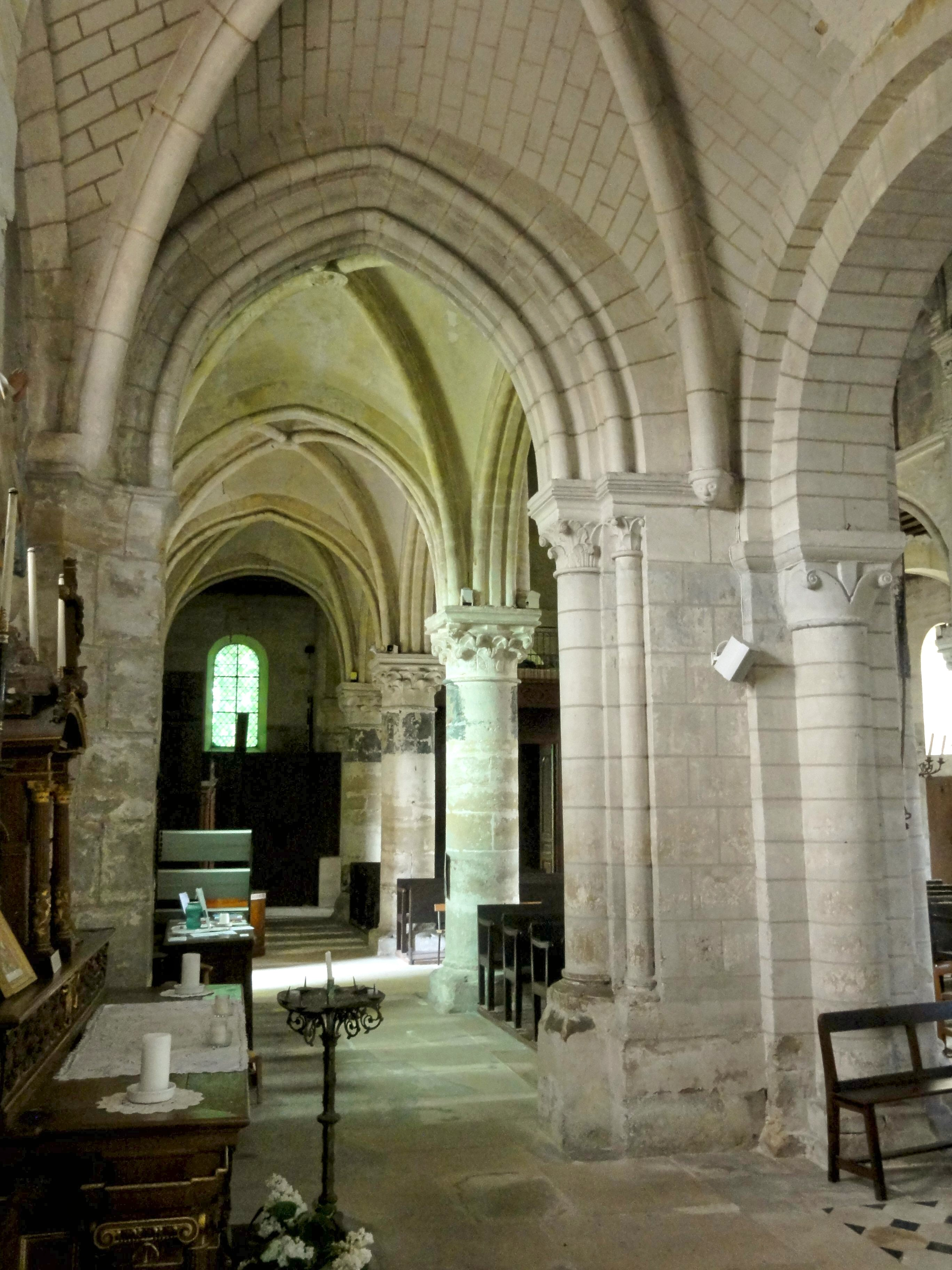
Ancien croisillon sud ; vue vers l'ouest.
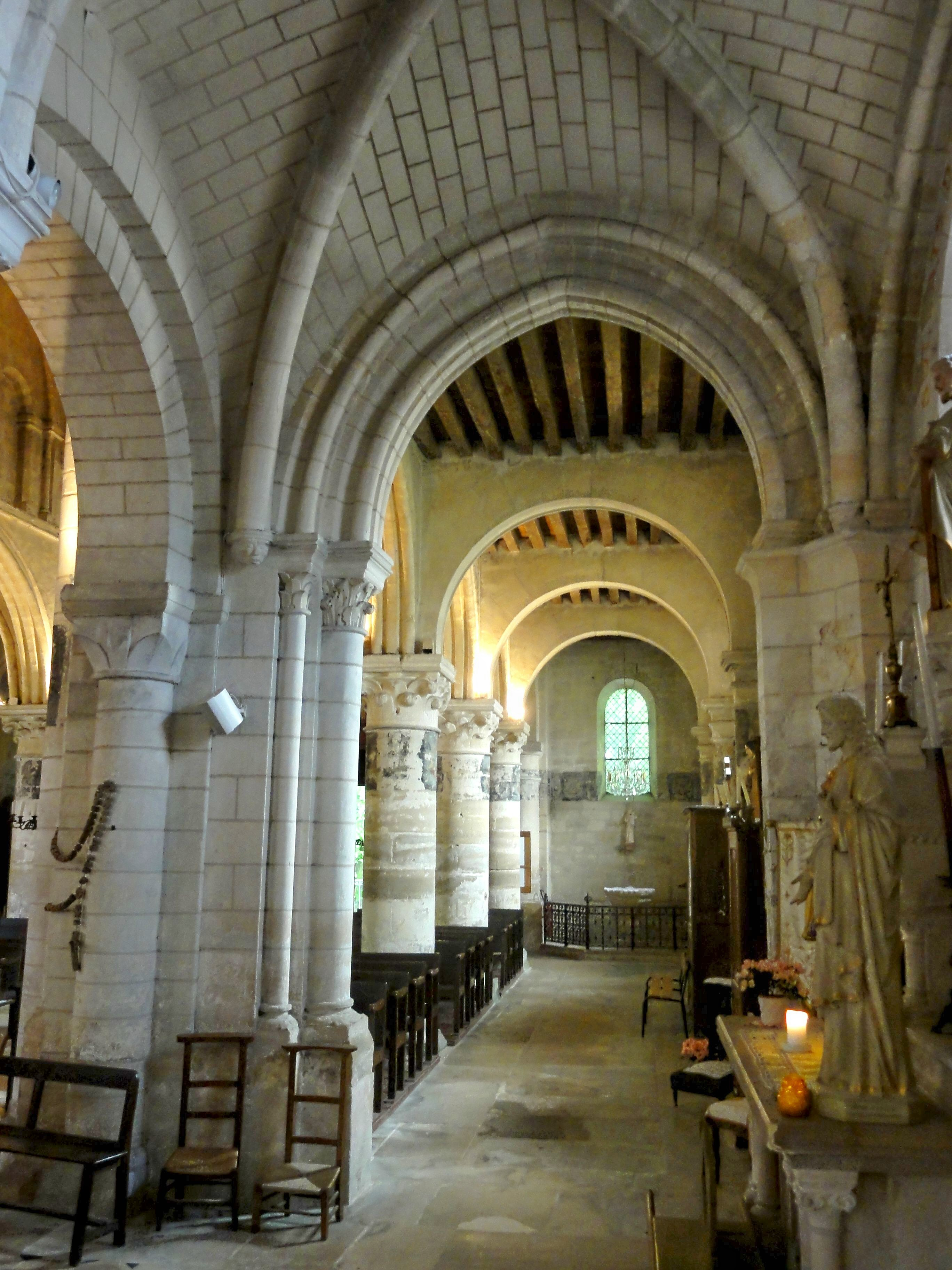
Ancien croisillon nord ; vue vers l'ouest.
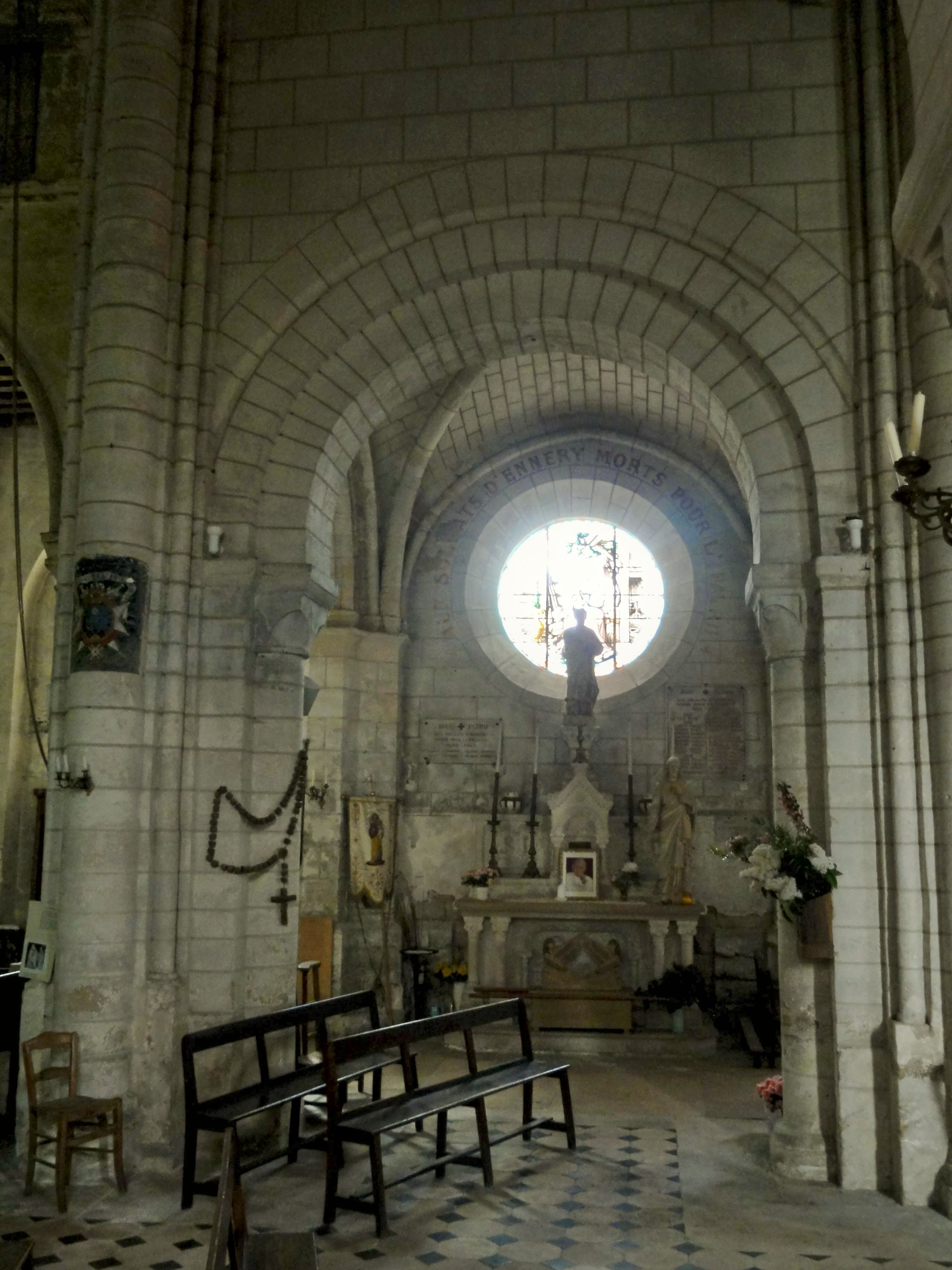
Transept, vue sur l'ancien croisillon nord depuis le sud.

#### Nef, transept et chœur Renaissance

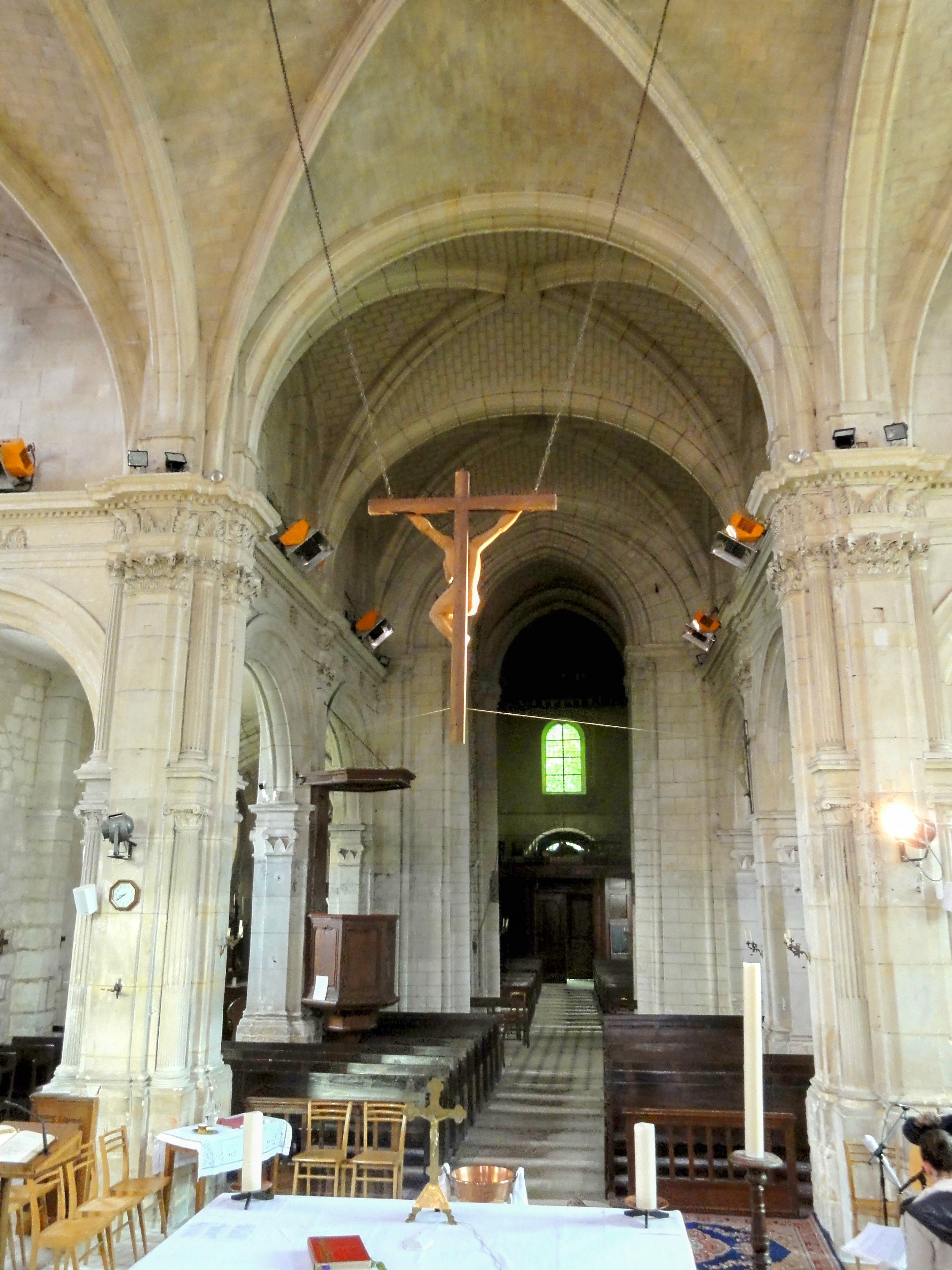
Croisée du transept Renaissance ; vue dans la nef.

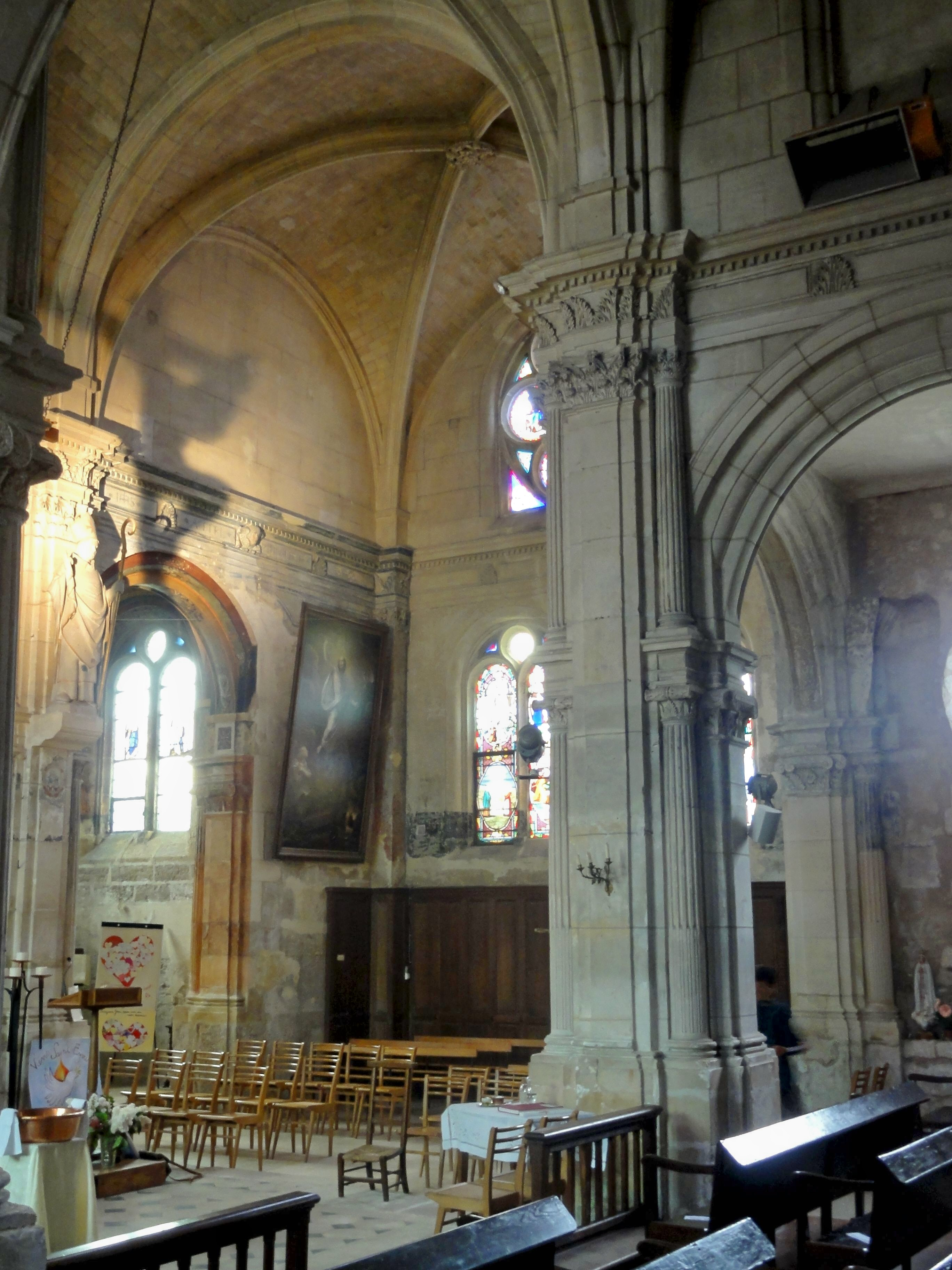
Vue vers le croisillon sud Renaissance.

Les parties Renaissance sont d'une homogénéité exemplaire, car élevées dans un délai assez bref par les mêmes architectes. Le début des travaux est généralement situé entre 1565 et 1570. En 1578 au plus tard, le transept et le chœur sont terminés. Un marché passé par la fabrique d'Ennery avec les maîtres-maçons tailleurs de pierre Denis et Nicolas « les Merciers » de Pontoise en cette année mentionne clairement qu'ils ont été les auteurs de ces parties, et leur confie la construction d'une nef de deux travées pour relier le nouveau transept à la base du clocher. Le gros œuvre est achevé dès l'année suivante, mais les finitions prennent encore cinq ans, sans vraiment s'être terminés dans les bas-côtés, où les chapiteaux ne sont pas sculptés. En effet, comme le remarque Louis Régnier, des nouvelles méthodes de construction sont appliquées à Ennery : alors que la règle était jusque-là d'employer uniquement des blocs sculptés et moulurés au préalable, à de rares exceptions près, le choix est désormais fait d'élever au plus vite le gros œuvre et de laisser à l'avenir le soin de parachever les détails. La reconstruction de l'église d'Ennery, car le remplacement total des parties gothiques et du clocher roman était bel et bien prévu, s'inscrit dans un grand mouvement de reconstruction dans les environs. Comme le souligne Maurice Lotte, les églises Saint-Christophe de Cergy, Saint-Martin de Cormeilles-en-Vexin, Notre-Dame d'Épiais-Rhus, Saint-Pierre de Génicourt, Saint-Fiacre de Livilliers et Saint-Rémi de Marines étaient tous en travaux en même temps, et l'on peut supposer qu'aucune paroisse ne voulut être en reste. L'on peut également noter qu'au moment de la conception du début des travaux à Ennery, Hugues II, seigneur d'Ennery, Lérouville et Montgeron, vient d'élire domicile à Ennery, et qu'il est également seigneur d'Épiais-Rhus par sa mère. La mort du seigneur en 1573 ralentit le chantier d'Ennery, et si celui d'Épiais-Rhus se poursuit jusqu'au bout (et c'est bien le seul cas parmi les églises citées), c'est grâce à d'importantes dotations par la famille de Montmorency.
Avec Denis et Nicolas Le Mercier, la fabrique fait appel à des architectes de renommée dans les environs. Pierre Le Mercier, probablement le père de Nicolas, avait commencé la construction de l'église Saint-Eustache de Paris, et Nicolas avait travaillé avec lui sur l'église Saint-Maclou de Pontoise à partir de 1546. À Ennery et Épiais-Rhus, ils ne réalisent pas des œuvres originales, car recopiant en grande partie sur le chœur de l'église de Triel terminé une douzaine d'années avant, et qui est de toute vraisemblance l'œuvre d'un autre architecte dont le nom n'est plus connu. En tout cas, ils fournissent un édifice d'une solidité irréprochable, emploient des matériaux de qualité, notamment la pierre de Saint-Leu-d'Esserent résistant bien aux intempéries, et font preuve d'un savoir-faire artistique tout à fait à la hauteur. Ils savent ainsi éviter la sécheresse et la monotonie qui gagne si souvent l'architecture de la Renaissance et du Classicisme. Le dédoublement des pilastres et de nombre de chapiteaux, l'ajout de dosserets derrière les colonnes, le profil légèrement galbé des fûts des colonnes et l'emploi de colonnes cannelées crée de nombreux saillies et favorise un jeu d'ombre et de lumière qui anime les élévations. L'emploi d'une frise de feuilles d'acanthe peu usitée, où les angles saillants sont enveloppés par des feuilles, témoigne d'une grande habileté des maîtres d'œuvre. La richesse du décor intérieur n'est pas trop exubérante, mais atteint le niveau nécessaire pour ne pas fatiguer le regard. La plupart des pilastres se trouve ainsi accompagnée de colonnes cannelées, avec superposition de deux ordres. Dans son ensemble, l'espace intérieur des parties Renaissance est très bien étudié.
Avec l'emploi de voûtes d'ogives toujours d'inspiration gothique flamboyante, les Le Mercier ne suivent pas aveuglement la mode de la Renaissance, dont la logique (l'imitation de l'architecture antique) aurait voulu l'emploi des voûtes en berceau. Ces dernières donnent forcément des plafonds monotones, et qui plus est, sont d'une stabilité moindre. Les voûtes sont établies sur des arêtes prismatiques et possèdent de grandes clés de voûte représentant des motifs végétaux. Le plein cintre s'applique aux ogives, aux doubleaux et aux formerets, sauf dans certains cas, où les contraintes imposées par les proportions exigent le cintre surbaissé. Les bas-côtés de la nef Renaissance sont par contre simplement plafonnés : Ce n'est pas le choix des architectes, mais la fabrique a mis la reconstruction des bas-côtés à une date ultérieure, et finalement, elle n'a jamais été réalisée. Les murs extérieurs et leurs fenêtres, des petites baies en plein cintre et des oculi, sont donc ceux de la seconde moitié du XIIe siècle. Un entablement court le long des murs au-dessus du sommet des grandes arcades, ou des fenêtres basses des extrémités des croisillons et du chœur. Du côté de la sacristie, face à la chapelle qui accompagne le chœur au sud, les grandes arcades sont ébauchées afin d'obtenir la symétrie des dispositions de base. Au-dessus de l'entablement, sous la lunette des voûtes, le décor reste sobre. Des fenêtres hautes existent dans le chœur et dans les extrémités des croisillons, sous la forme de rosaces ; dans la nef, les fenêtres hautes ne sont qu'ébauchées et restent bouchées. Elles sont considérées comme inachevées. L'entablement comporte la frise de feuilles d'acanthe, assez espacées mais très rapprochées sur les pilastres, qui a déjà été évoqué. Les pilastres supportant l'entablement sont d'ordre composite, et ont leurs chapiteaux en dessous l'entablement. Sauf entre les deux travées de la nef construite avec un budget restreint, et à l'extrémité occidentale de la nef où les supports gothiques de la croisée du transept primitive subsistent, ces pilastres sont toujours flanqués de deux colonnes cannelées superposées, la première ionique et la seconde corinthienne. Un petit entablement sépare les deux colonnes et se poursuit sur les piédroits des grandes arcades, où il est porté par des pilastres ioniques dans l'intrados des arcades. Leur décor est plus riche qu'à l'Antiquité, sauf dans la nef, où les volutes n'ont pas été terminées,,.

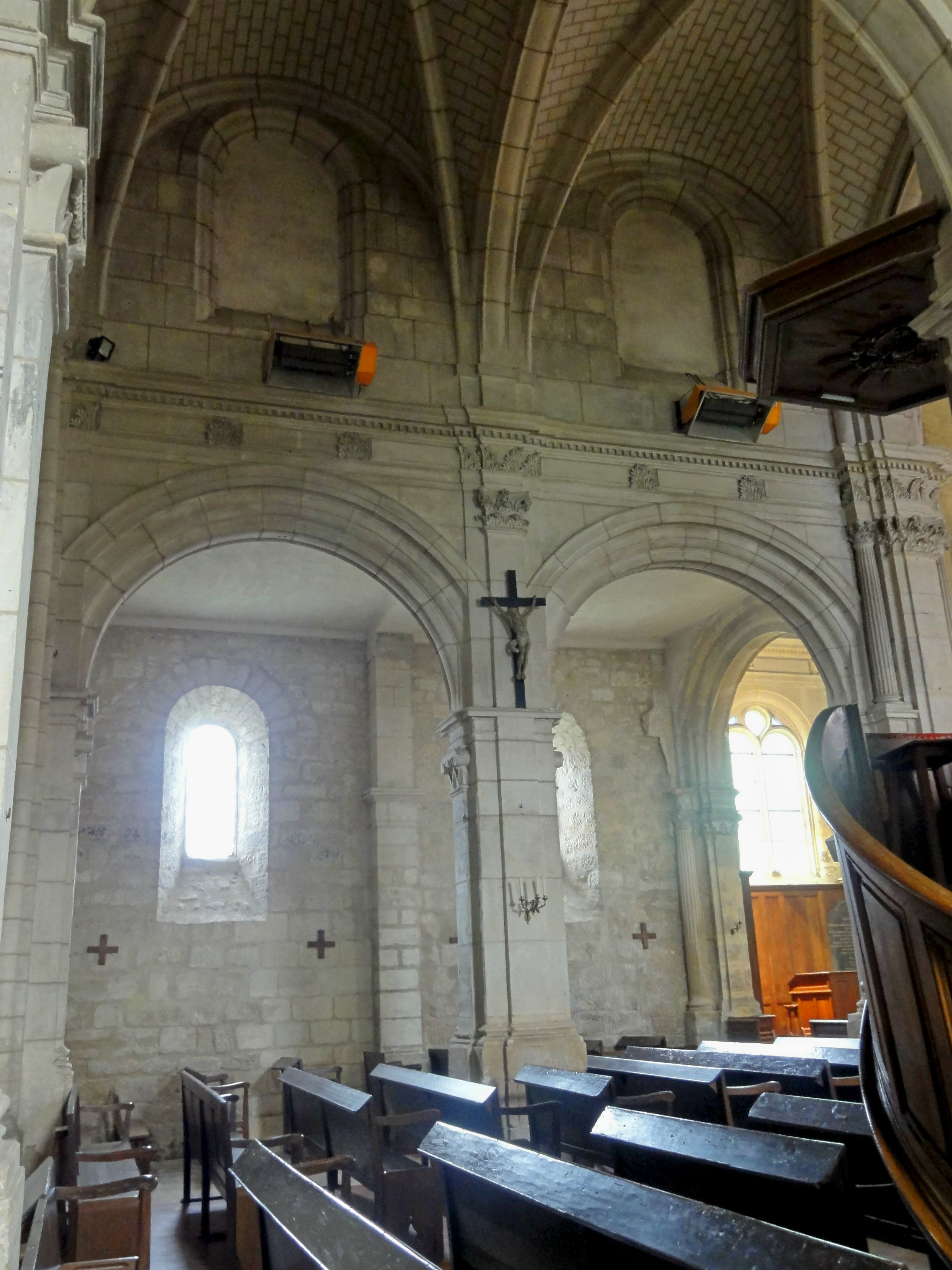
Nef, côté nord.
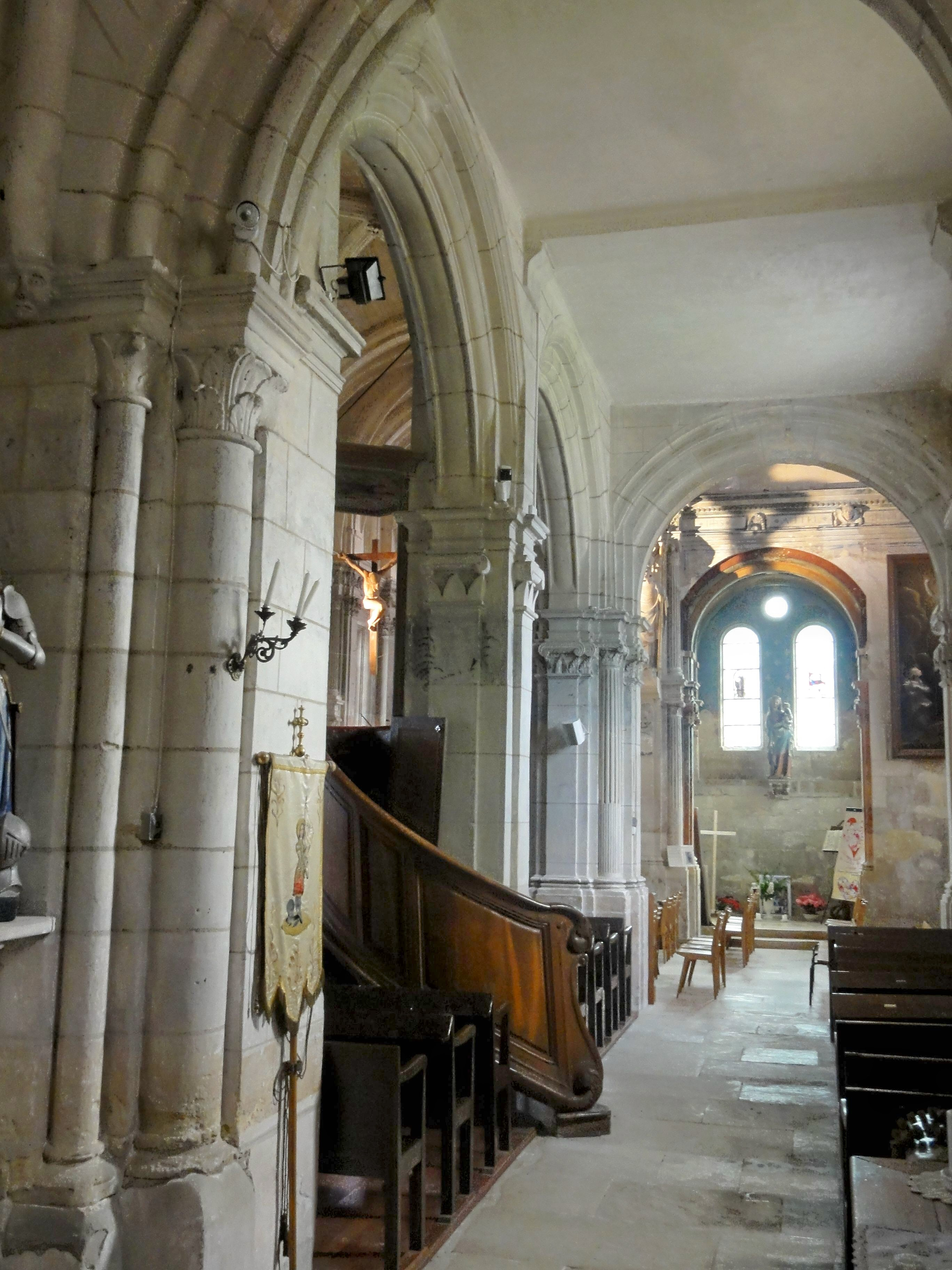
Entrée du bas-côté sud.
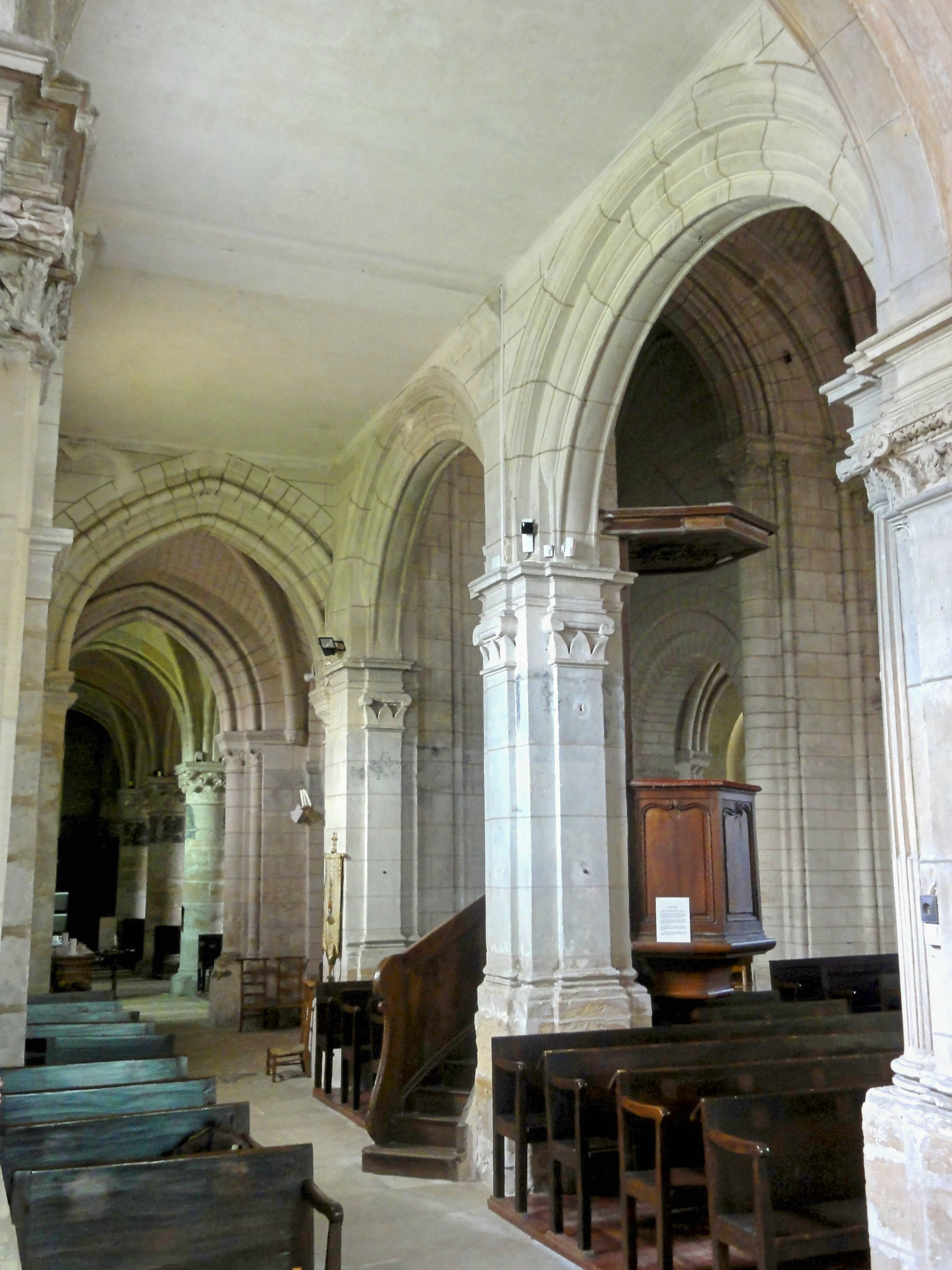
Bas-côté sud.
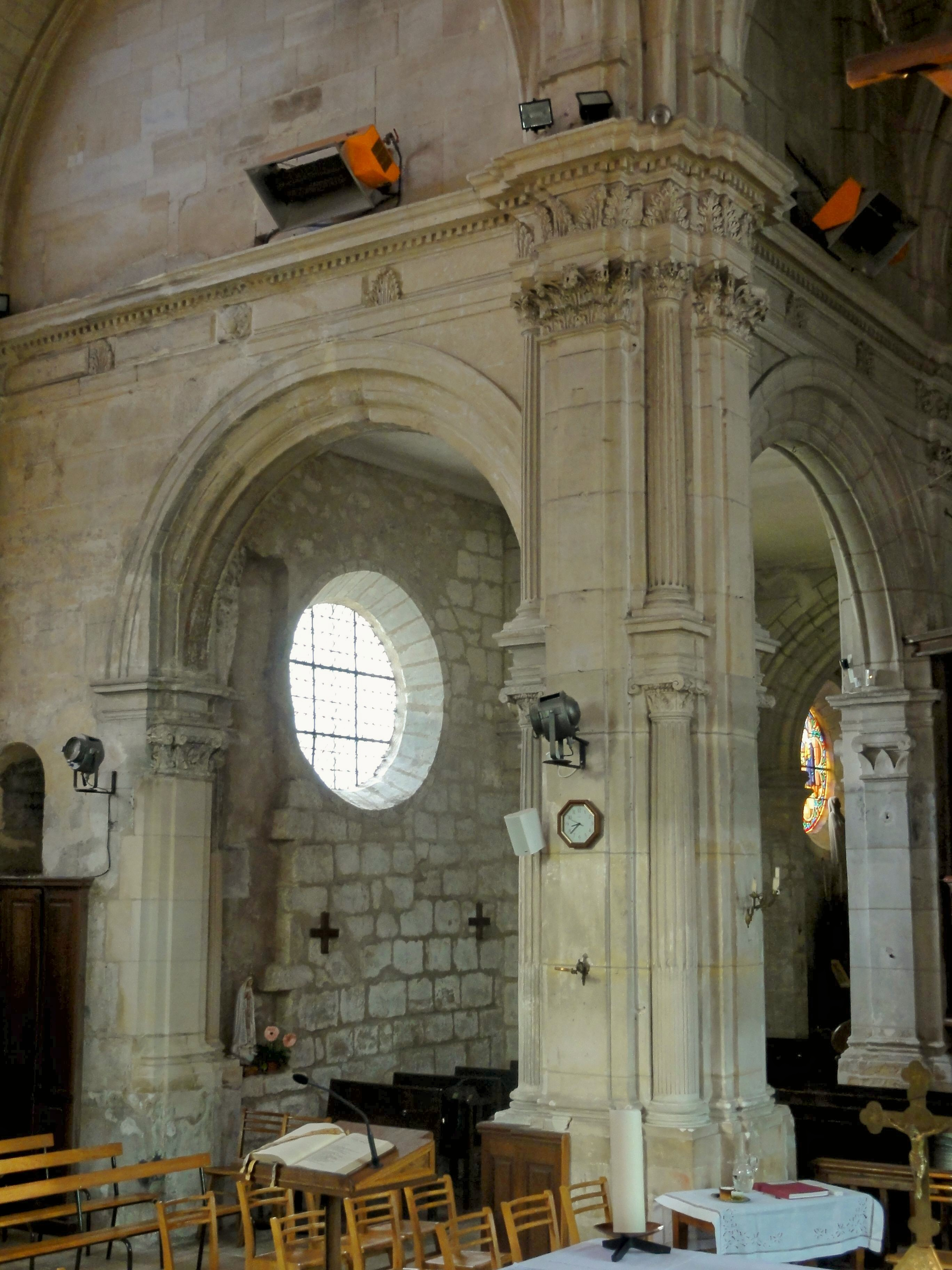
Grandes arcades du sud.
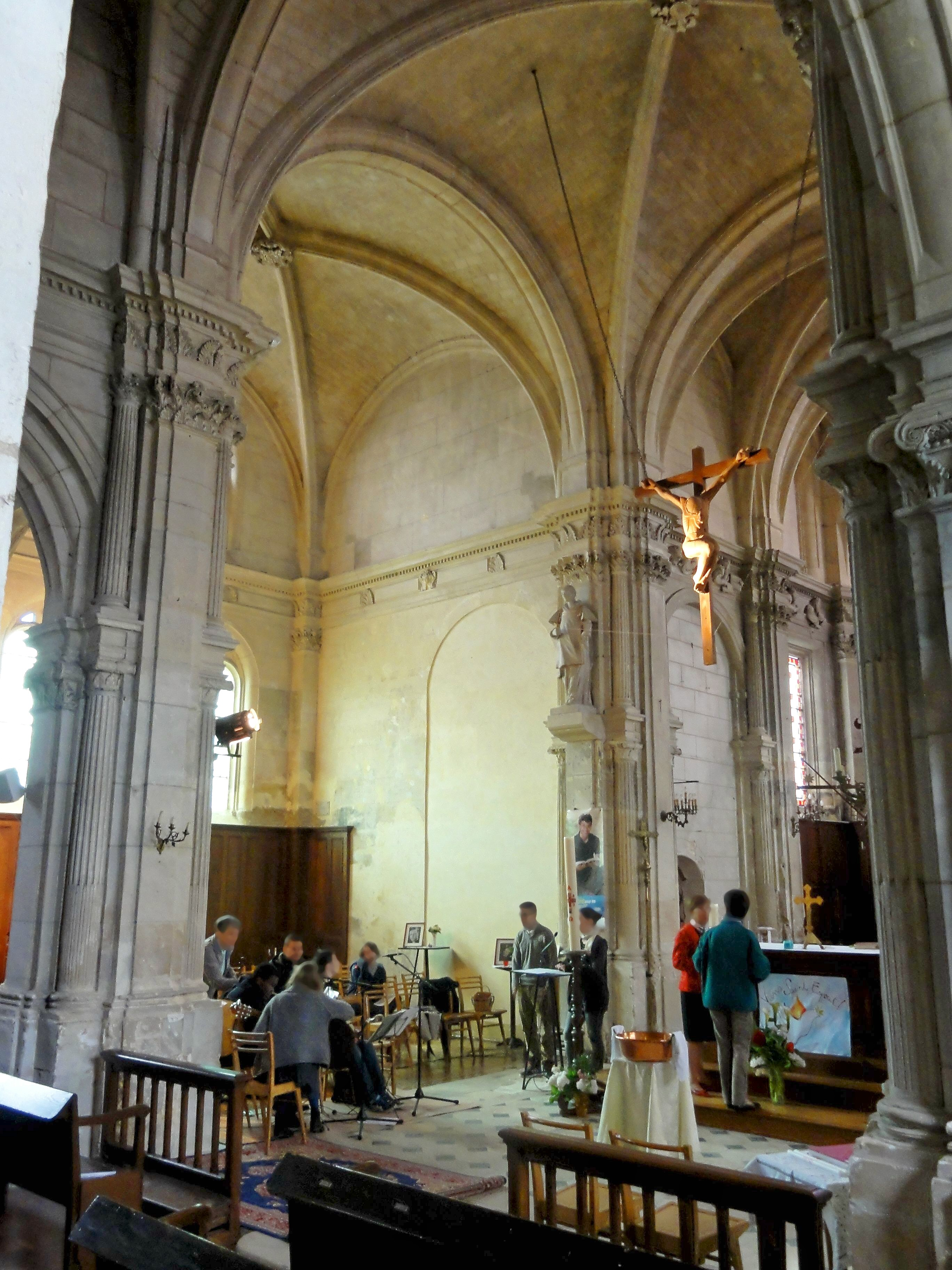
Vue vers le croisillon nord.
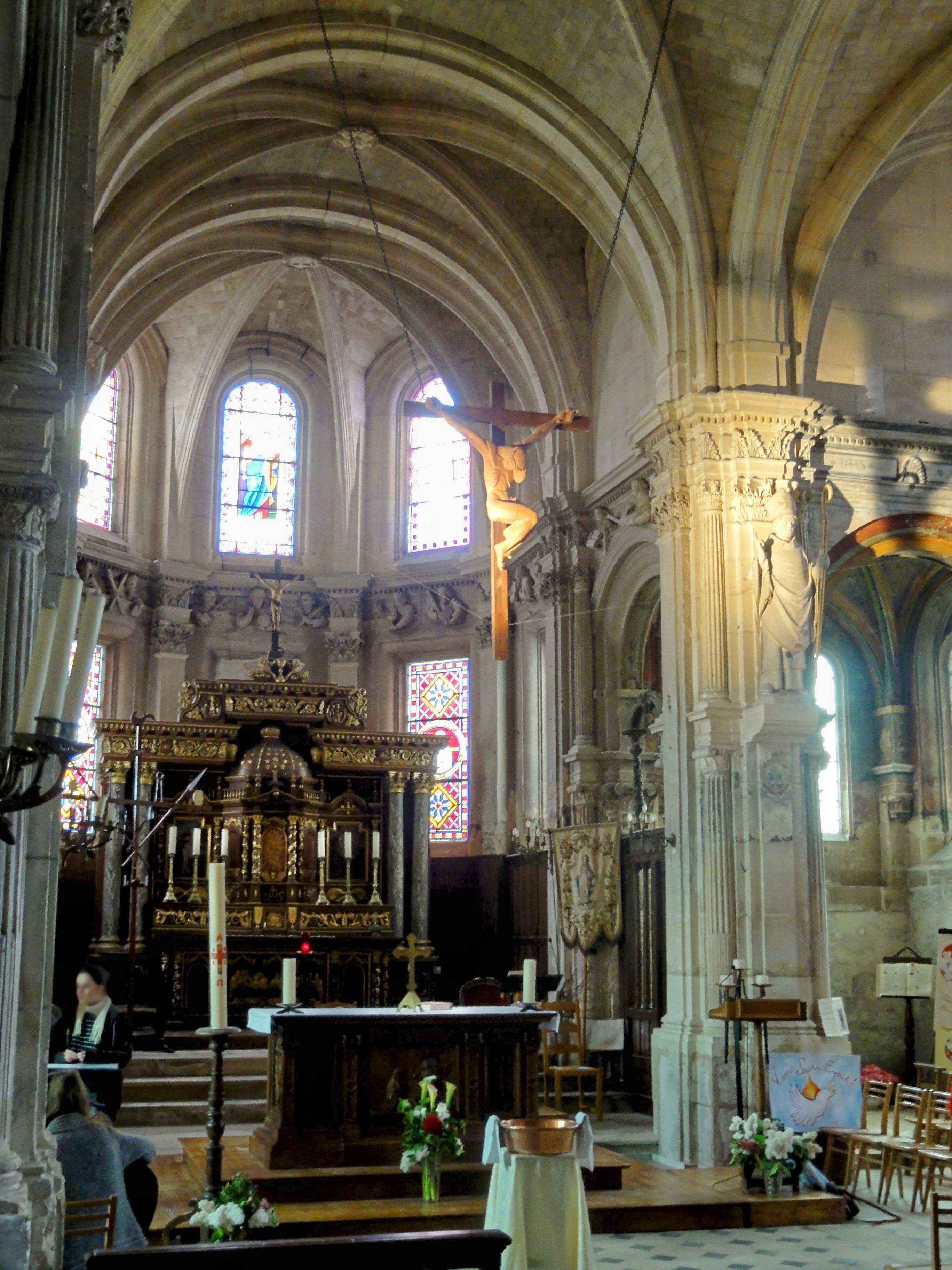
Vue dans le chœur.

#### Chapelle latérale sud du chœur

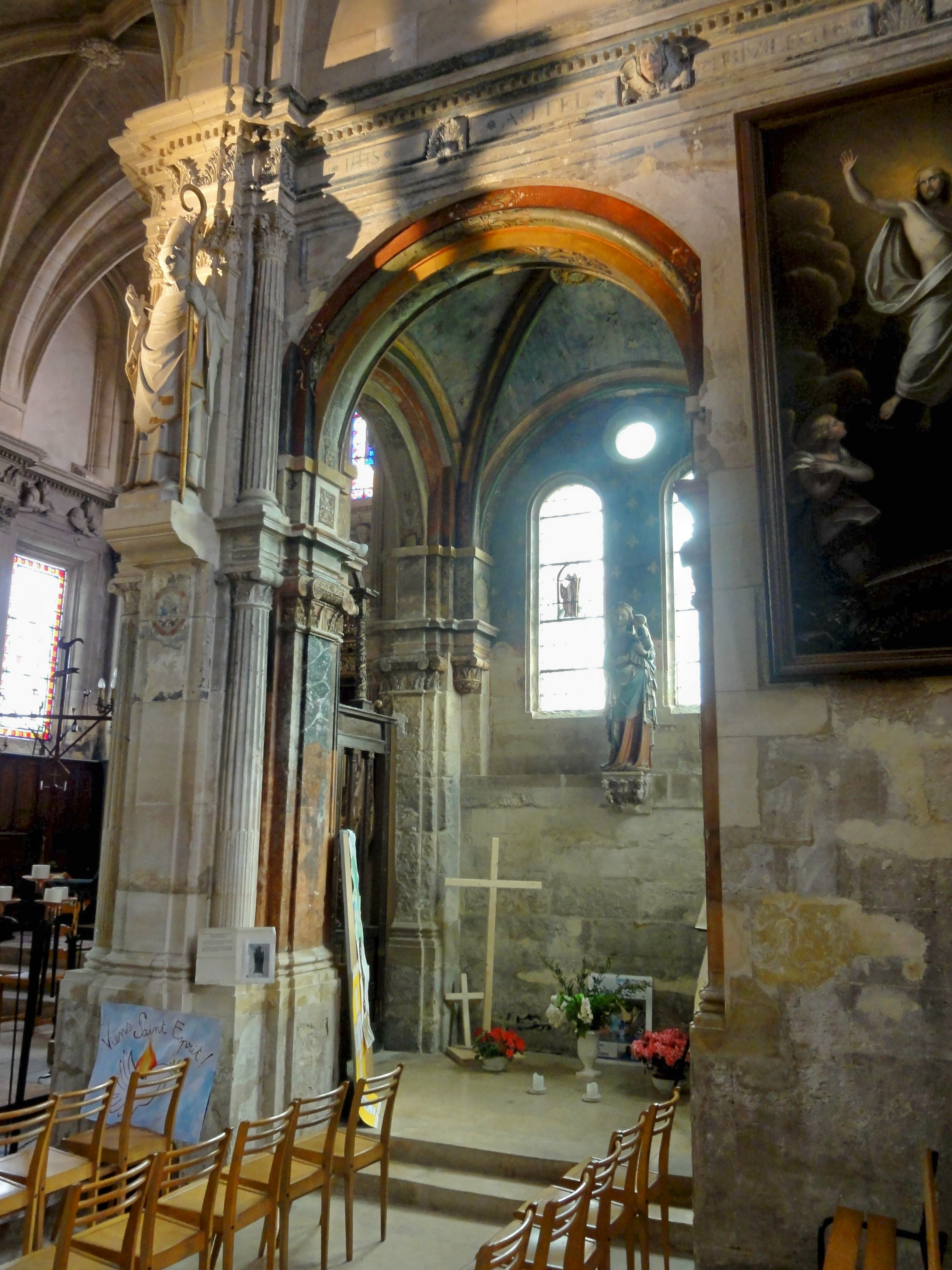
Chapelle, vue depuis le croisillon sud.

Une petite chapelle occupe l'angle entre la travée droite du chœur et le croisillon sud, et s'y ouvre par deux arcades en plein cintre. Cette chapelle se distingue par son décor polychrome qui recouvre encore les pilastres, les chapiteaux, les intrados des arcades, la voûte et les contours des fenêtres. Le rouge et le noir sont les coloris dominants pour les pilastres, traités en faux marbre, alors que les chapiteaux, la clé de voûte et certains bandeaux sont rehaussés en or. Les formerets de la voûte et le rang de claveaux inférieur des arcades sont peints en ocre, et les voûtains ainsi que les contours des fenêtres en bleu. De petites étoiles en or suggèrent qu'il s'agit ici du ciel. L'on ignore si une telle décoration était présente dans toutes les parties Renaissance, mais elle a bien pu disparaître sous des couches de badigeons au XVIIIe siècle, puis devenir victime d'une restauration trop radicale. La voûte d'ogives de la chapelle retombe sur des entablements, mais des culs-de-lampe de tradition gothique ont toutefois été ajoutés en dessous, remis au goût du jour par des volutes ioniques. Au sud, le jour entre par une baie au remplage Renaissance conventionnel, avec deux arcades plein cintre surmontées d'un oculus, alors qu'à l'est, ces trois formes sont plus espacées et donnent des baies indépendantes. Une grille en bois taillé sépare la chapelle du chœur. Au XIXe siècle, l'arcade occidentale a en plus été obstruée par une boiserie d'autel « de goût misérable » (Louis Régnier), cachant ainsi la chapelle au regard des paroissiens. La boiserie a été supprimée depuis, ce qui permet de nouveau de contempler les fragments de vitraux Renaissance qui subsistent au milieu du verre blanc des fenêtres. Au sud, une Vierge à l'Enfant et une sainte Barbe accompagnée de sa tour sont clairement identifiables, alors qu'à l'est, un saint est devenu méconnaissable, et la légende donnant son nom illisible. La facture de ces vitraux laisse apparaître le déclin de l'art du maître verrier à la fin de la Renaissance, mais il est tout au moins intéressant de savoir que des vitraux étaient toujours prévues pour l'église à une période aussi avancée.

#### Frise du chœur

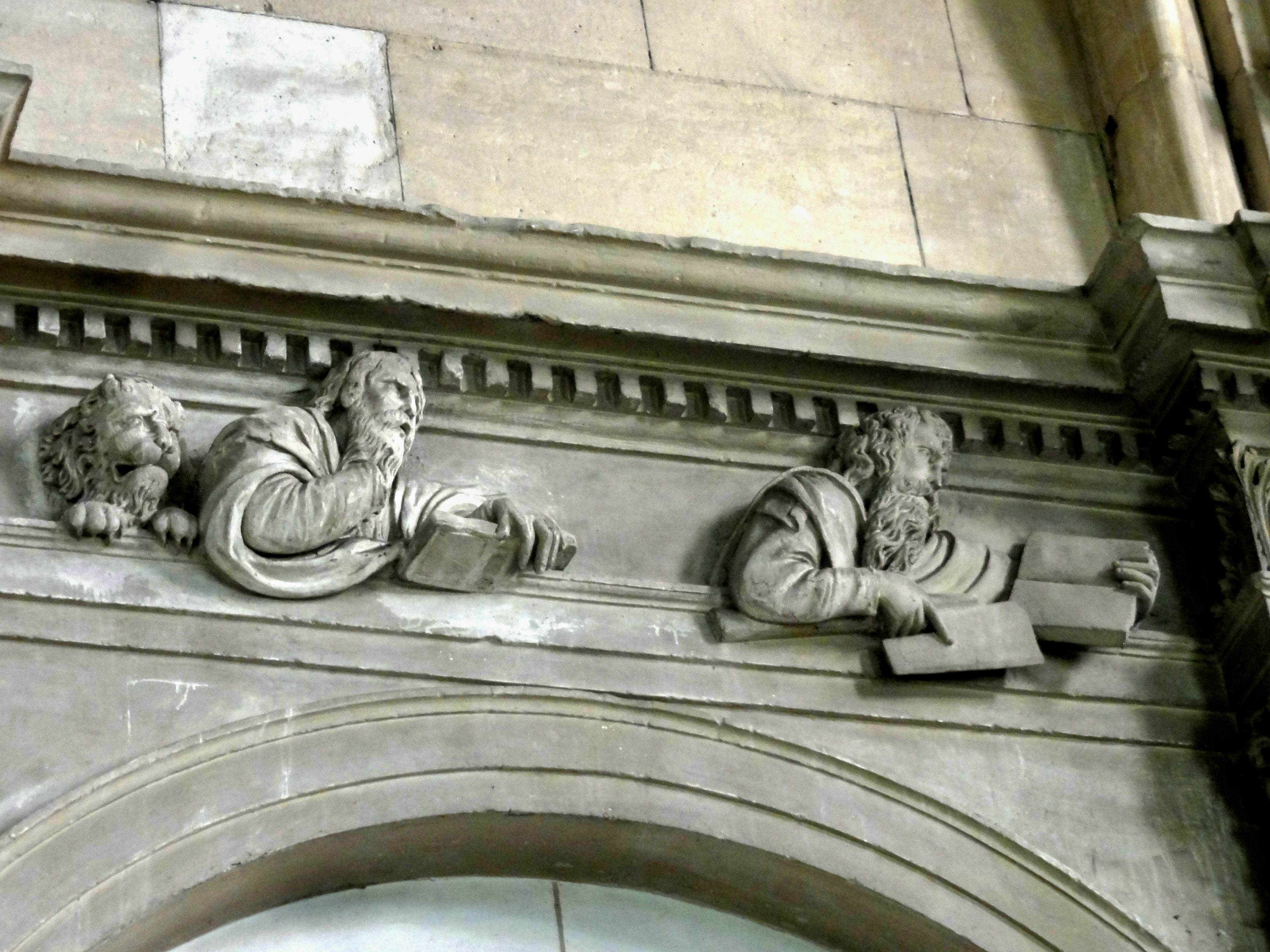
Saint Marc et saint Mathieu.

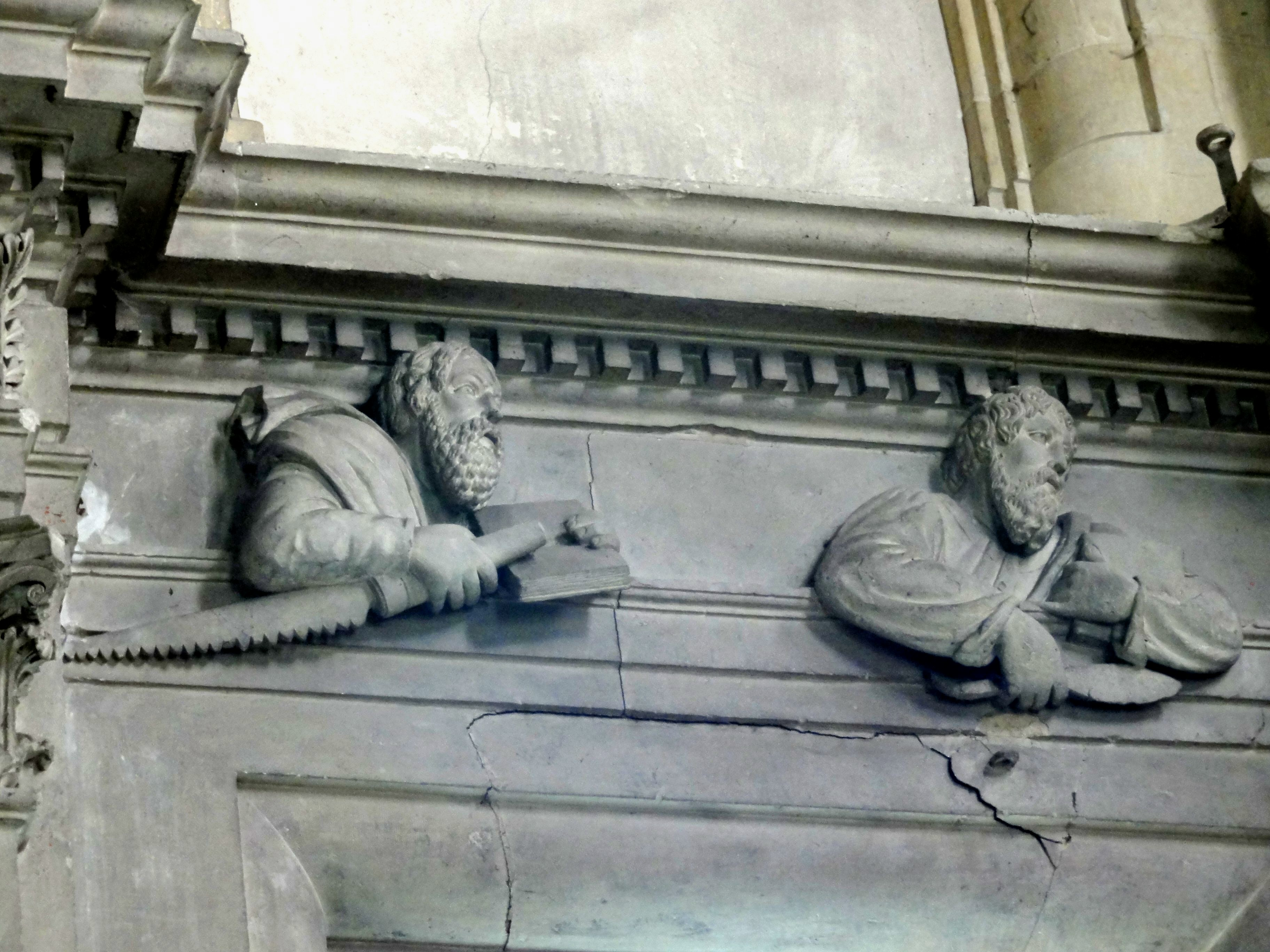
Saint Simon et saint Barthélemy.

Le chœur de l'église Saint-Aubin est d'une remarquable beauté (Maurice Lotte) et possède une décoration toute particulière avec une frise de quinze bustes en haut-relief, représentant Jésus-Christ au centre, et les Douze Apôtres ainsi que les deux Évangélistes non apôtres, à savoir saint Luc et saint Marc. Une telle frise se trouve également dans les églises de Épiais-Rhus et de Triel, ce qui n'est guère étonnant ; à Triel, elle est cependant mutilée. Jésus occupe le centre, au milieu de la travée centrale du chevet, et est représenté un peu plus grand que les autres, conformément à une tradition. Saint Pierre avec sa grande clé et saint Paul avec l'épée de sa décapitation sont représentés à sa gauche et à sa droite. Les autres travées ne contiennent que deux personnages. Leurs regards sont toujours tournés vers le Christ, et ils prennent appui sur l'architrave comme s'il s'agissait d'une balustrade, alors que leurs têtes touchent ou dépassent la corniche de denticules en haut. Chacun tient un livre dans sa main gauche (sauf Pierre, qui le tient dans sa main droite), et l'instrument de son martyre ou son attribut dans l'autre main (sauf saint Marc, accompagné du lion, et saint Luc en train d'écrire son évangile, accompagné du bœuf). La sculpture des personnages est un peu froide, lourde et sans grande variété, mais ils paraissent néanmoins très vivants et expressifs, et la frise donne une note d'originalité au chœur qu'il aurait été impossible d'atteindre avec le seul vocabulaire ornemental de l'architecture classique. — Le Christ bénit de sa main droite et tient la sphère terrestre de sa main gauche. Pierre et Paul ont déjà été mentionnés. Au nord, sont représentés successivement, de gauche à droite : saint Marc avec son lion, apparemment en train de réfléchir ; saint Matthieu avec son Évangile ; saint Simon avec la scie dont il fut découpé en deux ; saint Barthélemy avec un couteau car écorché vif ; saint Jacques le Majeur avec son bâton de pèlerin ; et saint André avec la croix à laquelle il a laissé son nom. Au sud, l'on reconnaît de droite à gauche : saint Luc avec le bœuf ; saint Mathias avec la hache qui servit à le décapiter ; saint Thomas avec la lance avec laquelle il fut abattu ; saint Philippe qui fut crucifié sur une croix en tau ; saint Jacques le Mineur avec la massue avec laquelle il fut assommé ; et enfin le jeune saint Jean avec la coupe de laquelle s'échappe le monstre,.

### Extérieur
La façade occidentale du XVIIIe siècle se compose essentiellement d'une porte plein cintre surdimensionnée, dont seulement l'archivolte et les impostes sont modestement moulurées, et de trois fenêtres en plein cintre : une grande au-dessus du portail, et deux petites pour chacun des deux bas-côtés à gauche et à droite. Il n'y a pas de contreforts, seulement des pilastres non décorés. Tous les auteurs s'accordent pour dire que cette façade n'offre aucun intérêt. On ne peut pas dire beaucoup plus des bas-côtés, dont les murs en pierre de taille remontent certes en partie au XIIe siècle, mais qui sont dépourvues de toute ornementation. Au sud, seul le contrefort entre la première et la seconde travée reste visible, les deux suivants étant cachés par le porche. Ces contreforts, peu saillants, sont scandés par un seul glacis en hauteur, et se terminent par un autre glacis. Au nord, le mur a été en partie rebâti en 1763. La corniche est mal conservée, et se compose d'une tablette à l'arête abattu en biseau, d'un cavet et d'un tore, le tout reposant sur des modillons de têtes humaines. La sculpture était de qualité, mais la plupart des modillons sont mutilés. Aucune moulure n'entoure les fenêtres en plein cintre. La nef gothique disparaît complètement sous la toiture, comme ce devait toujours être le cas.

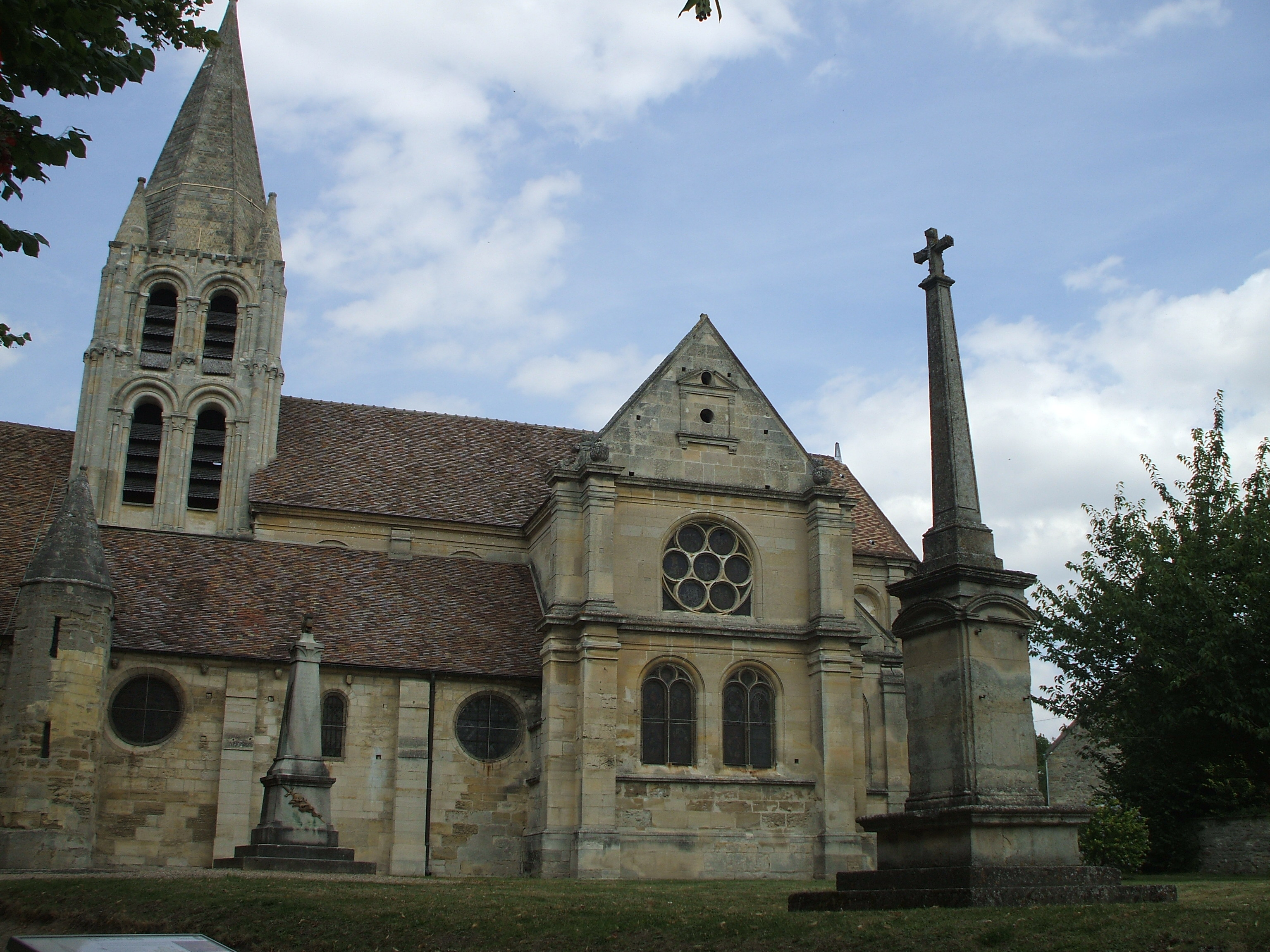
Clocher roman et ensemble Renaissance ; à dr., l'ancienne croix de cimetière également classée M.H..

Au sud, une tourelle d'escalier octogonale coiffée d'un cône en pierre flanque l'ancien croisillon sud. Il donne accès aux combles, puis au clocher, et semble être contemporain des bas-côtés ou de la nef gothique (milieu XIIe siècle / début XIIIe siècle). L'ancien croisillon sud et le bas-côté sud de la nef Renaissance présentent un mur assez homogène en pierre de taille, et sont couverts ensemble par un toit en appentis s'appuyant contre le clocher et contre les murs hauts de la nef Renaissance. Aucune distinction entre l'ancien croisillon et le bas-côté n'existe. Les fenêtres, deux oculi encadrant une baie plein cintre du même type que celles des bas-côtés de la nef, sont une fois de plus dépourvues de toute mouluration. Plus grande chose ne subsiste de la corniche. Contrairement à ce qui a été dit pour la nef gothique, une petite portion des murs hauts de la nef Renaissance émerge des toitures, et permettent de voir le sommet des fenêtres vraisemblablement jamais ouvertes, un contrefort plat et une corniche sous la forme d'un entablement simplifiée, qui termine par ailleurs l'ensemble des murs des parties Renaissance de l'église. L'élévation du nord comporte une seule différence : des demi-pignons sis sur les doubleaux de l'ancien croisillon nord ressortent du toit et épaulent le premier étage du clocher.
Les parties Renaissance reflètent encore la structure habituelle des églises gothiques, mais l'arc en plein cintre est presque systématiquement employé pour les ouvertures, et la décoration très épurée préfigure même la froideur du style classique à venir. L'ordre dorique règne sur les façades, qui sont divisées en deux niveaux séparés par un entablement suivi d'un larmier, avec donc une fenêtre en bas et une fenêtre en haut pour chaque compartiment, voire deux fenêtres pour le niveau inférieur des extrémités du transept. Les fenêtres hautes des croisillons possèdent un remplage à la façon d'une rosace, se composant d'un cercle au centre entouré par six autres cercles, tous de diamètre identique. Les fenêtres basses du chœur sont simplement rectangulaires. Les contreforts strictement verticaux sont sculptés en pilastres, et ceux du transept sont en outre couronnés par des boules. Or, aucun pilastre ne comporte de chapiteau, et les entablements sont dépourvus de frise et même de corniche de denticules. Les croisillons présentent des pignons décorés d'un table, et percés de trous d'aération. La chapelle latérale sud du chœur et la sacristie sont recouverts par des toits en appentis s'appuyant contre les murs orientaux des croisillons,,.

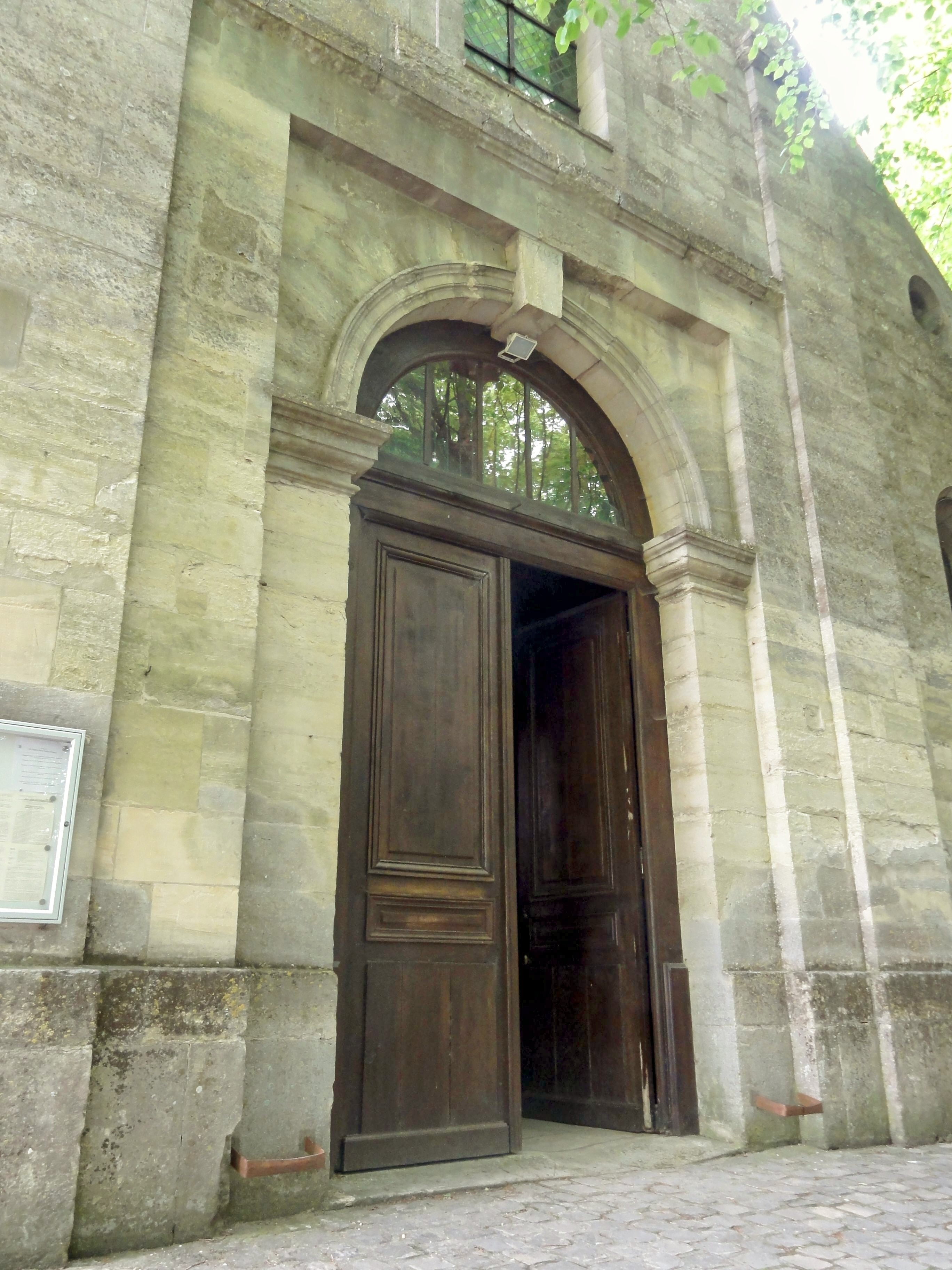
Portail occidental.
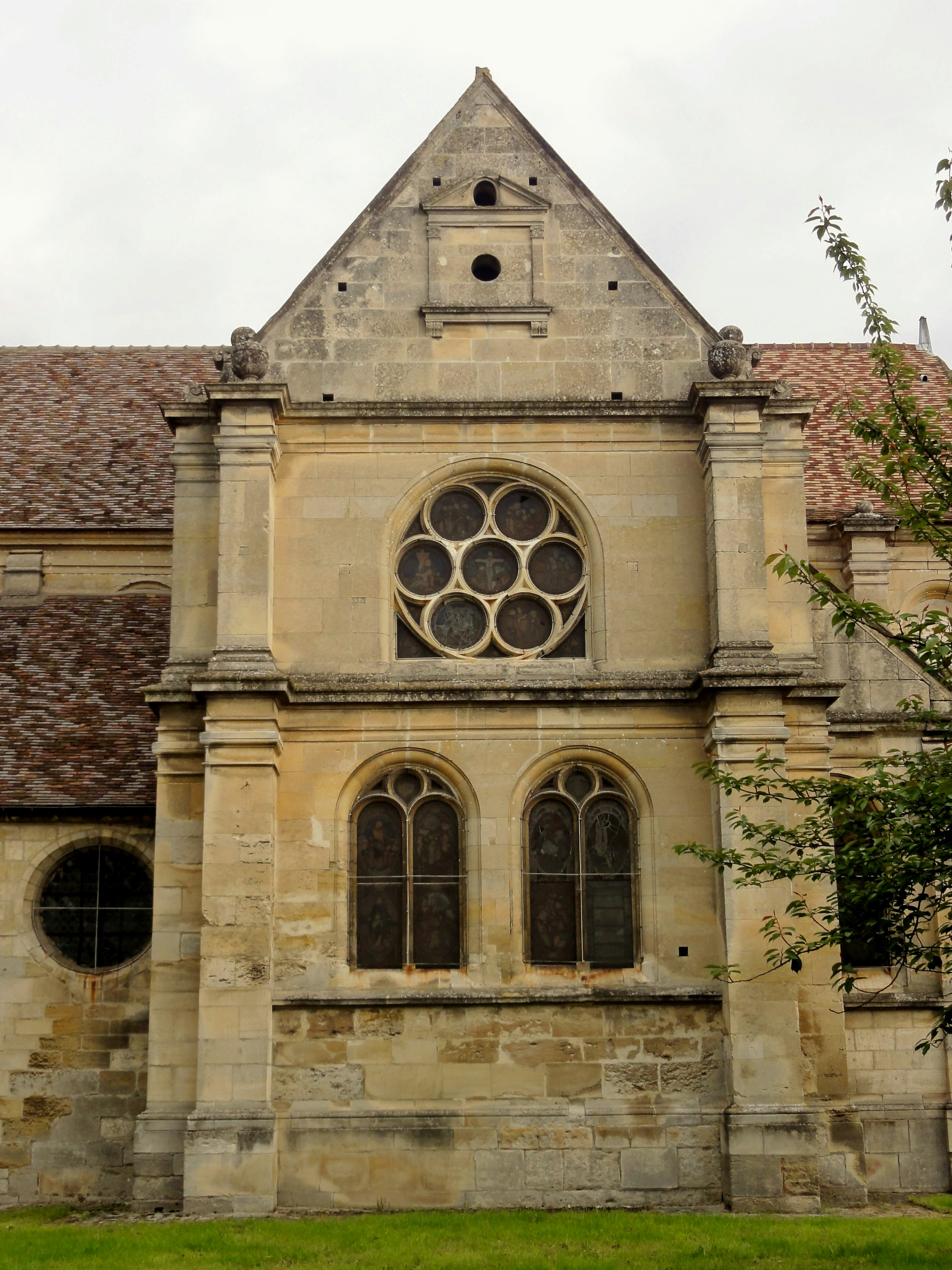
Croisillon sud.
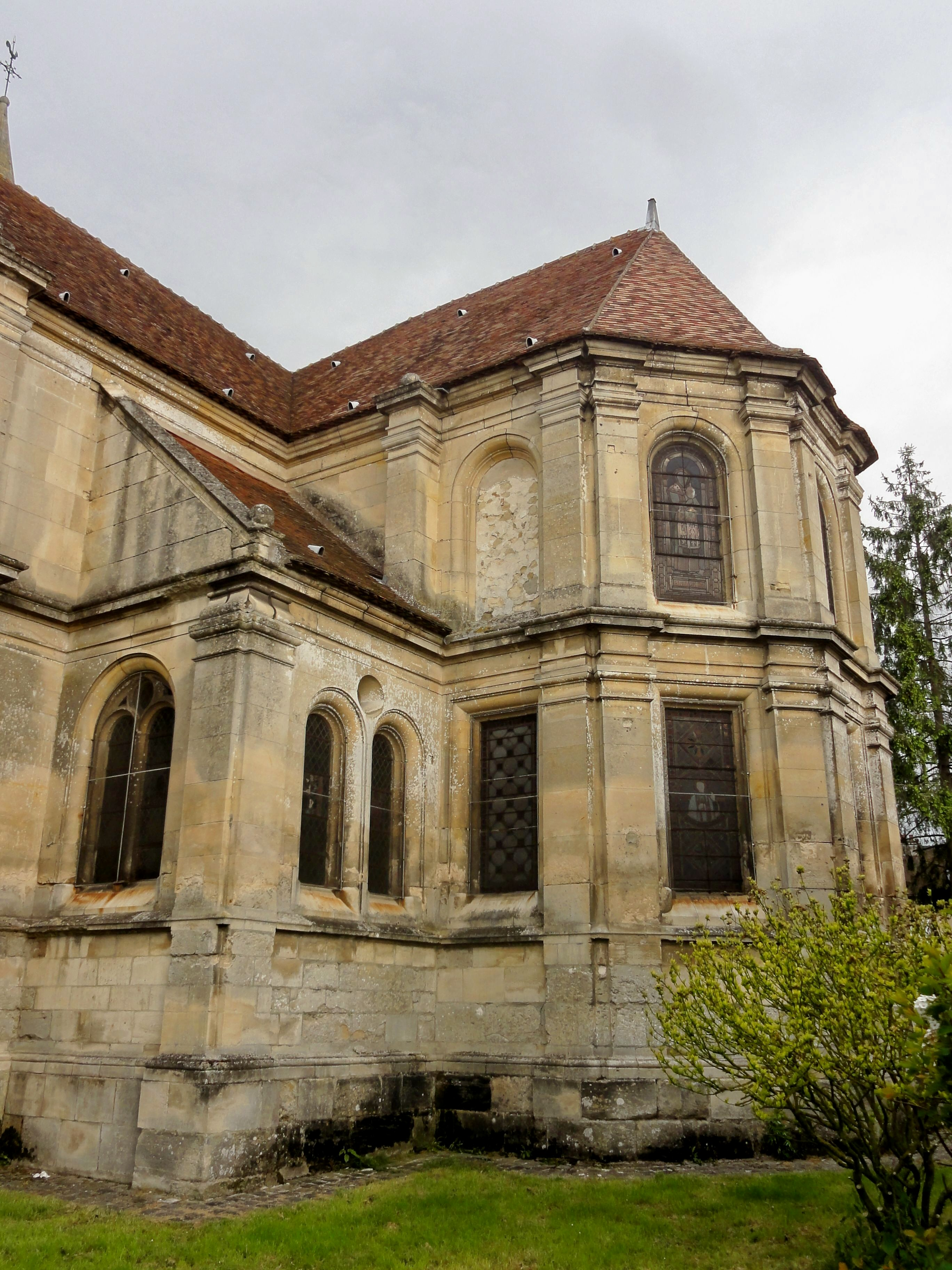
Chapelle et chœur.
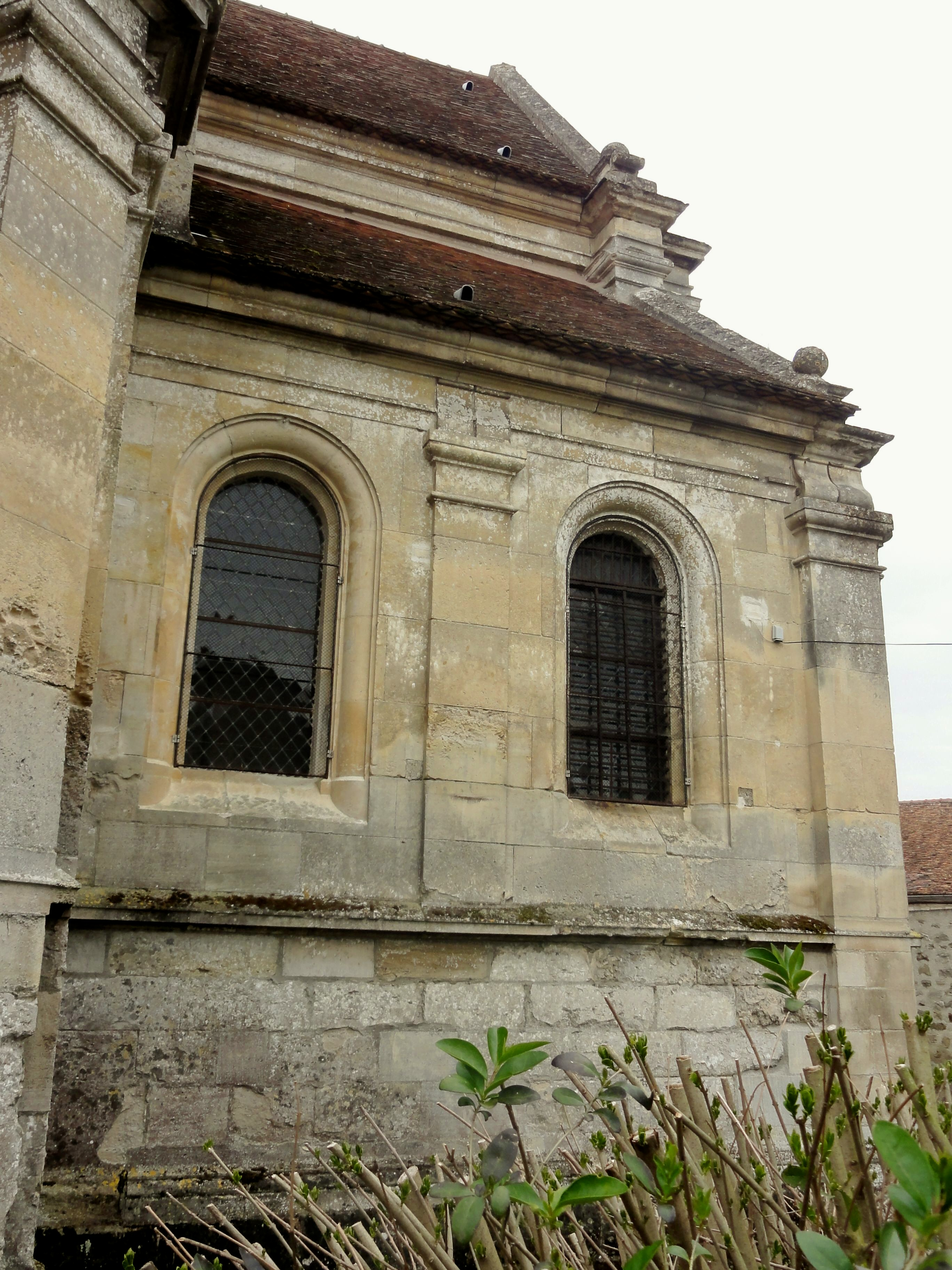
Sacristie, côté est.
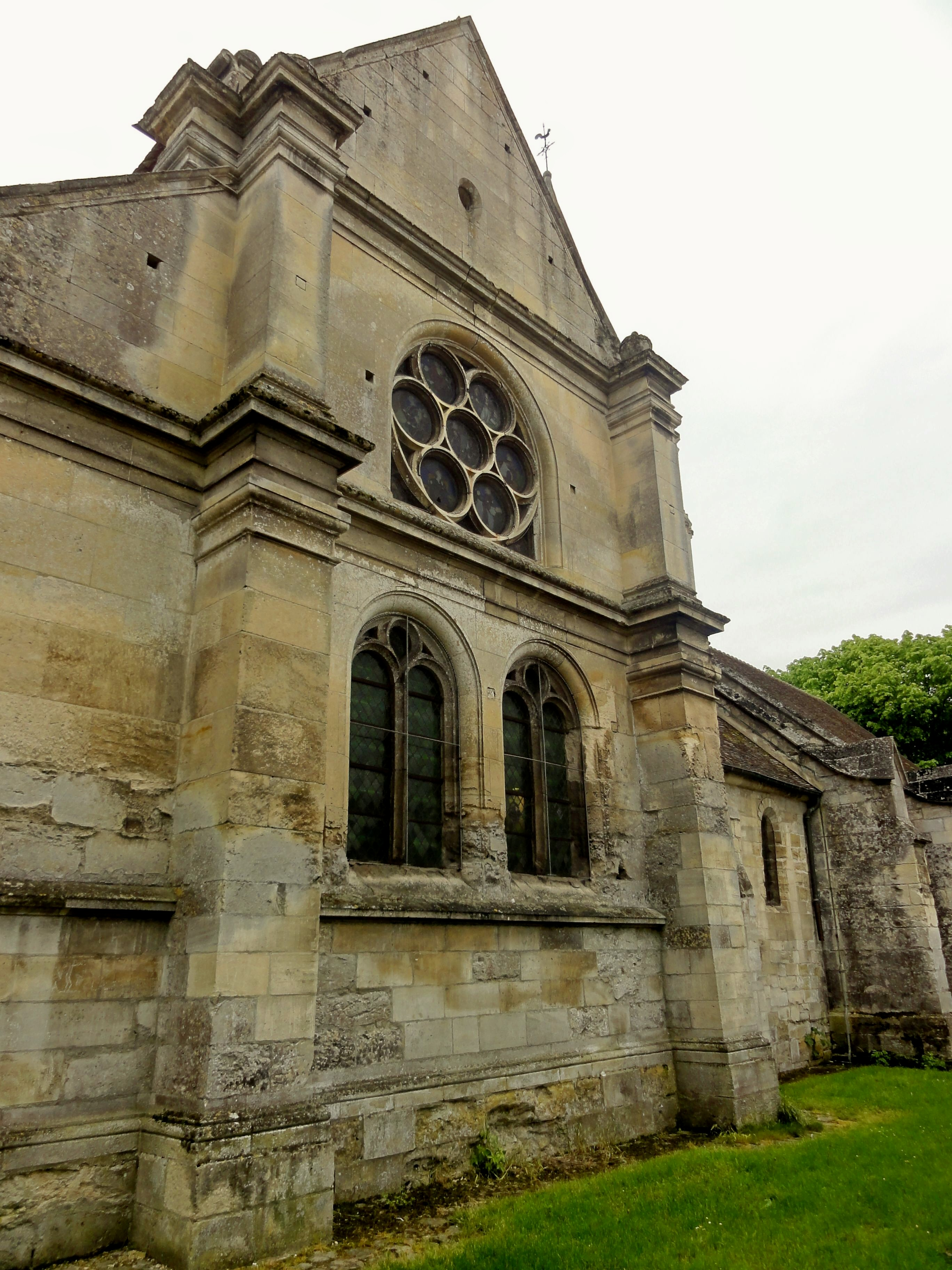
Croisillon nord.
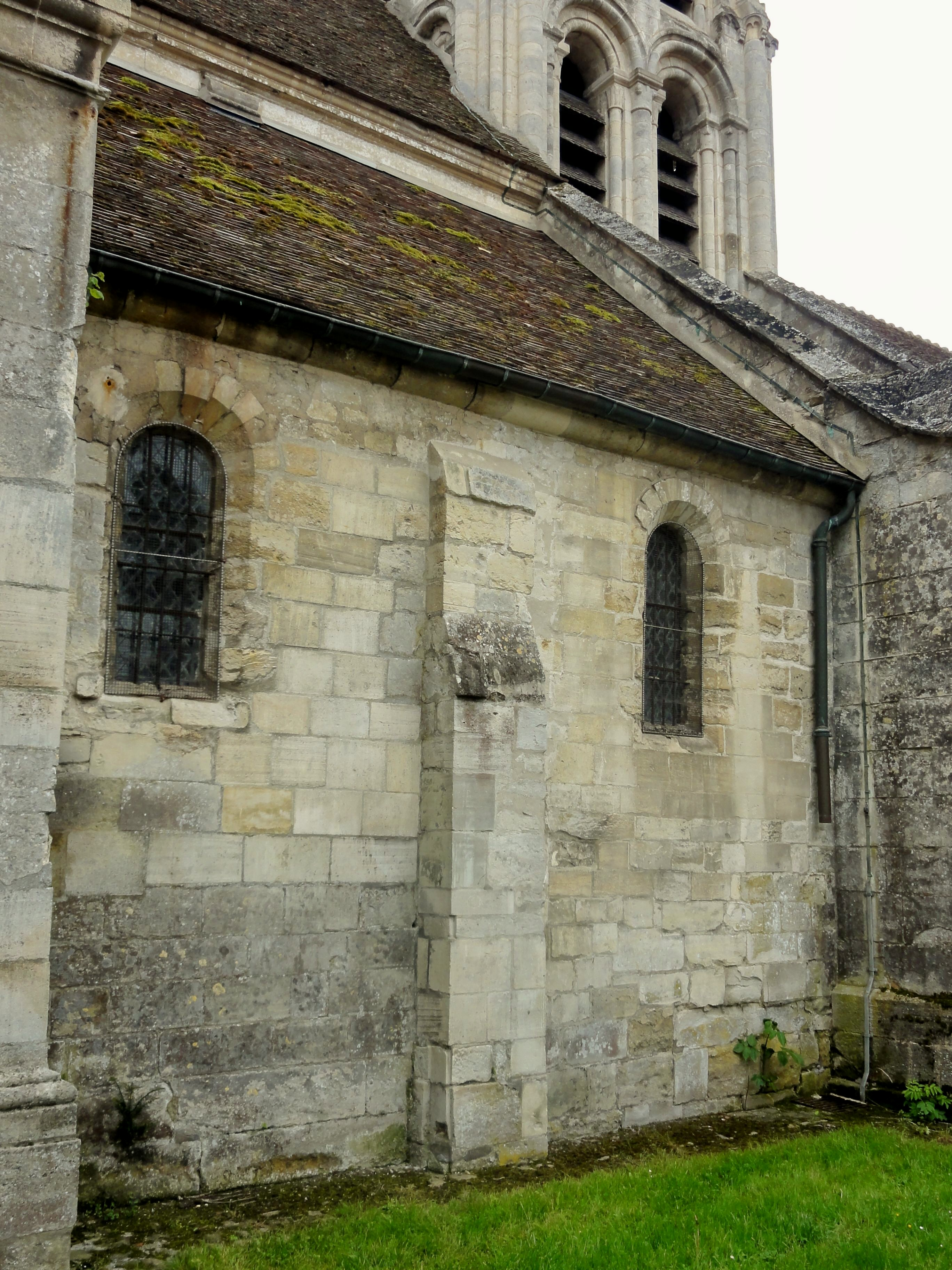
Bas-côté nord.

### Clocher

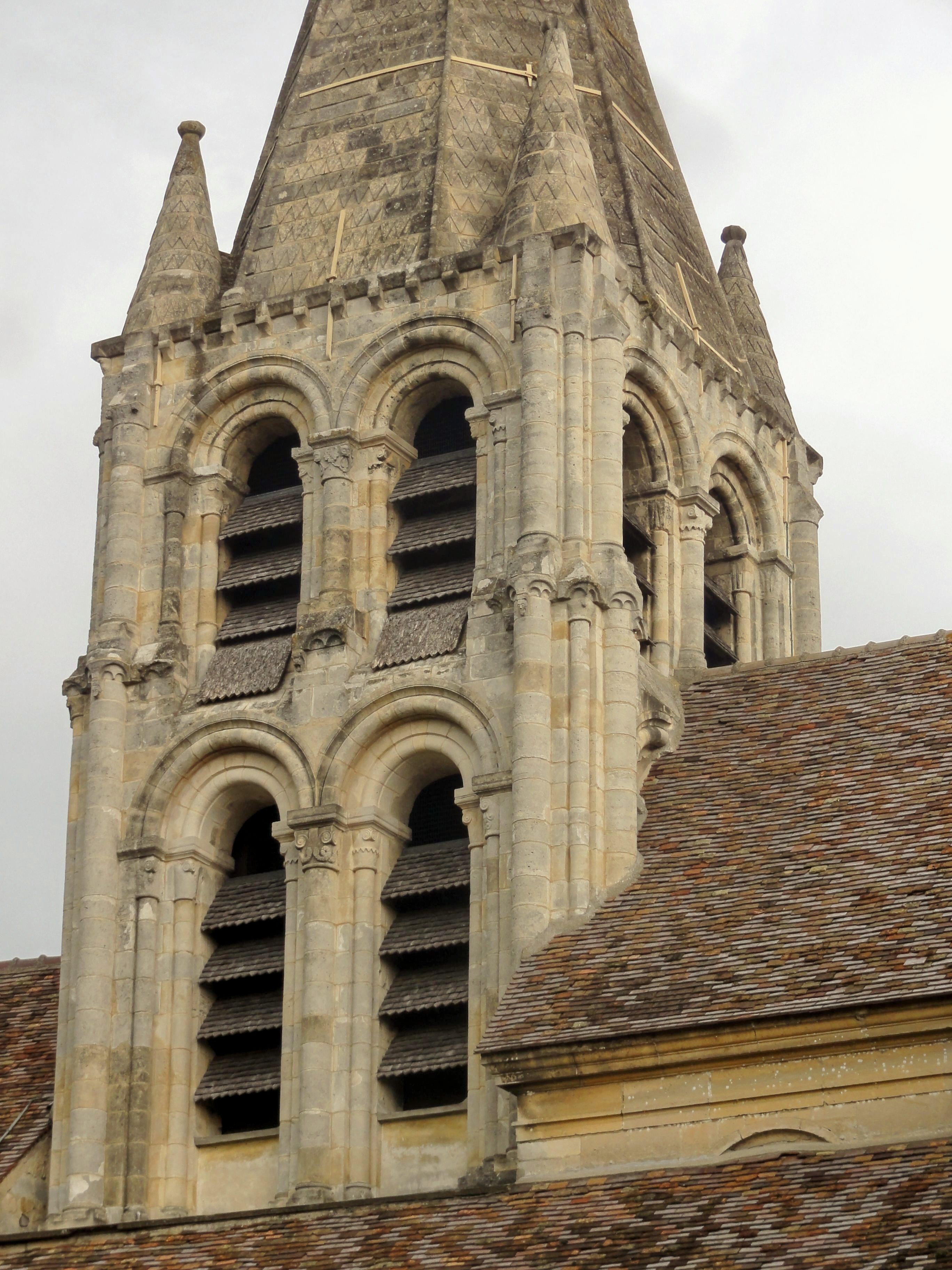
Clocher, depuis le sud-est.

L'élément le plus intéressant sur le plan archéologique reste le clocher. Il appartient à la même famille que ceux des églises Saint-Christophe de Cergy, de la Nativité de la Sainte-Vierge de Jouy-le-Moutier, Saint-Symphorien des Nesles-la-Vallée et Saint-Pierre-et-Saint-Paul de Santeuil. Ses deux étages sont presque identiques, sauf que le second étage est d'une hauteur plus réduite. Chaque angle du clocher est agrémenté d'une colonnette par étage, encadrée elle-même par deux autres colonnes un peu plus fortes, cantonnant les faces du clocher. Ces colonnettes ne possèdent pas toutes un chapiteau : au premier étage, seules les colonnettes d'angle en ont, et au second étage, ce sont tout au contraire les colonnes délimitant les faces du clocher. Ces chapiteaux sont simplement décorés de volutes d'angle assez frustes. Comme particularité, les chapiteaux des colonnes du premier étage se situent déjà au niveau du seuil des baies du second étage, et juste au-dessus, une corniche beauvaisine décore les bases des colonnes du second étage. Cette corniche, logiquement interrompue par les baies, est également visible sur les trumeaux, et où il y a assez de place, elle prend appui sur des modillons sculptés en têtes grimaçantes. Louis Régnier estime que l'interruption de la corniche serait le résultat d'un allongement des baies du second étage.
Chaque face du clocher est percée de deux baies plein cintre s'inscrivant dans deux archivoltes toriques gémellées, reposant sur trois colonnettes à chapiteau, dont celle du centre est partagée par les deux archivoltes. Les baies sont elles-mêmes flanquées de colonnettes à chapiteau, et leurs arcades sont décorées d'un boudin. Les chapiteaux sont pour la plupart décorés de volutes d'angle, auxquelles s'ajoute souvent un cordon de dents de scie, et des motifs divers mais toujours très simples sur les gros chapiteaux des colonnes au milieu entre deux archivoltes. Le second étage se termine par une corniche de corbeaux très simple, reliée aux sommets des colonnes par des galbes. Le clocher est coiffé d'une pyramide octogone en pierre, accostée de quatre clochetons coniques aux angles. Les faces de la pyramide sont décorées par des écailles et séparées par des tores. Elles ne sont pas ajourées par des oculi. Aucune jonction n'a été faite entre la corniche et les clochetons, et un angle saillant apparaît donc sous chacun des clochetons,.

## Mobilier

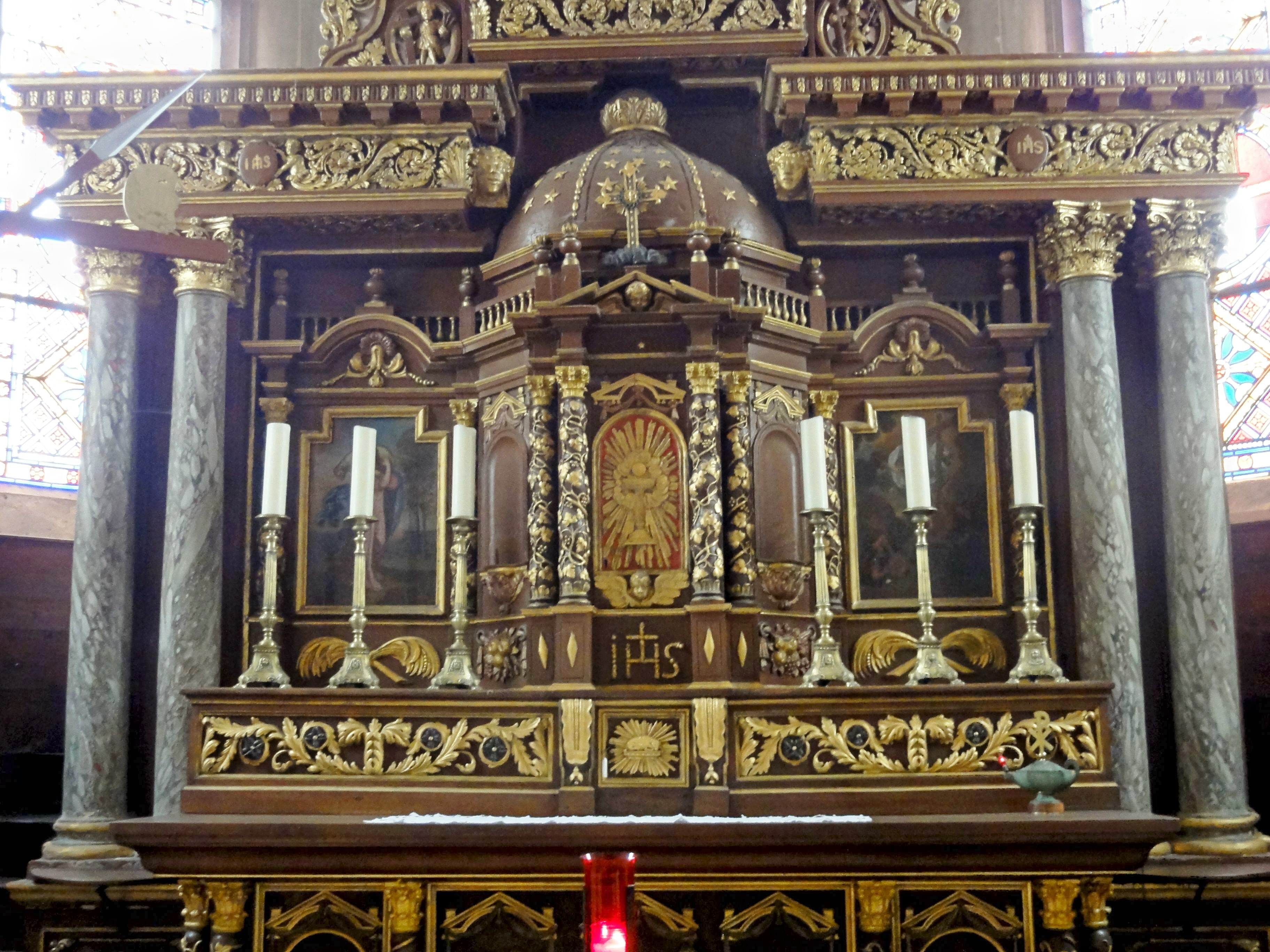
Retable et tabernacle.
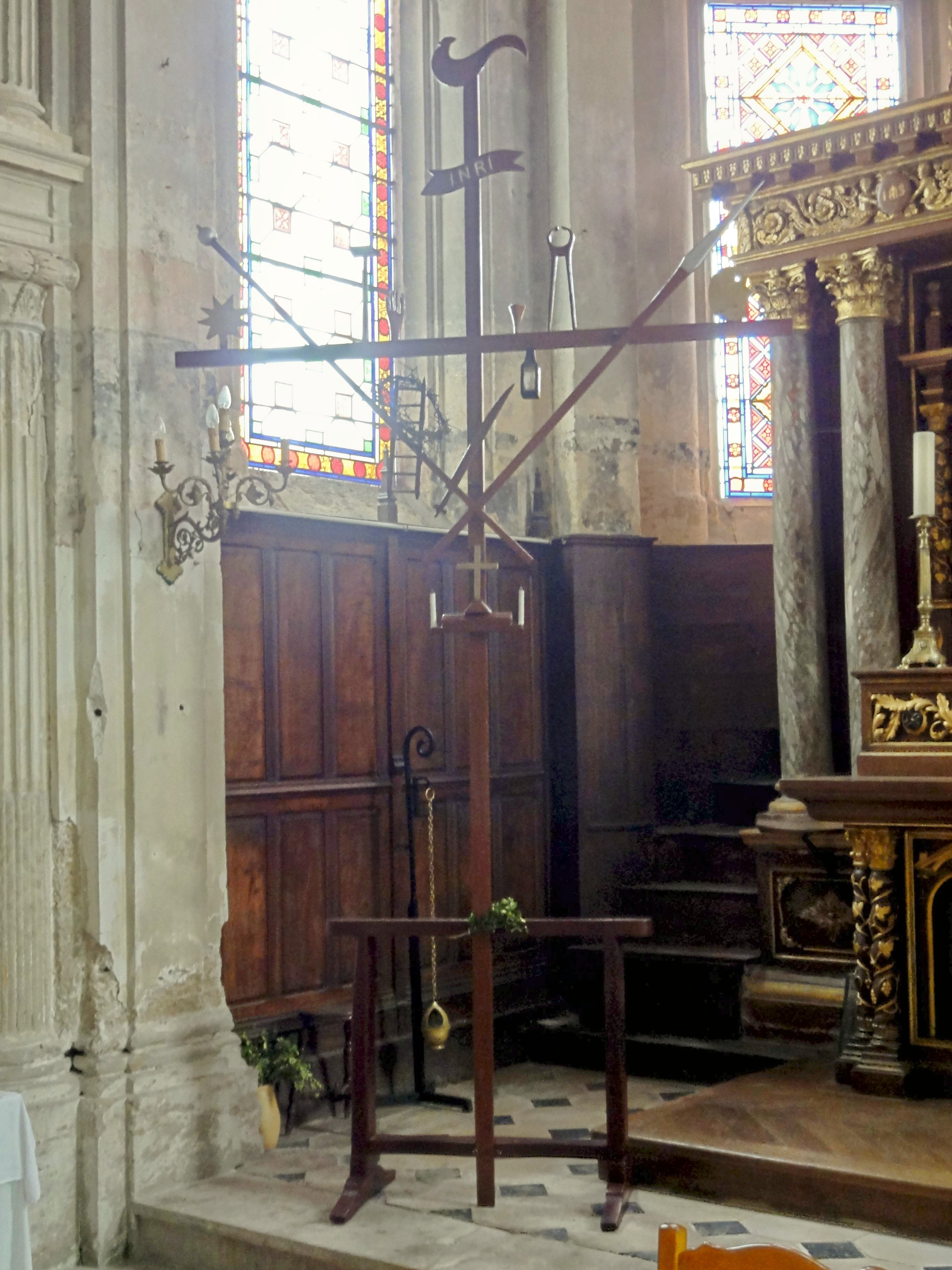
Croix de Passion.
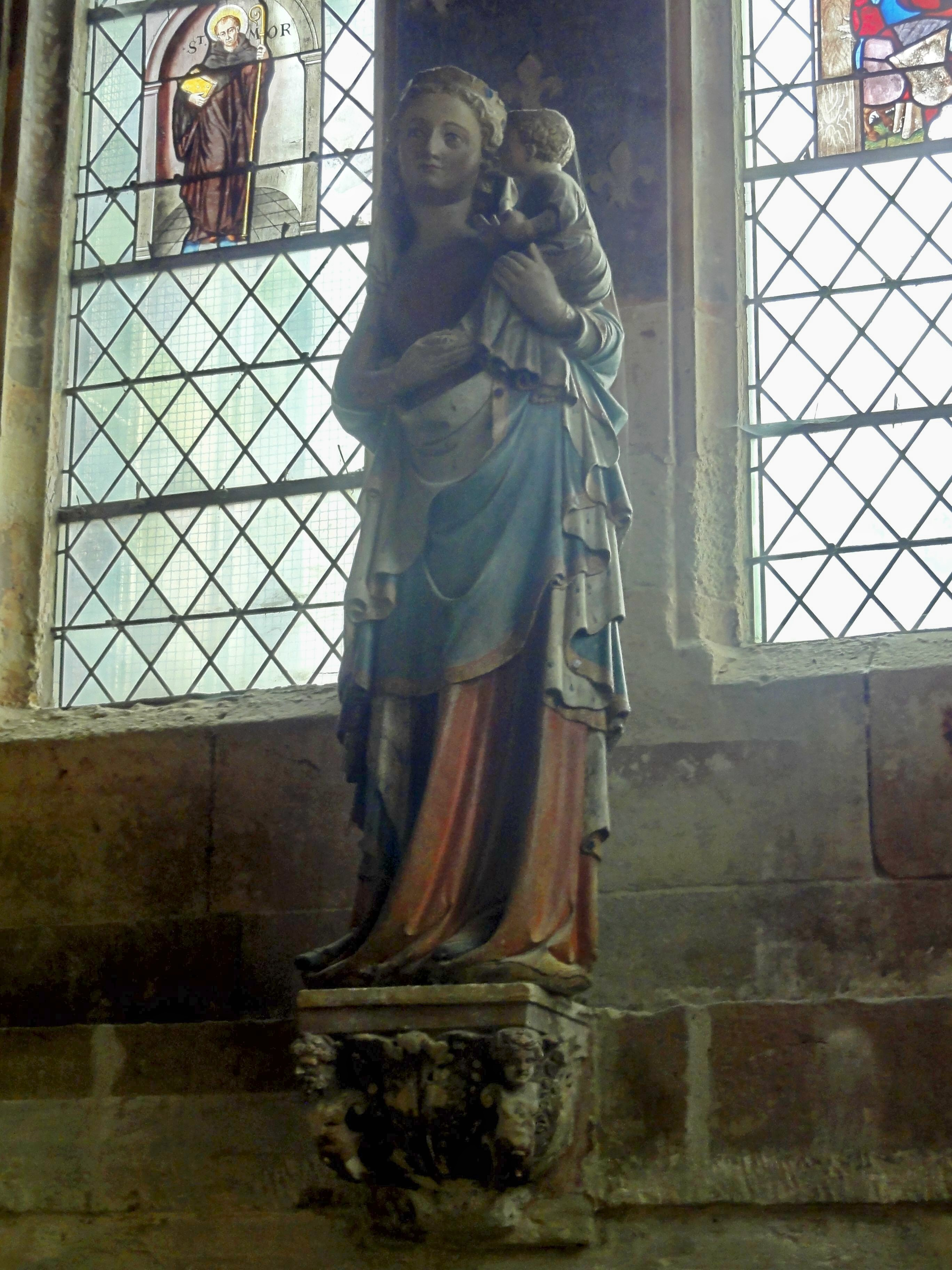
Vierge, second quart XIVe s.
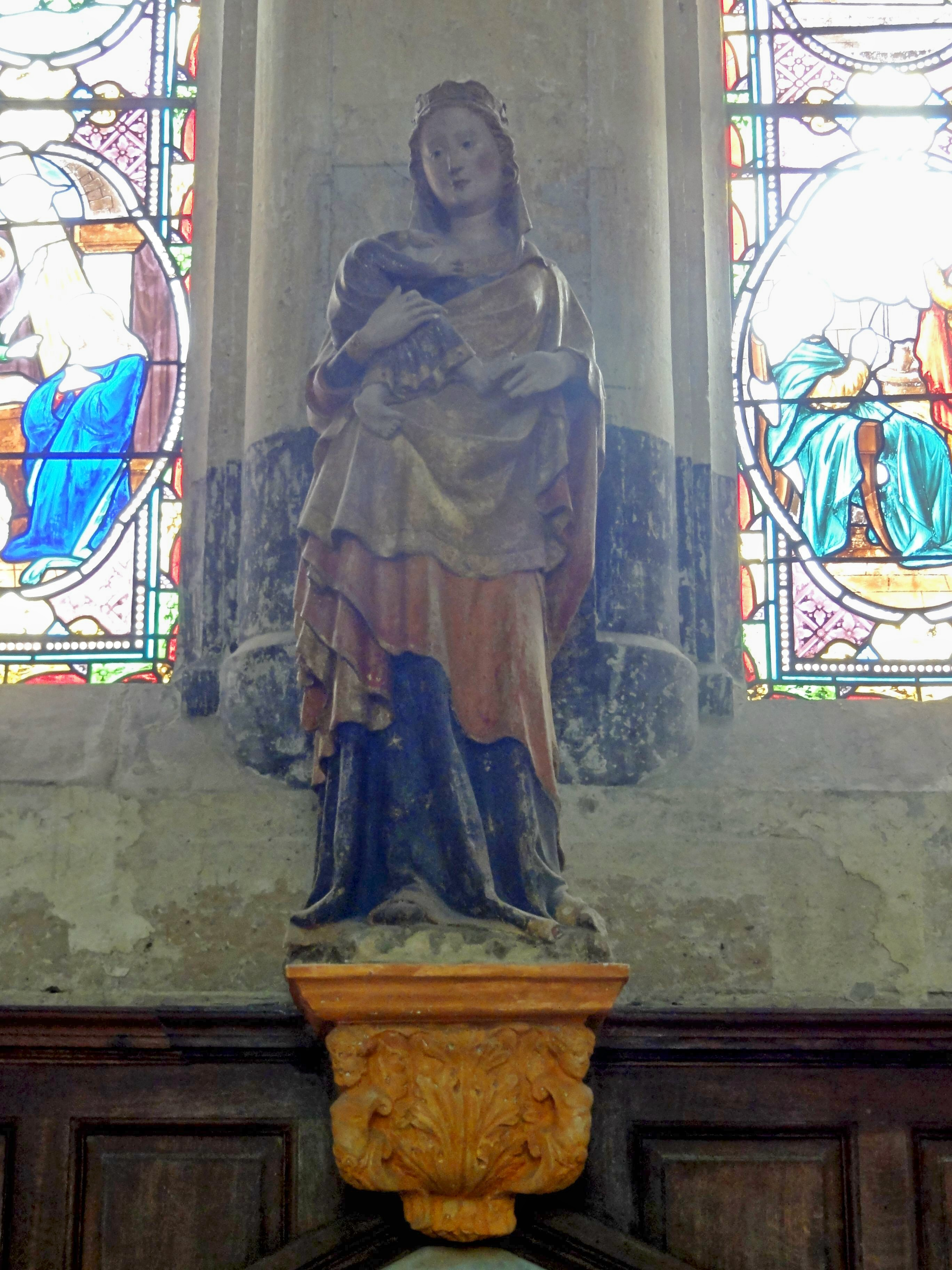
Vierge, dernier quart XIVe s.
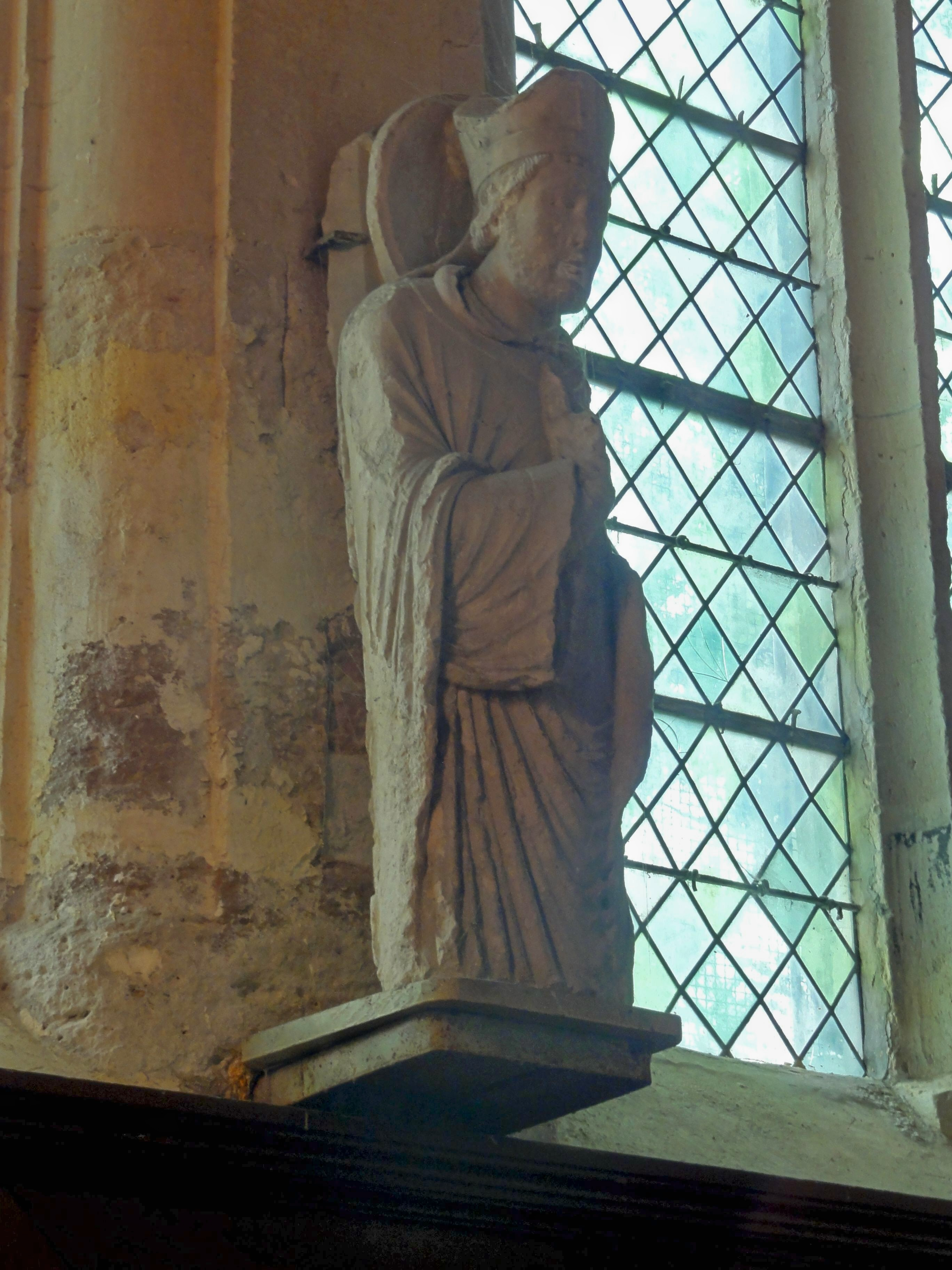
Statue de saint Aubin.
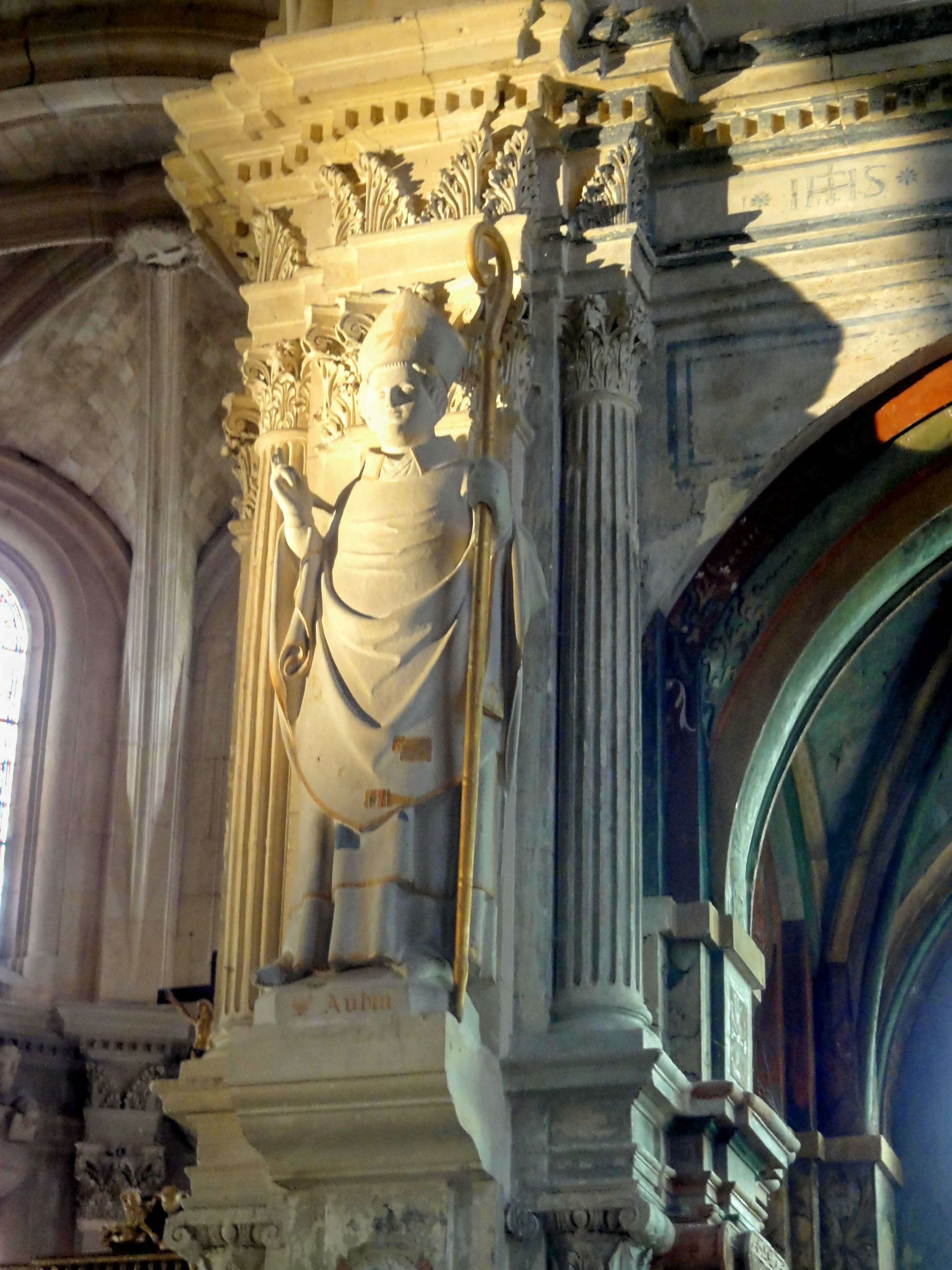
Statue de saint Aubin, XIXe s.

L'église Saint-Aubin renferme sept éléments de mobilier classés monuments historiques au titre objet :
- L'autel, le retable et le tabernacle du XVIIe siècle[28] ;
- Une croix de Passion en bois du XIXe siècle[29] ;
- Une statue en pierre de la Vierge à l'Enfant du second quart du XIVe siècle, haute de 120 cm[30] ;
- Une autre statue en pierre de la Vierge à l'Enfant du second quart du XIXe siècle intégrant des éléments du dernier quart XIVe siècle, haute de 131 cm[31] ;
- Une statue en pierre mutilée d'un saint évêque, probablement saint Aubin, d'autour de 1300, haute de 120 cm et provenant probablement du trumeau du portail[32] ;
- Une autre statue en pierre peinte d'un saint évêque, probablement saint Aubin, du XIXe siècle, longtemps considérée comme datant du dernier quart du XIVe siècle, haute de 150 cm environ[33] ;
- Un tableau peint sur bois ayant comme motif la descente de croix, en fait un panneau recoupé du XVIe siècle mis dans un cadre du XVIIe siècle[34].

L'église renferme également le cœur d'un grand duc ayant habité à Ennery. Cette relique est enfoui dans les murs de l'église dans le vestiaire des prêtres.